# 제5회 전국동시지방선거 광역의원 선거구 목록
바로가기 = 서울 | 부산 | 대구 | 인천 | 광주 | 대전 | 울산 | 세종 | 경기 | 강원 | 충북 | 충남 | 전북 | 전남 | 경북 | 경남 | 제주
- 제 5회 지방선거 선거일 : 2010년 6월 2일
- 제 5회 지방선거 광역의원 임기 : 2010년 7월 1일 ~ 2014년 6월 30일

## 지역구별 보기

### 서울특별시
| 선거구                        | 이름   | 소속정당       | 관할구역 | 비고                                                                   |
| ----------------------------- | ------ | -------------- | --- | ---------------------------------------------------------------------- |
| 강남구 제1선거구              | 주영길 | 새누리당       | 서울특별시 강남구 신사동, 서울특별시 강남구 압구정동, 서울특별시 강남구 논현1동, 서울특별시 강남구 논현2동, 서울특별시 강남구 청담동 | 14.03.25 6.4 지방선거 강남구청장 출마로 인한 사퇴                      |
| 강남구 제2선거구              | 김진수 | 새누리당       | 서울특별시 강남구 삼성1동, 서울특별시 강남구 삼성2동, 서울특별시 강남구 역삼1동, 서울특별시 강남구 역삼2동, 서울특별시 강남구 도곡1동, 서울특별시 강남구 도곡2동                                                                                            |                                                                        |
| 강남구 제3선거구              | 성백열 | 새누리당       | 서울특별시 강남구 대치1동, 서울특별시 강남구 대치2동, 서울특별시 강남구 대치4동, 서울특별시 강남구 일원2동 |                                                                        |
| 강남구 제4선거구              | 김현기 | 새누리당       | 서울특별시 강남구 개포1동, 서울특별시 강남구 개포2동, 서울특별시 강남구 개포4동, 서울특별시 강남구 일원본동, 서울특별시 강남구 일원1동, 서울특별시 강남구 수서동, 서울특별시 강남구 세곡동                                                                  |                                                                        |
| 강동구 제1선거구              | 이정훈 | 새정치민주연합 | 서울특별시 강동구 강일동, 서울특별시 강동구 고덕1동, 서울특별시 강동구 고덕2동, 서울특별시 강동구 암사1동, 서울특별시 강동구 암사2동, 서울특별시 강동구 암사3동                                                                                             |                                                                        |
| 강동구 제2선거구              | 김영철 | 새누리당       | 서울특별시 강동구 길동, 서울특별시 강동구 상일동, 서울특별시 강동구 명일1동, 서울특별시 강동구 명일2동 | 11.10.31 의원직 상실                                                   |
| 강동구 제2선거구              | 이형석 | 새누리당       | 서울특별시 강동구 길동, 서울특별시 강동구 상일동, 서울특별시 강동구 명일1동, 서울특별시 강동구 명일2동 | 12.04.11 재·보궐선거 당선                                              |
| 강동구 제3선거구              | 양준욱 | 새정치민주연합 | 서울특별시 강동구 천호1동, 서울특별시 강동구 천호2동, 서울특별시 강동구 천호3동 |                                                                        |
| 강동구 제4선거구              | 윤규진 | 새누리당       | 서울특별시 강동구 성내1동, 서울특별시 강동구 성내2동, 서울특별시 강동구 성내3동, 서울특별시 강동구 둔촌1동, 서울특별시 강동구 둔촌2동 |                                                                        |
| 강북구 제1선거구              | 김기옥 | 새정치민주연합 | 서울특별시 강북구 번1동, 서울특별시 강북구 번2동, 서울특별시 강북구 수유2동, 서울특별시 강북구 수유3동 |                                                                        |
| 강북구 제2선거구              | 김정중 | 새정치민주연합 | 서울특별시 강북구 수유1동, 서울특별시 강북구 우이동, 서울특별시 강북구 인수동 |                                                                        |
| 강북구 제3선거구              | 신승호 | 새정치민주연합 | 서울특별시 강북구 삼양동, 서울특별시 강북구 송천동, 서울특별시 강북구 삼각산동 | 14.04.14 6.4 지방선거 강북구청장 출마로 인한 사퇴                      |
| 강북구 제4선거구              | 박진형 | 새정치민주연합 | 서울특별시 강북구 미아동, 서울특별시 강북구 송중동, 서울특별시 강북구 번3동 |                                                                        |
| 강서구 제1선거구              | 이창섭 | 새정치민주연합 | 서울특별시 강서구 발산1동, 서울특별시 강서구 화곡1동, 서울특별시 강서구 화곡2동, 서울특별시 강서구 화곡3동, 서울특별시 강서구 화곡8동 |                                                                        |
| 강서구 제2선거구              | 김형식 | 새정치민주연합 | 서울특별시 강서구 등촌2동, 서울특별시 강서구 화곡본동, 서울특별시 강서구 화곡4동, 서울특별시 강서구 화곡6동, 서울특별시 강서구 우장산동 |                                                                        |
| 강서구 제3선거구              | 김용성 | 새정치민주연합 | 서울특별시 강서구 가양1동, 서울특별시 강서구 공항동, 서울특별시 강서구 방화1동, 서울특별시 강서구 방화2동, 서울특별시 강서구 방화3동 |                                                                        |
| 강서구 제4선거구              | 김상현 | 새정치민주연합 | 서울특별시 강서구 가양2동, 서울특별시 강서구 가양3동, 서울특별시 강서구 염창동, 서울특별시 강서구 등촌1동, 서울특별시 강서구 등촌3동 |                                                                        |
| 관악구 제1선거구              | 박준희 | 새정치민주연합 | 서울특별시 관악구 보라매동, 서울특별시 관악구 은천동, 서울특별시 관악구 중앙동, 서울특별시 관악구 청룡동, 서울특별시 관악구 신림동 |                                                                        |
| 관악구 제2선거구              | 서윤기 | 새정치민주연합 | 서울특별시 관악구 성현동, 서울특별시 관악구 청림동, 서울특별시 관악구 행운동, 서울특별시 관악구 낙성대동, 서울특별시 관악구 인헌동, 서울특별시 관악구 남현동                                                                                                |                                                                        |
| 관악구 제3선거구              | 이행자 | 새정치민주연합 | 서울특별시 관악구 신사동, 서울특별시 관악구 조원동, 서울특별시 관악구 미성동, 서울특별시 관악구 난곡동, 서울특별시 관악구 난향동 |                                                                        |
| 관악구 제4선거구              | 신언근 | 새정치민주연합 | 서울특별시 관악구 서원동, 서울특별시 관악구 신원동, 서울특별시 관악구 서림동, 서울특별시 관악구 삼성동, 서울특별시 관악구 대학동 |                                                                        |
| 광진구 제1선거구              | 김기만 | 새정치민주연합 | 서울특별시 광진구 중곡1동, 서울특별시 광진구 중곡2동, 서울특별시 광진구 중곡3동, 서울특별시 광진구 중곡4동 |                                                                        |
| 광진구 제2선거구              | 문종철 | 새정치민주연합 | 서울특별시 광진구 능동, 서울특별시 광진구 구의2동, 서울특별시 광진구 광장동, 서울특별시 광진구 군자동 |                                                                        |
| 광진구 제3선거구              | 김선갑 | 새정치민주연합 | 서울특별시 광진구 구의1동, 서울특별시 광진구 구의3동, 서울특별시 광진구 자양1동, 서울특별시 광진구 자양2동 |                                                                        |
| 광진구 제4선거구              | 박래학 | 새정치민주연합 | 서울특별시 광진구 자양3동, 서울특별시 광진구 자양4동, 서울특별시 광진구 화양동 |                                                                        |
| 구로구 제1선거구              | 정승우 | 새정치민주연합 | 서울특별시 구로구 가리봉동, 서울특별시 구로구 구로3동, 서울특별시 구로구 구로4동 |                                                                        |
| 구로구 제2선거구              | 조규영 | 새정치민주연합 | 서울특별시 구로구 신도림동, 서울특별시 구로구 구로1동, 서울특별시 구로구 구로2동, 서울특별시 구로구 구로5동 |                                                                        |
| 구로구 제3선거구              | 김종욱 | 새정치민주연합 | 서울특별시 구로구 고척1동, 서울특별시 구로구 고척2동, 서울특별시 구로구 개봉1동, 서울특별시 구로구 개봉2동, 서울특별시 구로구 개봉3동 |                                                                        |
| 구로구 제4선거구              | 김명수 | 무소속         | 서울특별시 구로구 오류1동, 서울특별시 구로구 오류2동, 서울특별시 구로구 수궁동 |                                                                        |
| 금천구 제1선거구              | 오봉수 | 새정치민주연합 | 서울특별시 금천구 가산동, 서울특별시 금천구 독산1동, 서울특별시 금천구 독산2동, 서울특별시 금천구 독산3동, 서울특별시 금천구 독산4동 |                                                                        |
| 금천구 제2선거구              | 이원기 | 새정치민주연합 | 서울특별시 금천구 시흥1동, 서울특별시 금천구 시흥2동, 서울특별시 금천구 시흥3동, 서울특별시 금천구 시흥4동, 서울특별시 금천구 시흥5동 |                                                                        |
| 노원구 제1선거구              | 서영진 | 새정치민주연합 | 서울특별시 노원구 월계1동, 서울특별시 노원구 월계2동, 서울특별시 노원구 월계3동 |                                                                        |
| 노원구 제2선거구              | 문상모 | 새정치민주연합 | 서울특별시 노원구 공릉1동, 서울특별시 노원구 공릉2동 |                                                                        |
| 노원구 제3선거구              | 오승록 | 새정치민주연합 | 서울특별시 노원구 하계1동, 서울특별시 노원구 중계본동, 서울특별시 노원구 중계1동, 서울특별시 노원구 중계4동 |                                                                        |
| 노원구 제4선거구              | 김생환 | 새정치민주연합 | 서울특별시 노원구 하계2동, 서울특별시 노원구 중계2·3동, 서울특별시 노원구 상계6·7동 |                                                                        |
| 노원구 제5선거구              | 김광수 | 새정치민주연합 | 서울특별시 노원구 상계2동, 서울특별시 노원구 상계3·4동, 서울특별시 노원구 상계5동 |                                                                        |
| 노원구 제6선거구              | 곽종상 | 새정치민주연합 | 서울특별시 노원구 상계1동, 서울특별시 노원구 상계8동, 서울특별시 노원구 상계9동, 서울특별시 노원구 상계10동 | 11.08.18 당선 무효                                                     |
| 노원구 제6선거구              | 유청   | 새정치민주연합 | 서울특별시 노원구 상계1동, 서울특별시 노원구 상계8동, 서울특별시 노원구 상계9동, 서울특별시 노원구 상계10동 | 11.10.26 재·보궐선거 당선                                              |
| 도봉구 제1선거구              | 김용석 | 새정치민주연합 | 서울특별시 도봉구 창1동, 서울특별시 도봉구 창4동, 서울특별시 도봉구 창5동 |                                                                        |
| 도봉구 제2선거구              | 김광수 | 새정치민주연합 | 서울특별시 도봉구 쌍문1동, 서울특별시 도봉구 쌍문3동, 서울특별시 도봉구 창2동, 서울특별시 도봉구 창3동 |                                                                        |
| 도봉구 제3선거구              | 정세환 | 새정치민주연합 | 서울특별시 도봉구 쌍문2동, 서울특별시 도봉구 쌍문4동, 서울특별시 도봉구 방학3동 |                                                                        |
| 도봉구 제4선거구              | 김동욱 | 새정치민주연합 | 서울특별시 도봉구 방학1동, 서울특별시 도봉구 방학2동, 서울특별시 도봉구 도봉1동, 서울특별시 도봉구 도봉2동 |                                                                        |
| 동대문구 제1선거구            | 전철수 | 새정치민주연합 | 서울특별시 동대문구 용신동, 서울특별시 동대문구 제기동, 서울특별시 동대문구 청량리동 |                                                                        |
| 동대문구 제2선거구            | 백금산 | 새정치민주연합 | 서울특별시 동대문구 회기동, 서울특별시 동대문구 휘경1동, 서울특별시 동대문구 휘경2동, 서울특별시 동대문구 이문1동, 서울특별시 동대문구 이문2동 | 11.05.06 당선 무효                                                     |
| 동대문구 제2선거구            | 강태희 | 새누리당       | 서울특별시 동대문구 회기동, 서울특별시 동대문구 휘경1동, 서울특별시 동대문구 휘경2동, 서울특별시 동대문구 이문1동, 서울특별시 동대문구 이문2동 | 11.10.26 재·보궐선거 당선                                              |
| 동대문구 제3선거구            | 김인호 | 새정치민주연합 | 서울특별시 동대문구 전농1동, 서울특별시 동대문구 전농2동, 서울특별시 동대문구 답십리1동 |                                                                        |
| 동대문구 제4선거구            | 인택환 | 새정치민주연합 | 서울특별시 동대문구 답십리2동, 서울특별시 동대문구 장안1동, 서울특별시 동대문구 장안2동 |                                                                        |
| 동작구 제1선거구              | 강희용 | 새정치민주연합 | 서울특별시 동작구 노량진1동, 서울특별시 동작구 노량진2동, 서울특별시 동작구 상도2동, 서울특별시 동작구 상도4동 |                                                                        |
| 동작구 제2선거구              | 장환진 | 새정치민주연합 | 서울특별시 동작구 상도3동, 서울특별시 동작구 대방동, 서울특별시 동작구 신대방1동, 서울특별시 동작구 신대방2동 |                                                                        |
| 동작구 제3선거구              | 박기열 | 새정치민주연합 | 서울특별시 동작구 상도1동, 서울특별시 동작구 사당3동, 서울특별시 동작구 사당4동, 서울특별시 동작구 사당5동 |                                                                        |
| 동작구 제4선거구              | 서영갑 | 새정치민주연합 | 서울특별시 동작구 흑석동, 서울특별시 동작구 사당1동, 서울특별시 동작구 사당2동 | 14.06.30 7.30 동작구 을 재보궐선거 출마로 인한 사퇴                    |
| 마포구 제1선거구              | 박태규 | 새누리당       | 서울특별시 마포구 용강동, 서울특별시 마포구 대흥동, 서울특별시 마포구 염리동, 서울특별시 마포구 신수동 |                                                                        |
| 마포구 제2선거구              | 김창수 | 새정치민주연합 | 서울특별시 마포구 공덕동, 서울특별시 마포구 아현동, 서울특별시 마포구 도화동 |                                                                        |
| 마포구 제3선거구              | 채재선 | 새정치민주연합 | 서울특별시 마포구 서강동, 서울특별시 마포구 서교동, 서울특별시 마포구 합정동, 서울특별시 마포구 망원1동 |                                                                        |
| 마포구 제4선거구              | 김기덕 | 새정치민주연합 | 서울특별시 마포구 망원2동, 서울특별시 마포구 연남동, 서울특별시 마포구 성산1동, 서울특별시 마포구 성산2동, 서울특별시 마포구 상암동 |                                                                        |
| 서대문구 제1선거구            | 신원철 | 새정치민주연합 | 서울특별시 서대문구 충현동, 서울특별시 서대문구 천연동, 서울특별시 서대문구 북아현동, 서울특별시 서대문구 신촌동 |                                                                        |
| 서대문구 제2선거구            | 박운기 | 새정치민주연합 | 서울특별시 서대문구 연희동, 서울특별시 서대문구 홍제1동, 서울특별시 서대문구 홍제2동 |                                                                        |
| 서대문구 제3선거구            | 김태희 | 새정치민주연합 | 서울특별시 서대문구 홍제3동, 서울특별시 서대문구 홍은1동, 서울특별시 서대문구 홍은2동 |                                                                        |
| 서대문구 제4선거구            | 조상호 | 새정치민주연합 | 서울특별시 서대문구 남가좌1동, 서울특별시 서대문구 남가좌2동, 서울특별시 서대문구 북가좌1동, 서울특별시 서대문구 북가좌2동 |                                                                        |
| 서초구 제1선거구              | 김진영 | 새누리당       | 서울특별시 서초구 잠원동, 서울특별시 서초구 반포1동, 서울특별시 서초구 반포3동, 서울특별시 서초구 반포4동 |                                                                        |
| 서초구 제2선거구              | 이지현 | 새누리당       | 서울특별시 서초구 반포본동, 서울특별시 서초구 반포2동, 서울특별시 서초구 방배본동, 서울특별시 서초구 방배1동, 서울특별시 서초구 방배4동 |                                                                        |
| 서초구 제3선거구              | 최호정 | 새누리당       | 서울특별시 서초구 서초2동, 서울특별시 서초구 서초4동, 서울특별시 서초구 양재1동, 서울특별시 서초구 양재2동, 서울특별시 서초구 내곡동 |                                                                        |
| 서초구 제4선거구              | 김용석 | 새누리당       | 서울특별시 서초구 서초1동, 서울특별시 서초구 서초3동, 서울특별시 서초구 방배2동, 서울특별시 서초구 방배3동 |                                                                        |
| 성동구 제1선거구              | 곽재웅 | 새정치민주연합 | 서울특별시 성동구 금호1가동, 서울특별시 성동구 금호2·3가동, 서울특별시 성동구 금호4가동, 서울특별시 성동구 옥수동 |                                                                        |
| 성동구 제2선거구              | 이상묵 | 새누리당       | 서울특별시 성동구 응봉동, 서울특별시 성동구 성수1가1동, 서울특별시 성동구 성수1가2동, 서울특별시 성동구 성수2가1동, 서울특별시 성동구 성수2가3동 |                                                                        |
| 성동구 제3선거구              | 김희전 | 새정치민주연합 | 서울특별시 성동구 왕십리·도선동, 서울특별시 성동구 왕십리2동, 서울특별시 성동구 행당1동, 서울특별시 성동구 행당2동 |                                                                        |
| 성동구 제4선거구              | 박양숙 | 새정치민주연합 | 서울특별시 성동구 마장동, 서울특별시 성동구 사근동, 서울특별시 성동구 송정동, 서울특별시 성동구 용답동 |                                                                        |
| 성북구 제1선거구              | 임형균 | 새정치민주연합 | 서울특별시 성북구 성북동, 서울특별시 성북구 삼선동, 서울특별시 성북구 동선동, 서울특별시 성북구 돈암2동, 서울특별시 성북구 안암동, 서울특별시 성북구 보문동                                                                                                 |                                                                        |
| 성북구 제2선거구              | 김문수 | 새정치민주연합 | 서울특별시 성북구 정릉1동, 서울특별시 성북구 정릉2동, 서울특별시 성북구 정릉3동, 서울특별시 성북구 정릉4동, 서울특별시 성북구 길음1동 |                                                                        |
| 성북구 제3선거구              | 이미성 | 새정치민주연합 | 서울특별시 성북구 돈암1동, 서울특별시 성북구 길음2동, 서울특별시 성북구 종암동, 서울특별시 성북구 월곡1동, 서울특별시 성북구 월곡2동 |                                                                        |
| 성북구 제4선거구              | 이경애 | 새정치민주연합 | 서울특별시 성북구 장위1동, 서울특별시 성북구 장위2동, 서울특별시 성북구 장위3동, 서울특별시 성북구 석관동 |                                                                        |
| 송파구 제1선거구              | 주찬식 | 새누리당       | 서울특별시 송파구 풍납1동, 서울특별시 송파구 풍납2동, 서울특별시 송파구 잠실4동, 서울특별시 송파구 잠실6동 |                                                                        |
| 송파구 제2선거구              | 전종민 | 새누리당       | 서울특별시 송파구 방이1동, 서울특별시 송파구 방이2동, 서울특별시 송파구 오륜동, 서울특별시 송파구 송파1동, 서울특별시 송파구 송파2동 |                                                                        |
| 송파구 제3선거구              | 진두생 | 새누리당       | 서울특별시 송파구 삼전동, 서울특별시 송파구 잠실본동, 서울특별시 송파구 잠실2동, 서울특별시 송파구 잠실3동, 서울특별시 송파구 잠실7동 |                                                                        |
| 송파구 제4선거구              | 강감창 | 새누리당       | 서울특별시 송파구 석촌동, 서울특별시 송파구 가락1동, 서울특별시 송파구 문정2동 |                                                                        |
| 송파구 제5선거구              | 류수철 | 새누리당       | 서울특별시 송파구 오금동, 서울특별시 송파구 가락본동, 서울특별시 송파구 가락2동, 서울특별시 송파구 문정1동 |                                                                        |
| 송파구 제6선거구              | 최조웅 | 새정치민주연합 | 서울특별시 송파구 거여1동, 서울특별시 송파구 거여2동, 서울특별시 송파구 마천1동, 서울특별시 송파구 마천2동, 서울특별시 송파구 장지동 |                                                                        |
| 양천구 제1선거구              | 정문진 | 새누리당       | 서울특별시 양천구 목2동, 서울특별시 양천구 목3동, 서울특별시 양천구 목4동, 서울특별시 양천구 목5동 |                                                                        |
| 양천구 제2선거구              | 이정찬 | 무소속         | 서울특별시 양천구 목1동, 서울특별시 양천구 신정1동, 서울특별시 양천구 신정2동, 서울특별시 양천구 신정6동, 서울특별시 양천구 신정7동 |                                                                        |
| 양천구 제3선거구              | 허광태 | 새정치민주연합 | 서울특별시 양천구 신월1동, 서울특별시 양천구 신월3동, 서울특별시 양천구 신월4동, 서울특별시 양천구 신월5동, 서울특별시 양천구 신월7동 | 14.03.13 6.4지방선거 양천구청장 출마로 인한 사퇴                       |
| 양천구 제4선거구              | 이명영 | 새정치민주연합 | 서울특별시 양천구 신월2동, 서울특별시 양천구 신월6동, 서울특별시 양천구 신정3동, 서울특별시 양천구 신정4동 |                                                                        |
| 영등포구 제1선거구            | 최웅식 | 새정치민주연합 | 서울특별시 영등포구 영등포본동, 서울특별시 영등포구 도림동, 서울특별시 영등포구 문래동, 서울특별시 영등포구 신길3동 |                                                                        |
| 영등포구 제2선거구            | 김정태 | 새정치민주연합 | 서울특별시 영등포구 영등포동, 서울특별시 영등포구 당산1동, 서울특별시 영등포구 당산2동, 서울특별시 영등포구 양평1동, 서울특별시 영등포구 양평2동 |                                                                        |
| 영등포구 제3선거구            | 김춘수 | 새누리당       | 서울특별시 영등포구 여의동, 서울특별시 영등포구 신길1동, 서울특별시 영등포구 신길4동, 서울특별시 영등포구 신길5동, 서울특별시 영등포구 신길7동 | 14.03.06 6.4지방선거 영등포구청장 출마로 인한 사퇴                     |
| 영등포구 제4선거구            | 유광상 | 새정치민주연합 | 서울특별시 영등포구 신길6동, 서울특별시 영등포구 대림1동, 서울특별시 영등포구 대림2동, 서울특별시 영등포구 대림3동 |                                                                        |
| 용산구 제1선거구              | 김제리 | 새누리당       | 서울특별시 용산구 남영동, 서울특별시 용산구 청파동, 서울특별시 용산구 원효로1동, 서울특별시 용산구 원효로2동, 서울특별시 용산구 효창동, 서울특별시 용산구 용문동, 서울특별시 용산구 한강로동, 서울특별시 용산구 이촌1동, 서울특별시 용산구 이촌2동          |                                                                        |
| 용산구 제2선거구              | 이종필 | 새누리당       | 서울특별시 용산구 후암동, 서울특별시 용산구 용산2가동, 서울특별시 용산구 이태원1동, 서울특별시 용산구 이태원2동, 서울특별시 용산구 한남동, 서울특별시 용산구 서빙고동, 서울특별시 용산구 보광동                                                             |                                                                        |
| 은평구 제1선거구              | 이재식 | 새정치민주연합 | 서울특별시 은평구 녹번동, 서울특별시 은평구 응암1동, 서울특별시 은평구 응암2동, 서울특별시 은평구 응암3동 | 12.01.13 19대 총선 은평구 갑 선거구 출마로 인한 사퇴                   |
| 은평구 제1선거구              | 이순자 | 새정치민주연합 | 서울특별시 은평구 녹번동, 서울특별시 은평구 응암1동, 서울특별시 은평구 응암2동, 서울특별시 은평구 응암3동 | 12.04.11 재·보궐선거 당선                                              |
| 은평구 제2선거구              | 김미경 | 새정치민주연합 | 서울특별시 은평구 신사1동, 서울특별시 은평구 신사2동,서울특별시 은평구 증산동, 서울특별시 은평구 수색동 |                                                                        |
| 은평구 제3선거구              | 이강무 | 새정치민주연합 | 서울특별시 은평구 갈현1동, 서울특별시 은평구 갈현2동,서울특별시 은평구 구산동, 서울특별시 은평구 진관동 |                                                                        |
| 은평구 제4선거구              | 정희석 | 새정치민주연합 | 서울특별시 은평구 불광1동, 서울특별시 은평구 불광2동,서울특별시 은평구 대조동, 서울특별시 은평구 역촌동 |                                                                        |
| 종로구 제1선거구              | 남재경 | 새누리당       | 서울특별시 종로구 청운효자동, 서울특별시 종로구 사직동, 서울특별시 종로구 삼청동, 서울특별시 종로구 부암동, 서울특별시 종로구 평창동, 서울특별시 종로구 무악동, 서울특별시 종로구 교남동, 서울특별시 종로구 가회동                                          |                                                                        |
| 종로구 제2선거구              | 오필근 | 새정치민주연합 | 서울특별시 종로구 종로1.2.3.4가동, 서울특별시 종로구 종로5.6가동, 서울특별시 종로구 이화동, 서울특별시 종로구 혜화동, 서울특별시 종로구 창신1동, 서울특별시 종로구 창신2동, 서울특별시 종로구 창신3동, 서울특별시 종로구 숭인1동, 서울특별시 종로구 숭인2동 |                                                                        |
| 중구 제1선거구                | 최강선 | 새정치민주연합 | 서울특별시 중구 소공동, 서울특별시 중구 명동, 서울특별시 중구 광희동, 서울특별시 중구 을지로동, 서울특별시 중구 신당동, 서울특별시 중구 신당5동, 서울특별시 중구 동화동, 서울특별시 중구 황학동, 서울특별시 중구 중림동                                     |                                                                        |
| 중구 제2선거구                | 김연선 | 무소속         | 서울특별시 중구 회현동, 서울특별시 중구 필동, 서울특별시 중구 장충동, 서울특별시 중구 다산동, 서울특별시 중구 약수동, 서울특별시 중구 청구동중림동 | 14.05.09 6.4 지방선거 중구청장 출마로 인한 사퇴                        |
| 중랑구 제1선거구              | 성백진 | 새정치민주연합 | 서울특별시 중랑구 망우3동, 서울특별시 중랑구 면목3·8동, 서울특별시 중랑구 면목4동, 서울특별시 중랑구 면목7동 |                                                                        |
| 중랑구 제2선거구              | 공석호 | 새정치민주연합 | 서울특별시 중랑구 면목본동, 서울특별시 중랑구 면목2동, 서울특별시 중랑구 면목5동, 서울특별시 중랑구 상봉2동 | 14.03.27 6.4 지방선거 중랑구청장 출마로 인한 사퇴                      |
| 중랑구 제3선거구              | 김동승 | 새정치민주연합 | 서울특별시 중랑구 중화1동, 서울특별시 중랑구 중화2동, 서울특별시 중랑구 묵1동, 서울특별시 중랑구 묵2동 |                                                                        |
| 중랑구 제4선거구              | 윤명화 | 새정치민주연합 | 서울특별시 중랑구 상봉1동, 서울특별시 중랑구 망우본동, 서울특별시 중랑구 신내1동, 서울특별시 중랑구 신내2동 |                                                                        |
| 서울특별시 비례대표           | 강신표 | 새누리당       | 서울특별시 일원 |                                                                        |
| 서울특별시 비례대표           | 고만규 | 새누리당       | 서울특별시 일원 |                                                                        |
| 서울특별시 비례대표           | 김정재 | 새누리당       | 서울특별시 일원 | 14.02.21 6.4 지방선거 포항시장 출마로 인한 사퇴                        |
| 서울특별시 비례대표           | 이진화 | 새누리당       | 서울특별시 일원 |                                                                        |
| 서울특별시 비례대표           | 이차순 | 새누리당       | 서울특별시 일원 |                                                                        |
| 서울특별시 비례대표           | 김소영 | 새누리당       | 서울특별시 일원 | 14.03.15 의원직 승계                                                   |
| 서울특별시 비례대표           | 김명신 | 새정치민주연합 | 서울특별시 일원 |                                                                        |
| 서울특별시 비례대표           | 이상호 | 새정치민주연합 | 서울특별시 일원 |                                                                        |
| 서울특별시 비례대표           | 장정숙 | 새정치민주연합 | 서울특별시 일원 |                                                                        |
| 서울특별시 비례대표           | 정용림 | 새정치민주연합 | 서울특별시 일원 |                                                                        |
| 서울특별시 비례대표           | 한명희 | 새정치민주연합 | 서울특별시 일원 |                                                                        |
| 서울특별시 교육의원 제1선거구 | 정상천 | 무소속         | 서울특별시 강북구, 서울특별시 성북구, 서울특별시 종로구, 서울특별시 중구 |                                                                        |
| 서울특별시 교육의원 제2선거구 | 최보선 | 무소속         | 서울특별시 마포구, 서울특별시 서대문구, 서울특별시 용산구, 서울특별시 은평구 | 14.03.20 6.4 지방선거 서울특별시의원 은평구 제4선거구 출마로 인한 사퇴 |
| 서울특별시 교육의원 제3선거구 | 김덕영 | 무소속         | 서울특별시 노원구, 서울특별시 도봉구, 서울특별시 중랑구 | 14.03.05 6.4 지방선거 서울특별시 노원구 제6선거구 출마로 인한 사퇴     |
| 서울특별시 교육의원 제4선거구 | 한학수 | 무소속         | 서울특별시 광진구, 서울특별시 동대문구, 서울특별시 성동구 |                                                                        |
| 서울특별시 교육의원 제5선거구 | 김형태 | 무소속         | 서울특별시 강서구, 서울특별시 양천구, 서울특별시 영등포구 |                                                                        |
| 서울특별시 교육의원 제6선거구 | 최홍이 | 무소속         | 서울특별시 관악구, 서울특별시 구로구, 서울특별시 금천구 |                                                                        |
| 서울특별시 교육의원 제7선거구 | 최명복 | 무소속         | 서울특별시 강남구, 서울특별시 동작구, 서울특별시 서초구 |                                                                        |
| 서울특별시 교육의원 제8선거구 | 김영수 | 무소속         | 서울특별시 강동구, 서울특별시 송파구 |                                                                        |

### 부산광역시
| 선거구                        | 이름     | 소속정당       | 관할구역 | 비고                                                          |
| ----------------------------- | -------- | -------------- | --- | ------------------------------------------------------------- |
| 강서구 제1선거구              | 이병조   | 새누리당       | 부산광역시 강서구 대저1동, 부산광역시 강서구 대저2동, 부산광역시 강서구 강동동 | 14.03.12 6.4 지방선거 강서구청장 출마로 인한 사퇴             |
| 강서구 제2선거구              | 이종환   | 새누리당       | 부산광역시 강서구 명지동, 부산광역시 강서구 가락동, 부산광역시 강서구 녹산동, 부산광역시 강서구 천가동 | 14.03.12 6.4 지방선거 강서구청장 출마로 인한 사퇴             |
| 금정구 제1선거구              | 백종헌   | 새누리당       | 부산광역시 금정구 서1동, 부산광역시 금정구 서2동, 부산광역시 금정구 서3동, 부산광역시 금정구 금사동, 부산광역시 금정구 부곡1동, 부산광역시 금정구 부곡2동, 부산광역시 금정구 부곡3동, 부산광역시 금정구 부곡4동, 부산광역시 금정구 선두구동, 부산광역시 금정구 청룡노포동 |                                                               |
| 금정구 제2선거구              | 김기범   | 새누리당       | 부산광역시 금정구 장전1동, 부산광역시 금정구 장전2동, 부산광역시 금정구 장전3동, 부산광역시 금정구 남산동, 부산광역시 금정구 구서1동, 부산광역시 금정구 구서2동, 부산광역시 금정구 금성동                                                                                 |                                                               |
| 기장군 제1선거구              | 박인대   | 새누리당       | 부산광역시 기장군 기장읍 |                                                               |
| 기장군 제2선거구              | 김수근   | 새누리당       | 부산광역시 기장군 장안읍, 부산광역시 기장군 일광면, 부산광역시 기장군 정관면, 부산광역시 기장군 철마면 | 14.04.03 6.4 지방선거 기장군수 출마로 인한 사퇴               |
| 남구 제1선거구                | 송순임   | 무소속         | 부산광역시 남구 대연1동, 부산광역시 남구 대연3동, 부산광역시 남구 대연4동, 부산광역시 남구 대연5동, 부산광역시 남구 대연6동 | 14.03.10 6.4 지방선거 남구청장 출마로 인한 사퇴               |
| 남구 제2선거구                | 김선길   | 무소속         | 부산광역시 남구 용호1동, 부산광역시 남구 용호2동, 부산광역시 남구 용호3동, 부산광역시 남구 용호4동 | 14.03.10 6.4 지방선거 남구청장 출마로 인한 사퇴               |
| 남구 제3선거구                | 박재본   | 새누리당       | 부산광역시 남구 용당동, 부산광역시 남구 감만1동, 부산광역시 남구 감만2동, 부산광역시 남구 우암동 |                                                               |
| 남구 제4선거구                | 이산하   | 새누리당       | 부산광역시 남구 문현1동, 부산광역시 남구 문현2동, 부산광역시 남구 문현3동, 부산광역시 남구 문현4동 |                                                               |
| 동구 제1선거구                | 최형욱   | 새누리당       | 부산광역시 동구 초량1동, 부산광역시 동구 초량2동, 부산광역시 동구 초량3동, 부산광역시 동구 초량6동, 부산광역시 동구 수정1동, 부산광역시 동구 수정2동, 부산광역시 동구 수정4동                                                                                             | 14.03.10 6.4 지방선거 동구청장 출마로 인한 사퇴               |
| 동구 제2선거구                | 신태철   | 새누리당       | 부산광역시 동구 수정5동, 부산광역시 동구 좌천1동, 부산광역시 동구 좌천4동, 부산광역시 동구 범일1동, 부산광역시 동구 범일2동, 부산광역시 동구 범일4동, 부산광역시 동구 범일5동                                                                                             |                                                               |
| 동래구 제1선거구              | 전일수   | 새누리당       | 부산광역시 동래구 수민동, 부산광역시 동래구 복산동, 부산광역시 동래구 명륜동 | 12.01.11 19대 총선 동래구 선거구 출마로 인한 사퇴             |
| 동래구 제1선거구              | 박중묵   | 새누리당       | 부산광역시 동래구 수민동, 부산광역시 동래구 복산동, 부산광역시 동래구 명륜동 | 12.04.11 재·보궐선거 당선                                     |
| 동래구 제2선거구              | 권오성   | 새누리당       | 부산광역시 동래구 온천1동, 부산광역시 동래구 온천2동, 부산광역시 동래구 온천3동, 부산광역시 동래구 사직1동, 부산광역시 동래구 사직2동, 부산광역시 동래구 사직3동 |                                                               |
| 동래구 제3선거구              | 이진수   | 새누리당       | 부산광역시 동래구 안락1동, 부산광역시 동래구 안락2동, 부산광역시 동래구 명장1동, 부산광역시 동래구 명장2동 |                                                               |
| 부산진구 제1선거구            | 박석동   | 새누리당       | 부산광역시 부산진구 부전1동, 부산광역시 부산진구 범전동, 부산광역시 부산진구 연지동, 부산광역시 부산진구 초읍동, 부산광역시 부산진구 양정1동, 부산광역시 부산진구 양정2동                                                                                                 |                                                               |
| 부산진구 제2선거구            | 이대석   | 새누리당       | 부산광역시 부산진구 부암1동, 부산광역시 부산진구 부암3동, 부산광역시 부산진구 당감1동, 부산광역시 부산진구 당감2동, 부산광역시 부산진구 당감4동 |                                                               |
| 부산진구 제3선거구            | 김석조   | 새누리당       | 부산광역시 부산진구 부전2동, 부산광역시 부산진구 전포1동, 부산광역시 부산진구 전포2동, 부산광역시 부산진구 전포3동, 부산광역시 부산진구 가야1동, 부산광역시 부산진구 범천1동, 부산광역시 부산진구 범천2동, 부산광역시 부산진구 범천4동                                    |                                                               |
| 부산진구 제4선거구            | 김영욱   | 새누리당       | 부산광역시 부산진구 가야2동, 부산광역시 부산진구 개금1동, 부산광역시 부산진구 개금2동, 부산광역시 부산진구 개금3동 |                                                               |
| 북구 제1선거구                | 이종택   | 새누리당       | 부산광역시 북구 구포1동, 부산광역시 북구 구포2동, 부산광역시 북구 구포3동 |                                                               |
| 북구 제2선거구                | 손상용   | 새누리당       | 부산광역시 북구 덕천1동, 부산광역시 북구 덕천3동, 부산광역시 북구 만덕1동, 부산광역시 북구 만덕2동, 부산광역시 북구 만덕3동 |                                                               |
| 북구 제3선거구                | 배문철   | 새누리당       | 부산광역시 북구 금곡동, 부산광역시 북구 화명2동 |                                                               |
| 북구 제4선거구                | 허태준   | 새누리당       | 부산광역시 북구 화명1동, 부산광역시 북구 화명3동, 부산광역시 북구 덕천2동 |                                                               |
| 사상구 제1선거구              | 이상갑   | 새누리당       | 부산광역시 사상구 삼락동, 부산광역시 사상구 모라1동, 부산광역시 사상구 모라3동, 부산광역시 사상구 덕포1동, 부산광역시 사상구 덕포2동, 부산광역시 사상구 괘법동, 부산광역시 사상구 감전동                                                                                  |                                                               |
| 사상구 제2선거구              | 오보근   | 새누리당       | 부산광역시 사상구 주례1동, 부산광역시 사상구 주례2동, 부산광역시 사상구 주례3동, 부산광역시 사상구 학장동, 부산광역시 사상구 엄궁동 |                                                               |
| 사하구 제1선거구              | 김척수   | 새누리당       | 부산광역시 사하구 괴정1동, 부산광역시 사하구 괴정2동, 부산광역시 사하구 괴정3동, 부산광역시 사하구 괴정4동 |                                                               |
| 사하구 제2선거구              | 이정윤   | 새누리당       | 부산광역시 사하구 당리동, 부산광역시 사하구 하단1동, 부산광역시 사하구 하단2동 |                                                               |
| 사하구 제3선거구              | 김흥남   | 새누리당       | 부산광역시 사하구 신평1동, 부산광역시 사하구 신평2동, 부산광역시 사하구 구평동, 부산광역시 사하구 감천1동, 부산광역시 사하구 감천2동 |                                                               |
| 사하구 제4선거구              | 신숙희   | 새누리당       | 부산광역시 사하구 장림1동, 부산광역시 사하구 장림2동, 부산광역시 사하구 다대1동, 부산광역시 사하구 다대2동 |                                                               |
| 서구 제1선거구                | 권칠우   | 새누리당       | 부산광역시 서구 동대신1동, 부산광역시 서구 동대신2동, 부산광역시 서구 동대신3동, 부산광역시 서구 서대신1동, 부산광역시 서구 서대신3동, 부산광역시 서구 서대신4동, 부산광역시 서구 부민동                                                                                  |                                                               |
| 서구 제2선거구                | 공한수   | 새누리당       | 부산광역시 서구 아미동, 부산광역시 서구 초장동, 부산광역시 서구 충무동, 부산광역시 서구 남부민1동, 부산광역시 서구 남부민2동, 부산광역시 서구 암남동 |                                                               |
| 수영구 제1선거구              | 강성태   | 새누리당       | 부산광역시 수영구 남천1동, 부산광역시 수영구 남천2동, 부산광역시 수영구 광안1동, 부산광역시 수영구 광안2동, 부산광역시 수영구 광안3동, 부산광역시 수영구 광안4동 |                                                               |
| 수영구 제2선거구              | 전봉민   | 새누리당       | 부산광역시 수영구 수영동, 부산광역시 수영구 망미1동, 부산광역시 수영구 망미2동, 부산광역시 수영구 민락동 |                                                               |
| 연제구 제1선거구              | 이주환   | 새누리당       | 부산광역시 연제구 거제1동, 부산광역시 연제구 거제2동, 부산광역시 연제구 거제3동, 부산광역시 연제구 거제4동, 부산광역시 연제구 연산2동, 부산광역시 연제구 연산4동, 부산광역시 연제구 연산5동                                                                               |                                                               |
| 연제구 제2선거구              | 이해동   | 새누리당       | 부산광역시 연제구 연산1동, 부산광역시 연제구 연산3동, 부산광역시 연제구 연산6동, 부산광역시 연제구 연산8동, 부산광역시 연제구 연산9동 |                                                               |
| 영도구 제1선거구              | 안성민   | 새누리당       | 부산광역시 영도구 남항동, 부산광역시 영도구 영선1동, 부산광역시 영도구 영선2동, 부산광역시 영도구 신선동, 부산광역시 영도구 봉래1동, 부산광역시 영도구 봉래2동, 부산광역시 영도구 청학1동                                                                                 | 11.12.21 19대 총선 영도구 선거구 출마로 인한 사퇴             |
| 영도구 제1선거구              | 황보승희 | 새누리당       | 부산광역시 영도구 남항동, 부산광역시 영도구 영선1동, 부산광역시 영도구 영선2동, 부산광역시 영도구 신선동, 부산광역시 영도구 봉래1동, 부산광역시 영도구 봉래2동, 부산광역시 영도구 청학1동                                                                                 | 12.04.11 재·보궐선거 당선                                     |
| 영도구 제2선거구              | 이상호   | 새누리당       | 부산광역시 영도구 청학2동, 부산광역시 영도구 동삼1동, 부산광역시 영도구 동삼2동, 부산광역시 영도구 동삼3동 |                                                               |
| 중구 선거구                   | 제종모   | 새누리당       | 부산광역시 중구 중앙동, 부산광역시 중구 동광동, 부산광역시 중구 대청동, 부산광역시 중구 보수동, 부산광역시 중구 부평동, 부산광역시 중구 광복동, 부산광역시 중구 남포동, 부산광역시 중구 영주1동, 부산광역시 중구 영주2동                                                  |                                                               |
| 해운대구 제1선거구            | 이동윤   | 새누리당       | 부산광역시 해운대구 중1동, 부산광역시 해운대구 우1동, 부산광역시 해운대구 우2동 |                                                               |
| 해운대구 제2선거구            | 권영대   | 새누리당       | 부산광역시 해운대구 중2동, 부산광역시 해운대구 좌1동, 부산광역시 해운대구 좌2동, 부산광역시 해운대구 좌3동, 부산광역시 해운대구 좌4동, 부산광역시 해운대구 송정동 | 12.01.09 19대 총선 해운대구·기장군 을 선거구 출마로 인한 사퇴 |
| 해운대구 제2선거구            | 이철상   | 새누리당       | 부산광역시 해운대구 중2동, 부산광역시 해운대구 좌1동, 부산광역시 해운대구 좌2동, 부산광역시 해운대구 좌3동, 부산광역시 해운대구 좌4동, 부산광역시 해운대구 송정동 | 12.04.11 재·보궐선거 당선                                     |
| 해운대구 제3선거구            | 김영수   | 새누리당       | 부산광역시 해운대구 반여2동, 부산광역시 해운대구 반여3동, 부산광역시 해운대구 재송1동, 부산광역시 해운대구 재송2동 | 14.04.09 6.4 지방선거 해운대구청장 출마로 인한 사퇴           |
| 해운대구 제4선거구            | 백선기   | 새누리당       | 부산광역시 해운대구 반여1동, 부산광역시 해운대구 반여4동, 부산광역시 해운대구 반송1동, 부산광역시 해운대구 반송2동, 부산광역시 해운대구 반송3동 | 14.04.09 6.4 지방선거 해운대구청장 출마로 인한 사퇴           |
| 부산광역시 비례대표           | 김상식   | 새누리당       | 부산광역시 일원 |                                                               |
| 부산광역시 비례대표           | 김름이   | 새누리당       | 부산광역시 일원 |                                                               |
| 부산광역시 비례대표           | 이경혜   | 새누리당       | 부산광역시 일원 |                                                               |
| 부산광역시 비례대표           | 노재갑   | 새정치민주연합 | 부산광역시 일원 | 14.04.03 6.4 지방선거 사하구청장 출마로 인한 사퇴             |
| 부산광역시 비례대표           | 이성숙   | 새정치민주연합 | 부산광역시 일원 |                                                               |
| 부산광역시 교육의원 제1선거구 | 배종웅   | 무소속         | 부산광역시 서구, 부산광역시 사하구 |                                                               |
| 부산광역시 교육의원 제2선거구 | 최부야   | 무소속         | 부산광역시 동구, 부산광역시 중구, 부산광역시 남구, 부산광역시 영도구 |                                                               |
| 부산광역시 교육의원 제3선거구 | 김정선   | 무소속         | 부산광역시 연제구, 부산광역시 부산진구 |                                                               |
| 부산광역시 교육의원 제4선거구 | 황상주   | 무소속         | 부산광역시 북구, 부산광역시 사상구, 부산광역시 강서구 |                                                               |
| 부산광역시 교육의원 제5선거구 | 이일권   | 무소속         | 부산광역시 동래구, 부산광역시 금정구 |                                                               |
| 부산광역시 교육의원 제6선거구 | 김길용   | 무소속         | 부산광역시 해운대구, 부산광역시 수영구, 부산광역시 기장군 |                                                               |

### 대구광역시
| 선거구                        | 이름   | 소속정당 | 관할구역 | 비고                                                                 |
| ----------------------------- | ------ | -------- | --- | -------------------------------------------------------------------- |
| 남구 제1선거구                | 홍창호 | 새누리당 | 대구광역시 남구 이천동, 대구광역시 남구 봉덕1동, 대구광역시 남구 봉덕2동, 대구광역시 남구 봉덕3동, 대구광역시 남구 대명2동, 대구광역시 남구 대명5동                                                                              |                                                                      |
| 남구 제2선거구                | 이재녕 | 새누리당 | 대구광역시 남구 대명1동, 대구광역시 남구 대명3동, 대구광역시 남구 대명4동, 대구광역시 남구 대명6동, 대구광역시 남구 대명9동, 대구광역시 남구 대명10동, 대구광역시 남구 대명11동                                                  |                                                                      |
| 달서구 제1선거구              | 박돈규 | 새누리당 | 대구광역시 달서구 죽전동, 대구광역시 달서구 장기동, 대구광역시 달서구 용산1동, 대구광역시 달서구 용산2동 |                                                                      |
| 달서구 제2선거구              | 도이환 | 새누리당 | 대구광역시 달서구 이곡1동, 대구광역시 달서구 이곡2동, 대구광역시 달서구 신당동 | 12.01.10 19대 총선 달서구 갑 선거구 출마로 인한 사퇴                 |
| 달서구 제2선거구              | 허만진 | 새누리당 | 대구광역시 달서구 이곡1동, 대구광역시 달서구 이곡2동, 대구광역시 달서구 신당동 | 12.04.11 재·보궐선거 당선                                            |
| 달서구 제3선거구              | 강재형 | 새누리당 | 대구광역시 달서구 월성1동, 대구광역시 달서구 월성2동, 대구광역시 달서구 진천동 |                                                                      |
| 달서구 제4선거구              | 박상태 | 새누리당 | 대구광역시 달서구 상인1동, 대구광역시 달서구 상인2동, 대구광역시 달서구 상인3동, 대구광역시 달서구 도원동 |                                                                      |
| 달서구 제5선거구              | 김원구 | 새누리당 | 대구광역시 달서구 성당동, 대구광역시 달서구 두류1·2동, 대구광역시 달서구 두류3동, 대구광역시 달서구 감삼동 |                                                                      |
| 달서구 제6선거구              | 배지숙 | 새누리당 | 대구광역시 달서구 본리동, 대구광역시 달서구 송현1동, 대구광역시 달서구 송현2동, 대구광역시 달서구 본동 |                                                                      |
| 달성군 제1선거구              | 김대성 | 새누리당 | 대구광역시 달성군 화원읍, 대구광역시 달성군 다사읍, 대구광역시 달성군 가창면, 대구광역시 달성군 하빈면 |                                                                      |
| 달성군 제2선거구              | 박성태 | 새누리당 | 대구광역시 달성군 논공읍, 대구광역시 달성군 옥포면, 대구광역시 달성군 현풍면, 대구광역시 달성군 유가면, 대구광역시 달성군 구지면                                                                                                 | 14.03.21 6.4 지방선거 달성군수 출마로 인한 사퇴                      |
| 동구 제1선거구                | 이윤원 | 새누리당 | 대구광역시 동구 신암1동, 대구광역시 동구 신암2동, 대구광역시 동구 신암3동, 대구광역시 동구 신암4동, 대구광역시 동구 신암5동 |                                                                      |
| 동구 제2선거구                | 권기일 | 새누리당 | 대구광역시 동구 신천1·2동, 대구광역시 동구 신천3동, 대구광역시 동구 신천4동, 대구광역시 동구 효목1동, 대구광역시 동구 효목2동 | 14.03.10 6.4 지방선거 동구청장 출마로 인한 사퇴                      |
| 동구 제3선거구                | 정해용 | 새누리당 | 대구광역시 동구 도평동, 대구광역시 동구 불로·봉무동, 대구광역시 동구 지저동, 대구광역시 동구 동촌동, 대구광역시 동구 방촌동, 대구광역시 동구 공산동                                                                              | 14.03.03 6.4 지방선거 동구청장 출마로 인한 사퇴                      |
| 동구 제4선거구                | 도재준 | 새누리당 | 대구광역시 동구 해안동, 대구광역시 동구 안심1동, 대구광역시 동구 안심2동, 대구광역시 동구 안심3·4동 |                                                                      |
| 북구 제1선거구                | 장경훈 | 새누리당 | 대구광역시 북구 고성동, 대구광역시 북구 칠성동, 대구광역시 북구 침산1동, 대구광역시 북구 침산2동, 대구광역시 북구 침산3동, 대구광역시 북구 노원동                                                                                |                                                                      |
| 북구 제2선거구                | 양명모 | 새누리당 | 대구광역시 북구 산격1동, 대구광역시 북구 산격2동, 대구광역시 북구 산격3동, 대구광역시 북구 산격4동, 대구광역시 북구 대현동 | 11.12.28 19대 총선 북구 갑 선거구 출마로 인한 사퇴                   |
| 북구 제2선거구                | 최길영 | 새누리당 | 대구광역시 북구 산격1동, 대구광역시 북구 산격2동, 대구광역시 북구 산격3동, 대구광역시 북구 산격4동, 대구광역시 북구 대현동 | 12.04.11 재·보궐선거 당선                                            |
| 북구 제3선거구                | 이재술 | 새누리당 | 대구광역시 북구 복현1동, 대구광역시 북구 복현2동, 대구광역시 북구 검단동, 대구광역시 북구 무태·조야동, 대구광역시 북구 태전2동, 대구광역시 북구 구암동                                                                           | 14.03.18 6.4 지방선거 북구청장 출마로 인한 사퇴                      |
| 북구 제4선거구                | 김규학 | 새누리당 | 대구광역시 북구 관문동, 대구광역시 북구 태전1동, 대구광역시 북구 관음동, 대구광역시 북구 읍내동, 대구광역시 북구 동천동, 대구광역시 북구 국우동                                                                                  |                                                                      |
| 서구 제1선거구                | 김의식 | 새누리당 | 대구광역시 서구 내당1동, 대구광역시 서구 내당2.3동, 대구광역시 서구 내당4동, 대구광역시 서구 평리2동, 대구광역시 서구 평리4동, 대구광역시 서구 평리5동, 대구광역시 서구 평리6동, 대구광역시 서구 상중이동                        |                                                                      |
| 서구 제2선거구                | 이재화 | 새누리당 | 대구광역시 서구 비산1동, 대구광역시 서구 비산2.3동, 대구광역시 서구 비산4동, 대구광역시 서구 비산5동, 대구광역시 서구 비산6동, 대구광역시 서구 비산7동, 대구광역시 서구 평리1동, 대구광역시 서구 평리3동, 대구광역시 서구 원대동 |                                                                      |
| 수성구 제1선거구              | 정순천 | 새누리당 | 대구광역시 수성구 범어1동, 대구광역시 수성구 범어2동, 대구광역시 수성구 범어3동, 대구광역시 수성구 범어4동, 대구광역시 수성구 만촌1동, 대구광역시 수성구 황금1동, 대구광역시 수성구 황금2동                                      |                                                                      |
| 수성구 제2선거구              | 오철환 | 새누리당 | 대구광역시 수성구 만촌2동, 대구광역시 수성구 만촌3동, 대구광역시 수성구 고산1동, 대구광역시 수성구 고산2동, 대구광역시 수성구 고산3동                                                                                            |                                                                      |
| 수성구 제3선거구              | 김덕란 | 새누리당 | 대구광역시 수성구 수성1가동, 대구광역시 수성구 수성2·3가동, 대구광역시 수성구 수성4가동, 대구광역시 수성구 중동, 대구광역시 수성구 상동, 대구광역시 수성구 두산동                                                                | 11.07.12 사직                                                        |
| 수성구 제3선거구              | 이성수 | 새누리당 | 대구광역시 수성구 수성1가동, 대구광역시 수성구 수성2·3가동, 대구광역시 수성구 수성4가동, 대구광역시 수성구 중동, 대구광역시 수성구 상동, 대구광역시 수성구 두산동                                                                | 11.10.26 재·보궐선거 당선                                            |
| 수성구 제4선거구              | 이동희 | 새누리당 | 대구광역시 수성구 파동, 대구광역시 수성구 지산1동, 대구광역시 수성구 지산2동, 대구광역시 수성구 범물1동, 대구광역시 수성구 범물2동                                                                                               |                                                                      |
| 중구 제1선거구                | 김화자 | 새누리당 | 대구광역시 중구 동인동, 대구광역시 중구 삼덕동, 대구광역시 중구 성내1동, 대구광역시 중구 남산1동, 대구광역시 중구 대봉1동, 대구광역시 중구 대봉2동                                                                               |                                                                      |
| 중구 제2선거구                | 송세달 | 새누리당 | 대구광역시 중구 성내2동, 대구광역시 중구 성내3동, 대구광역시 중구 대신동, 대구광역시 중구 남산2동, 대구광역시 중구 남산3동, 대구광역시 중구 남산4동                                                                              |                                                                      |
| 대구광역시 비례대표           | 신현자 | 새누리당 | 대구광역시 일원 |                                                                      |
| 대구광역시 비례대표           | 윤석준 | 새누리당 | 대구광역시 일원 |                                                                      |
| 대구광역시 비례대표           | 주문희 | 새누리당 | 대구광역시 일원 | 11.05.13 의원직 상실                                                 |
| 대구광역시 비례대표           | 윤성아 | 새누리당 | 대구광역시 일원 | 11.05.19 의원직 승계                                                 |
| 대구광역시 교육의원 제1선거구 | 김경식 | 무소속   | 대구광역시 중구, 대구광역시 서구, 대구광역시 남구 |                                                                      |
| 대구광역시 교육의원 제2선거구 | 최병욱 | 무소속   | 대구광역시 동구 |                                                                      |
| 대구광역시 교육의원 제3선거구 | 장식환 | 무소속   | 대구광역시 북구 | 14.03.10 6.4 지방선거 대구광역시의원 북구 제3선거구 출마로 인한 사퇴 |
| 대구광역시 교육의원 제4선거구 | 남정달 | 무소속   | 대구광역시 달서구 |                                                                      |
| 대구광역시 교육의원 제5선거구 | 이상규 | 무소속   | 대구광역시 수성구, 대구광역시 달성군 | 10.09.02 사퇴                                                        |

### 인천광역시
| 선거구                        | 이름     | 소속정당       | 관할구역 | 비고                                                                   |
| ----------------------------- | -------- | -------------- | --- | ---------------------------------------------------------------------- |
| 강화군 제1선거구              | 안영수   | 새누리당       | 인천광역시 강화군 강화읍, 인천광역시 강화군 하점면, 인천광역시 강화군 양사면, 인천광역시 강화군 송해면, 인천광역시 강화군 교동면                                                                               |                                                                        |
| 강화군 제2선거구              | 윤재상   | 새누리당       | 인천광역시 강화군 선원면, 인천광역시 강화군 불은면, 인천광역시 강화군 길상면, 인천광역시 강화군 화도면, 인천광역시 강화군 양도면, 인천광역시 강화군 내가면, 인천광역시 강화군 삼산면, 인천광역시 강화군 서도면 |                                                                        |
| 계양구 제1선거구              | 이도형   | 새정치민주연합 | 인천광역시 계양구 효성1동, 인천광역시 계양구 효성2동 |                                                                        |
| 계양구 제2선거구              | 홍성욱   | 새정치민주연합 | 인천광역시 계양구 작전1동, 인천광역시 계양구 작전2동, 인천광역시 계양구 작전·서운동 |                                                                        |
| 계양구 제3선거구              | 이용범   | 새정치민주연합 | 인천광역시 계양구 계산1동, 인천광역시 계양구 계산2동, 인천광역시 계양구 계산3동 |                                                                        |
| 계양구 제4선거구              | 이한구   | 새정치민주연합 | 인천광역시 계양구 계산4동, 인천광역시 계양구 계양1동, 인천광역시 계양구 계양2동 |                                                                        |
| 남구 제1선거구                | 김기신   | 새정치민주연합 | 인천광역시 남구 도화1동, 인천광역시 남구 도화2·3동, 인천광역시 남구 주안1동, 인천광역시 남구 주안5동, 인천광역시 남구 주안6동                                                                                  | 11.06.17 당선 무효                                                     |
| 남구 제1선거구                | 최용덕   | 새누리당       | 인천광역시 남구 도화1동, 인천광역시 남구 도화2·3동, 인천광역시 남구 주안1동, 인천광역시 남구 주안5동, 인천광역시 남구 주안6동                                                                                  | 11.10.26 재·보궐선거 당선                                              |
| 남구 제2선거구                | 조영홍   | 새정치민주연합 | 인천광역시 남구 주안2동, 인천광역시 남구 주안3동, 인천광역시 남구 주안4동, 인천광역시 남구 주안7동, 인천광역시 남구 주안8동                                                                                    |                                                                        |
| 남구 제3선거구                | 신현환   | 새정치민주연합 | 인천광역시 남구 숭의1·3동, 인천광역시 남구 숭의2동, 인천광역시 남구 숭의4동, 인천광역시 남구 용현1·4동, 인천광역시 남구 용현2동, 인천광역시 남구 용현3동                                                       |                                                                        |
| 남구 제4선거구                | 정수영   | 정의당         | 인천광역시 남구 용현5동, 인천광역시 남구 학익1동, 인천광역시 남구 학익2동, 인천광역시 남구 문학동, 인천광역시 남구 관교동                                                                                      |                                                                        |
| 남동구 제1선거구              | 김영분   | 새정치민주연합 | 인천광역시 남동구 구월1동, 인천광역시 남동구 구월4동, 인천광역시 남동구 남촌·도림동, 인천광역시 남동구 논현1동, 인천광역시 남동구 논현2동, 인천광역시 남동구 논현·고잔동                                       |                                                                        |
| 남동구 제2선거구              | 이강호   | 새정치민주연합 | 인천광역시 남동구 구월2동, 인천광역시 남동구 구월3동, 인천광역시 남동구 간석1동, 인천광역시 남동구 간석2동, 인천광역시 남동구 간석4동                                                                          |                                                                        |
| 남동구 제3선거구              | 신동수   | 무소속         | 인천광역시 남동구 간석3동, 인천광역시 남동구 만수2동, 인천광역시 남동구 만수3동, 인천광역시 남동구 만수5동 |                                                                        |
| 남동구 제4선거구              | 김기홍   | 새정치민주연합 | 인천광역시 남동구 만수1동, 인천광역시 남동구 만수4동, 인천광역시 남동구 만수6동, 인천광역시 남동구 장수·서창동                                                                                                 | 14.04.04 6.4 지방선거 남동구청장 출마로 인한 사퇴                      |
| 동구 제1선거구                | 허인환   | 새정치민주연합 | 인천광역시 동구 만석동, 인천광역시 동구 화수1.화평동, 인천광역시 동구 화수2동, 인천광역시 동구 송현1.2동 |                                                                        |
| 동구 제2선거구                | 전용철   | 새정치민주연합 | 인천광역시 동구 송현3동, 인천광역시 동구 송림1동, 인천광역시 동구 송림2동, 인천광역시 동구 송림3.5동, 인천광역시 동구 송림4동, 인천광역시 동구 송림6동, 인천광역시 동구 금창동                                 | 14.03.11 6.4 지방선거 동구청장 출마로 인한 사퇴                        |
| 부평구 제1선거구              | 이성만   | 새정치민주연합 | 인천광역시 부평구 부평1동, 인천광역시 부평구 부평4동, 인천광역시 부평구 부평5동, 인천광역시 부평구 부개1동, 인천광역시 부평구 부개2동, 인천광역시 부평구 일신동                                                |                                                                        |
| 부평구 제2선거구              | 이재병   | 새정치민주연합 | 인천광역시 부평구 부평2동, 인천광역시 부평구 부평3동, 인천광역시 부평구 부평6동, 인천광역시 부평구 십정1동, 인천광역시 부평구 십정2동, 인천광역시 부평구 산곡3동                                               |                                                                        |
| 부평구 제3선거구              | 강병수   | 정의당         | 인천광역시 부평구 청천2동, 인천광역시 부평구 갈산1동, 인천광역시 부평구 갈산2동 |                                                                        |
| 부평구 제4선거구              | 차준택   | 새정치민주연합 | 인천광역시 부평구 삼산1동, 인천광역시 부평구 삼산2동, 인천광역시 부평구 부개3동 |                                                                        |
| 부평구 제5선거구              | 류수용   | 새정치민주연합 | 인천광역시 부평구 산곡1동, 인천광역시 부평구 산곡2동, 인천광역시 부평구 산곡4동, 인천광역시 부평구 청천1동 |                                                                        |
| 서구 제1선거구                | 전원기   | 새정치민주연합 | 인천광역시 서구 검단1동, 인천광역시 서구 검단2동, 인천광역시 서구 검단3동, 인천광역시 서구 검단4동, 인천광역시 서구 검단5동                                                                                    | 14.03.07 6.4 지방선거 서구청장 출마로 인한 사퇴                        |
| 서구 제2선거구                | 구재용   | 새정치민주연합 | 인천광역시 서구 검암·경서동, 인천광역시 서구 연희동, 인천광역시 서구 청라1동, 인천광역시 서구 청라2동, 인천광역시 서구 가정1동, 인천광역시 서구 가정2동, 인천광역시 서구 가정3동                               |                                                                        |
| 서구 제3선거구                | 김병철   | 새정치민주연합 | 인천광역시 서구 신현·원창동, 인천광역시 서구 석남1동, 인천광역시 서구 석남2동, 인천광역시 서구 석남3동 |                                                                        |
| 서구 제4선거구                | 박승희   | 새누리당       | 인천광역시 서구 가좌1동, 인천광역시 서구 가좌2동, 인천광역시 서구 가좌3동, 인천광역시 서구 가좌4동 |                                                                        |
| 연수구 제1선거구              | 이재호   | 새누리당       | 인천광역시 연수구 옥련1동, 인천광역시 연수구 옥련2동, 인천광역시 연수구 동춘1동, 인천광역시 연수구 동춘2동, 인천광역시 연수구 동춘3동, 인천광역시 연수구 송도1동, 인천광역시 연수구 송도2동                    | 14.03.10 6.4 지방선거 연수구청장 출마로 인한 사퇴                      |
| 연수구 제2선거구              | 제갈원영 | 새누리당       | 인천광역시 연수구 선학동, 인천광역시 연수구 연수1동, 인천광역시 연수구 연수2동, 인천광역시 연수구 연수3동, 인천광역시 연수구 청학동                                                                            |                                                                        |
| 옹진군 선거구                 | 이상철   | 새누리당       | 인천광역시 옹진군 북도면, 인천광역시 옹진군 연평면, 인천광역시 옹진군 백령면, 인천광역시 옹진군 대청면, 인천광역시 옹진군 덕적면, 인천광역시 옹진군 자월면, 인천광역시 옹진군 영흥면                           |                                                                        |
| 중구 제1선거구                | 안병배   | 새정치민주연합 | 인천광역시 중구 연안동, 인천광역시 중구 신흥동, 인천광역시 중구 도원동, 인천광역시 중구 율목동, 인천광역시 중구 동인천동                                                                                       |                                                                        |
| 중구 제2선거구                | 김정헌   | 새누리당       | 인천광역시 중구 신포동, 인천광역시 중구 북성동, 인천광역시 중구 송월동, 인천광역시 중구 영종동, 인천광역시 중구 용유동, 인천광역시 중구 운서동                                                                 |                                                                        |
| 인천광역시 비례대표           | 허회숙   | 새누리당       | 인천광역시 일원 |                                                                        |
| 인천광역시 비례대표           | 노현경   | 새정치민주연합 | 인천광역시 일원 |                                                                        |
| 인천광역시 비례대표           | 박순남   | 새정치민주연합 | 인천광역시 일원 |                                                                        |
| 인천광역시 교육의원 제1선거구 | 배상만   | 무소속         | 인천광역시 남구, 인천광역시 중구, 인천광역시 옹진군 |                                                                        |
| 인천광역시 교육의원 제2선거구 | 권용오   | 무소속         | 인천광역시 서구, 인천광역시 동구 |                                                                        |
| 인천광역시 교육의원 제3선거구 | 김원희   | 무소속         | 인천광역시 남동구, 인천광역시 연수구 | 11.07.30 당선 무효                                                     |
| 인천광역시 교육의원 제4선거구 | 이수영   | 무소속         | 인천광역시 부평구 | 14.03.07 6.4 지방선거 인천광역시의원 남동구 제2선거구 출마로 인한 사퇴 |
| 인천광역시 교육의원 제5선거구 | 김영태   | 무소속         | 인천광역시 계양구, 인천광역시 강화군 |                                                                        |

### 광주광역시
| 선거구                        | 이름   | 소속정당       | 관할구역 | 비고                                                                 |
| ----------------------------- | ------ | -------------- | --- | -------------------------------------------------------------------- |
| 광산구 제1선거구              | 윤봉근 | 무소속         | 광주광역시 광산구 송정1동, 광주광역시 광산구 송정2동, 광주광역시 광산구 도산동, 광주광역시 광산구 어룡동, 광주광역시 광산구 동곡동, 광주광역시 광산구 평동, 광주광역시 광산구 삼도동, 광주광역시 광산구 본량동 | 14.02.14 6.4 지방선거 광주광역시 교육감 출마로 인한 사퇴             |
| 광산구 제2선거구              | 허문수 | 새정치민주연합 | 광주광역시 광산구 신흥동, 광주광역시 광산구 우산동, 광주광역시 광산구 월곡1동, 광주광역시 광산구 월곡2동, 광주광역시 광산구 운남동                                                                             |                                                                      |
| 광산구 제3선거구              | 송경종 | 새정치민주연합 | 광주광역시 광산구 신가동, 광주광역시 광산구 신창동, 광주광역시 광산구 수완동, 광주광역시 광산구 하남동, 광주광역시 광산구 임곡동                                                                               | 14.04.15 6.4 지방선거 광산구청장 출마로 인한 사퇴                    |
| 광산구 제4선거구              | 김민종 | 새정치민주연합 | 광주광역시 광산구 비아동, 광주광역시 광산구 첨단1동, 광주광역시 광산구 첨단2동 |                                                                      |
| 남구 제1선거구                | 조영표 | 새정치민주연합 | 광주광역시 남구 월산동, 광주광역시 남구 월산4동, 광주광역시 남구 월산5동, 광주광역시 남구 주월1동, 광주광역시 남구 주월2동                                                                                     |                                                                      |
| 남구 제2선거구                | 서정성 | 새정치민주연합 | 광주광역시 남구 백운1동, 광주광역시 남구 백운2동, 광주광역시 남구 양림동, 광주광역시 남구 방림1동, 광주광역시 남구 방림2동, 광주광역시 남구 봉선1동, 광주광역시 남구 사직동                                    | 14.04.15 의원직 사퇴                                                 |
| 남구 제3선거구                | 나종천 | 새정치민주연합 | 광주광역시 남구 봉선2동, 광주광역시 남구 효덕동, 광주광역시 남구 송암동, 광주광역시 남구 대촌동 |                                                                      |
| 동구 제1선거구                | 김영우 | 새정치민주연합 | 광주광역시 동구 충장동, 광주광역시 동구 동명동, 광주광역시 동구 계림1동, 광주광역시 동구 계림2동, 광주광역시 동구 산수1동, 광주광역시 동구 산수2동                                                             |                                                                      |
| 동구 제2선거구                | 손재홍 | 무소속         | 광주광역시 동구 지산1동, 광주광역시 동구 지산2동, 광주광역시 동구 서남동, 광주광역시 동구 학동, 광주광역시 동구 학운동, 광주광역시 동구 지원1동, 광주광역시 동구 지원2동                                       |                                                                      |
| 북구 제1선거구                | 진선기 | 무소속         | 광주광역시 북구 중흥1동, 광주광역시 북구 중흥2동, 광주광역시 북구 중흥3동, 광주광역시 북구 중앙동, 광주광역시 북구 신안동                                                                                      | 14.03.31 6.4 지방선거 북구청장 출마로 인한 사퇴                      |
| 북구 제2선거구                | 조오섭 | 새정치민주연합 | 광주광역시 북구 우산동, 광주광역시 북구 문흥1동, 광주광역시 북구 문흥2동 |                                                                      |
| 북구 제3선거구                | 문상필 | 새정치민주연합 | 광주광역시 북구 풍향동, 광주광역시 북구 문화동, 광주광역시 북구 두암1동, 광주광역시 북구 두암2동, 광주광역시 북구 두암3동, 광주광역시 북구 석곡동                                                              |                                                                      |
| 북구 제4선거구                | 홍인화 | 새정치민주연합 | 광주광역시 북구 임동, 광주광역시 북구 용봉동, 광주광역시 북구 오치1동, 광주광역시 북구 오치2동 |                                                                      |
| 북구 제5선거구                | 조호권 | 새정치민주연합 | 광주광역시 북구 운암1동, 광주광역시 북구 운암2동, 광주광역시 북구 운암3동, 광주광역시 북구 동림동 | 14.04.14 6.4 지방선거 북구청장 출마로 인한 사퇴                      |
| 북구 제6선거구                | 이은방 | 새정치민주연합 | 광주광역시 북구 삼각동, 광주광역시 북구 일곡동, 광주광역시 북구 매곡동, 광주광역시 북구 건국동, 광주광역시 북구 양산동                                                                                         |                                                                      |
| 서구 제1선거구                | 이춘문 | 새정치민주연합 | 광주광역시 서구 양동, 광주광역시 서구 양3동, 광주광역시 서구 농성1동, 광주광역시 서구 농성2동, 광주광역시 서구 화정1동, 광주광역시 서구 화정2동                                                                | 14.04.15 6.4 지방선거 서구청장 출마로 인한 사퇴                      |
| 서구 제2선거구                | 김보현 | 새정치민주연합 | 광주광역시 서구 광천동, 광주광역시 서구 유덕동, 광주광역시 서구 치평동, 광주광역시 서구 상무1동, 광주광역시 서구 동천동                                                                                        |                                                                      |
| 서구 제3선거구                | 김영남 | 새정치민주연합 | 광주광역시 서구 화정3동, 광주광역시 서구 화정4동, 광주광역시 서구 풍암동 |                                                                      |
| 서구 제4선거구                | 강은미 | 정의당         | 광주광역시 서구 서창동, 광주광역시 서구 금호1동, 광주광역시 서구 금호2동, 광주광역시 서구 상무2동 |                                                                      |
| 광주광역시 비례대표           | 정병문 | 새정치민주연합 | 광주광역시 일원 |                                                                      |
| 광주광역시 비례대표           | 정현애 | 새정치민주연합 | 광주광역시 일원 |                                                                      |
| 광주광역시 비례대표           | 전주연 | 통합진보당     | 광주광역시 일원 |                                                                      |
| 광주광역시 교육의원 제1선거구 | 임동호 | 무소속         | 광주광역시 동구, 광주광역시 남구 |                                                                      |
| 광주광역시 교육의원 제2선거구 | 김선호 | 무소속         | 광주광역시 서구 | 14.03.24 6.4 지방선거 광주광역시의원 서구 제1선거구 출마로 인한 사퇴 |
| 광주광역시 교육의원 제3선거구 | 정희곤 | 무소속         | 광주광역시 북구 |                                                                      |
| 광주광역시 교육의원 제4선거구 | 박인화 | 무소속         | 광주광역시 광산구 |                                                                      |

### 대전광역시
| 선거구                        | 이름   | 소속정당       | 관할구역 |
| ----------------------------- | ------ | -------------- | --- |
| 대덕구 제1선거구              | 심현영 | 새누리당       | 대전광역시 대덕구 오정동, 대전광역시 대덕구 대화동, 대전광역시 대덕구 법1동, 대전광역시 대덕구 법2동                                               |
| 대덕구 제2선거구              | 이희재 | 무소속         | 대전광역시 대덕구 비래동, 대전광역시 대덕구 송촌동, 대전광역시 대덕구 중리동                                                                       |
| 대덕구 제3선거구              | 오태진 | 무소속         | 대전광역시 대덕구 회덕동, 대전광역시 대덕구 신탄진동, 대전광역시 대덕구 석봉동, 대전광역시 대덕구 덕암동, 대전광역시 대덕구 목상동                 |
| 동구 제1선거구                | 남진근 | 새누리당       | 대전광역시 동구 중앙동, 대전광역시 동구 신인동, 대전광역시 동구 효동, 대전광역시 동구 홍도동, 대전광역시 동구 삼성동, 대전광역시 동구 산내동       |
| 동구 제2선거구                | 곽수천 | 무소속         | 대전광역시 동구 판암1동, 대전광역시 동구 판암2동, 대전광역시 동구 용운동, 대전광역시 동구 대동, 대전광역시 동구 자양동, 대전광역시 동구 대청동     |
| 동구 제3선거구                | 안필응 | 새누리당       | 대전광역시 동구 가양1동, 대전광역시 동구 가양2동, 대전광역시 동구 용전동, 대전광역시 동구 성남동                                                   |
| 서구 제1선거구                | 곽영교 | 새누리당       | 대전광역시 서구 변동, 대전광역시 서구 괴정동, 대전광역시 서구 가장동, 대전광역시 서구 내동                                                         |
| 서구 제2선거구                | 김경시 | 새누리당       | 대전광역시 서구 복수동, 대전광역시 서구 도마1동, 대전광역시 서구 도마2동, 대전광역시 서구 정림동                                                   |
| 서구 제3선거구                | 김인식 | 새정치민주연합 | 대전광역시 서구 가수원동, 대전광역시 서구 관저1동, 대전광역시 서구 관저2동, 대전광역시 서구 기성동                                                 |
| 서구 제4선거구                | 황웅상 | 새누리당       | 대전광역시 서구 용문동, 대전광역시 서구 탄방동, 대전광역시 서구 갈마1동, 대전광역시 서구 갈마2동                                                   |
| 서구 제5선거구                | 김종천 | 새정치민주연합 | 대전광역시 서구 둔산1동, 대전광역시 서구 둔산2동, 대전광역시 서구 둔산3동                                                                          |
| 서구 제6선거구                | 김명경 | 새정치민주연합 | 대전광역시 서구 월평1동, 대전광역시 서구 월평2동, 대전광역시 서구 월평3동, 대전광역시 서구 만년동                                                  |
| 유성구 제1선거구              | 임재인 | 새정치민주연합 | 대전광역시 유성구 진잠동, 대전광역시 유성구 온천1동, 대전광역시 유성구 온천2동, 대전광역시 유성구 원신흥동                                         |
| 유성구 제2선거구              | 박종선 | 새누리당       | 대전광역시 유성구 노은1동, 대전광역시 유성구 노은2동                                                                                               |
| 유성구 제3선거구              | 이상태 | 새누리당       | 대전광역시 유성구 신성동, 대전광역시 유성구 전민동                                                                                                 |
| 유성구 제4선거구              | 한근수 | 무소속         | 대전광역시 유성구 구즉동, 대전광역시 유성구 관평동                                                                                                 |
| 중구 제1선거구                | 황경식 | 새정치민주연합 | 대전광역시 중구 은행선화동, 대전광역시 중구 대흥동, 대전광역시 중구 문창동, 대전광역시 중구 석교동, 대전광역시 중구 대사동, 대전광역시 중구 부사동 |
| 중구 제2선거구                | 김경훈 | 새정치민주연합 | 대전광역시 중구 목동, 대전광역시 중구 중촌동, 대전광역시 중구 용두동, 대전광역시 중구 오류동, 대전광역시 중구 태평1동, 대전광역시 중구 태평2동     |
| 중구 제3선거구                | 권중순 | 새정치민주연합 | 대전광역시 중구 유천1동, 대전광역시 중구 유천2동, 대전광역시 중구 문화1동, 대전광역시 중구 문화2동, 대전광역시 중구 산성동                         |
| 대전광역시 비례대표           | 이영옥 | 새누리당       | 대전광역시 일원 |
| 대전광역시 비례대표           | 한영희 | 새누리당       | 대전광역시 일원 |
| 대전광역시 비례대표           | 박정현 | 새정치민주연합 | 대전광역시 일원 |
| 대전광역시 교육의원 제1선거구 | 김창규 | 무소속         | 대전광역시 동구, 대전광역시 대덕구 |
| 대전광역시 교육의원 제2선거구 | 강영자 | 무소속         | 대전광역시 중구 |
| 대전광역시 교육의원 제3선거구 | 김동건 | 무소속         | 대전광역시 서구 |
| 대전광역시 교육의원 제4선거구 | 최진동 | 무소속         | 대전광역시 유성구 |

### 울산광역시
| 선거구                        | 이름   | 소속정당       | 관할구역 | 비고                                                                           |
| ----------------------------- | ------ | -------------- | --- | ------------------------------------------------------------------------------ |
| 남구 제1선거구                | 이희석 | 새누리당       | 울산광역시 남구 신정1동, 울산광역시 남구 신정2동, 울산광역시 남구 신정3동, 울산광역시 남구 신정5동                                                         | 11.05.12 사직                                                                  |
| 남구 제1선거구                | 안성일 | 새누리당       | 울산광역시 남구 신정1동, 울산광역시 남구 신정2동, 울산광역시 남구 신정3동, 울산광역시 남구 신정5동                                                         | 11.10.26 재·보궐선거 당선 14.02.27 6.4 지방선거 남구청장 선거 출마로 인한 사퇴 |
| 남구 제2선거구                | 송병길 | 새누리당       | 울산광역시 남구 신정4동, 울산광역시 남구 옥동 |                                                                                |
| 남구 제3선거구                | 박순환 | 새누리당       | 울산광역시 남구 삼호동, 울산광역시 남구 무거동 | 14.02.20 6.4 지방선거 남구청장 선거 출마로 인한 사퇴                           |
| 남구 제4선거구                | 서동욱 | 새누리당       | 울산광역시 남구 삼산동, 울산광역시 남구 야음·장생포동 | 14.03.25 6.4 지방선거 남구청장 선거 출마로 인한 사퇴                           |
| 남구 제5선거구                | 김정태 | 새누리당       | 울산광역시 남구 달동, 울산광역시 남구 수암동 |                                                                                |
| 남구 제6선거구                | 김종무 | 새누리당       | 울산광역시 남구 대현동, 울산광역시 남구 선암동 |                                                                                |
| 동구 제1선거구                | 권명호 | 새누리당       | 울산광역시 동구 방어동, 울산광역시 동구 화정동, 울산광역시 동구 대송동                                                                                     | 14.02.27 6.4 지방선거 동구청장 선거 출마로 인한 사퇴                           |
| 동구 제2선거구                | 이재현 | 통합진보당     | 울산광역시 동구 일산동, 울산광역시 동구 전하1동, 울산광역시 동구 전하2동                                                                                   |                                                                                |
| 동구 제3선거구                | 이은주 | 통합진보당     | 울산광역시 동구 남목1동, 울산광역시 동구 남목2동, 울산광역시 동구 남목3동                                                                                  | 11.12.28 19대 총선 동구 선거구 출마로 인한 사퇴                                |
| 동구 제3선거구                | 강대길 | 새누리당       | 울산광역시 동구 남목1동, 울산광역시 동구 남목2동, 울산광역시 동구 남목3동                                                                                  | 12.04.11 재·보궐선거 당선                                                      |
| 북구 제1선거구                | 김진영 | 정의당         | 울산광역시 북구 농소1동, 울산광역시 북구 강동동, 울산광역시 북구 송정동                                                                                    |                                                                                |
| 북구 제2선거구                | 이은영 | 통합진보당     | 울산광역시 북구 농소2동, 울산광역시 북구 농소3동 |                                                                                |
| 북구 제3선거구                | 하현숙 | 새정치민주연합 | 울산광역시 북구 효문동, 울산광역시 북구 양정동, 울산광역시 북구 염포동                                                                                     |                                                                                |
| 울주군 제1선거구              | 한동영 | 새누리당       | 울산광역시 울주군 온산읍, 울산광역시 울주군 온양읍, 울산광역시 울주군 서생면                                                                               |                                                                                |
| 울주군 제2선거구              | 윤시철 | 새누리당       | 울산광역시 울주군 범서읍, 울산광역시 울주군 청량면, 울산광역시 울주군 웅촌면                                                                               |                                                                                |
| 울주군 제3선거구              | 허령   | 새누리당       | 울산광역시 울주군 언양읍, 울산광역시 울주군 두동면, 울산광역시 울주군 두서면, 울산광역시 울주군 상북면, 울산광역시 울주군 삼남면, 울산광역시 울주군 삼동면 |                                                                                |
| 중구 제1선거구                | 박영철 | 새누리당       | 울산광역시 중구 학성동, 울산광역시 중구 복산1동, 울산광역시 중구 복산2동, 울산광역시 중구 북정동, 울산광역시 중구 중앙동                                   |                                                                                |
| 중구 제2선거구                | 천병태 | 통합진보당     | 울산광역시 중구 병영1동, 울산광역시 중구 병영2동 |                                                                                |
| 중구 제3선거구                | 이성룡 | 새누리당       | 울산광역시 중구 우정동, 울산광역시 중구 태화동, 울산광역시 중구 다운동                                                                                     |                                                                                |
| 중구 제4선거구                | 박래환 | 새누리당       | 울산광역시 중구 반구1동, 울산광역시 중구 반구2동, 울산광역시 중구 약사동                                                                                   | 10.12.15 당선 무효                                                             |
| 중구 제4선거구                | 김일현 | 새누리당       | 울산광역시 중구 반구1동, 울산광역시 중구 반구2동, 울산광역시 중구 약사동                                                                                   | 11.04.27 재·보궐선거 당선                                                      |
| 울산광역시 비례대표           | 강혜순 | 새누리당       | 울산광역시 일원 | 14.04.07 6.4 지방선거 중구의원 중구 라선거구 출마로 인한 사퇴                  |
| 울산광역시 비례대표           | 이영해 | 새누리당       | 울산광역시 일원 |                                                                                |
| 울산광역시 비례대표           | 류경민 | 통합진보당     | 울산광역시 일원 |                                                                                |
| 울산광역시 교육의원 제1선거구 | 권오영 | 무소속         | 울산광역시 중구 |                                                                                |
| 울산광역시 교육의원 제2선거구 | 박홍경 | 무소속         | 울산광역시 남구 | 11.02.27 별세                                                                  |
| 울산광역시 교육의원 제3선거구 | 이선철 | 무소속         | 울산광역시 동구, 울산광역시 북구 |                                                                                |
| 울산광역시 교육의원 제4선거구 | 정찬모 | 무소속         | 울산광역시 울주군 |                                                                                |

### 세종특별자치시
| 선거구                  | 이름   | 소속정당       | 관할구역            | 비고                          |
| ----------------------- | ------ | -------------- | ------------------- | ----------------------------- |
| 세종특별자치시          | 유환준 | 새누리당       | 선거구 미정         | 전)충청남도의회 의원          |
| 세종특별자치시          | 김선무 | 새누리당       | 선거구 미정         | 전)연기군의회 의원            |
| 세종특별자치시          | 강용수 | 새누리당       | 선거구 미정         | 전)연기군의회 의원            |
| 세종특별자치시          | 김정봉 | 무소속         | 선거구 미정         | 전)청원군의회 의원            |
| 세종특별자치시          | 장승업 | 새누리당       | 선거구 미정         | 전)연기군의회 의원            |
| 세종특별자치시          | 이충열 | 새누리당       | 선거구 미정         | 전)공주시의회 의원            |
| 세종특별자치시          | 임태수 | 무소속         | 선거구 미정         | 전)충청남도의회 의원          |
| 세종특별자치시          | 김학현 | 새누리당       | 선거구 미정         | 전)연기군의회 의원            |
| 세종특별자치시          | 고준일 | 새정치민주연합 | 선거구 미정         | 전)연기군의회 의원            |
| 세종특별자치시          | 김부유 | 무소속         | 선거구 미정         | 전)연기군의회 의원            |
| 세종특별자치시          | 김장식 | 새정치민주연합 | 선거구 미정         | 전)연기군의회 의원            |
| 세종특별자치시          | 진영은 | 무소속         | 선거구 미정         | 전)연기군의회 의원            |
| 세종특별자치시          | 이경대 | 새누리당       | 선거구 미정         | 전)연기군의회 의원            |
| 세종특별자치시 비례대표 | 박성희 | 새누리당       | 세종특별자치시 일원 | 전)연기군의회 비례대표 의원   |
| 세종특별자치시 비례대표 | 박영송 | 새정치민주연합 | 세종특별자치시 일원 | 전)충청남도의회 비례대표 의원 |

### 경기도
| 선거구                    | 이름   | 소속정당       | 관할구역 | 비고 |
| ------------------------- | ------ | -------------- | --- | --- |
| 가평군 제1선거구          | 김성기 | 새누리당       | 경기도 가평군 가평읍, 경기도 가평군 북면 | 13.04.24 가평군수 보궐선거 출마로 인한 사퇴 |
| 가평군 제1선거구          | 송기욱 | 무소속         | 경기도 가평군 가평읍, 경기도 가평군 북면 | 13.04.24 재·보궐선거 당선 |
| 가평군 제2선거구          | 박창석 | 새누리당       | 경기도 가평군 설악면, 경기도 가평군 청평면, 경기도 가평군 상면, 경기도 가평군 하면 | 13.04.24 가평군수 보궐선거 출마로 인한 사퇴 |
| 가평군 제2선거구          | 오구환 | 새누리당       | 경기도 가평군 설악면, 경기도 가평군 청평면, 경기도 가평군 상면, 경기도 가평군 하면 | 13.04.24 재·보궐선거 당선 |
| 고양시 제1선거구          | 최재연 | 노동당         | 경기도 고양시 덕양구 원신동, 경기도 고양시 덕양구 흥도동, 경기도 고양시 덕양구 고양동, 경기도 고양시 덕양구 관산동, 경기도 고양시 덕양구 화정2동 | |
| 고양시 제2선거구          | 이재준 | 새정치민주연합 | 경기도 고양시 덕양구 성사1동, 경기도 고양시 덕양구 성사2동, 경기도 고양시 덕양구 화정1동, 경기도 고양시 덕양구 주교동 | |
| 고양시 제3선거구          | 민경선 | 새정치민주연합 | 경기도 고양시 덕양구 효자동, 경기도 고양시 덕양구 신도동, 경기도 고양시 덕양구 창릉동, 경기도 고양시 덕양구 행신1동, 경기도 고양시 덕양구 행신3동, 경기도 고양시 덕양구 화전동, 경기도 고양시 덕양구 대덕동                                                                                          | |
| 고양시 제4선거구          | 송영주 | 통합진보당     | 경기도 고양시 덕양구 능곡동, 경기도 고양시 덕양구 행주동, 경기도 고양시 덕양구 행신2동 | |
| 고양시 제5선거구          | 김유임 | 새정치민주연합 | 경기도 고양시 일산동구 식사동, 경기도 고양시 일산동구 중산동, 경기도 고양시 일산동구 정발산동, 경기도 고양시 일산동구 풍산동,경기도 고양시 일산동구 고봉동 | |
| 고양시 제6선거구          | 이상성 | 정의당         | 경기도 고양시 일산동구 백석1동, 경기도 고양시 일산동구 백석2동, 경기도 고양시 일산동구 마두1동, 경기도 고양시 일산동구 마두2동, 경기도 고양시 일산동구 장항1동, 경기도 고양시 일산동구 장항2동 | |
| 고양시 제7선거구          | 김영환 | 새정치민주연합 | 경기도 고양시 일산서구 일산1동, 경기도 고양시 일산서구 일산2동, 경기도 고양시 일산서구 일산3동, 경기도 고양시 일산서구 탄현동 | |
| 고양시 제8선거구          | 김달수 | 새정치민주연합 | 경기도 고양시 일산서구 주엽1동, 경기도 고양시 일산서구 주엽2동, 경기도 고양시 일산서구 대화동, 경기도 고양시 일산서구 송포동, 경기도 고양시 일산서구 송산동 | |
| 과천시 제1선거구          | 이해문 | 새누리당       | 경기도 과천시 중앙동, 경기도 과천시 갈현동, 경기도 과천시 별양동 | |
| 과천시 제2선거구          | 배수문 | 새정치민주연합 | 경기도 과천시 부림동, 경기도 과천시 과천동, 경기도 과천시 문원동 | |
| 광명시 제1선거구          | 김경표 | 새정치민주연합 | 경기도 광명시 광명1동, 경기도 광명시 광명2동, 경기도 광명시 광명3동, 경기도 광명시 철산1동, 경기도 광명시 철산2동 | 14.03.26 6.4 지방선거 광명시장 출마로 인한 사퇴 |
| 광명시 제2선거구          | 정대운 | 새정치민주연합 | 경기도 광명시 광명4동, 경기도 광명시 광명5동, 경기도 광명시 광명6동, 경기도 광명시 광명7동, 경기도 광명시 철산4동 | |
| 광명시 제3선거구          | 박승원 | 새정치민주연합 | 경기도 광명시 철산3동, 경기도 광명시 하안1동, 경기도 광명시 하안2동, 경기도 광명시 학온동 | |
| 광명시 제4선거구          | 김성태 | 새정치민주연합 | 경기도 광명시 하안3동, 경기도 광명시 하안4동, 경기도 광명시 소하1동, 경기도 광명시 소하2동 | |
| 광주시 제1선거구          | 임종성 | 새정치민주연합 | 경기도 광주시 퇴촌면, 경기도 광주시 남종면, 경기도 광주시 중부면, 경기도 광주시 경안동, 경기도 광주시 송정동, 경기도 광주시 광남동 | 12.01.13 19대 총선 광주시 선거구 출마로 인한 사퇴 |
| 광주시 제1선거구          | 박광서 | 새누리당       | 경기도 광주시 퇴촌면, 경기도 광주시 남종면, 경기도 광주시 중부면, 경기도 광주시 경안동, 경기도 광주시 송정동, 경기도 광주시 광남동 | 12.04.11 재·보궐선거 당선 |
| 광주시 제2선거구          | 강석오 | 새누리당       | 경기도 광주시 오포읍, 경기도 광주시 초월읍, 경기도 광주시 곤지암읍, 경기도 광주시 도척면 | 12.02.21 6.4 지방선거 광주시장 출마를 위한 사퇴 |
| 구리시 제1선거구          | 서형열 | 새정치민주연합 | 경기도 구리시 갈매동, 경기도 구리시 동구동, 경기도 구리시 인창동, 경기도 구리시 교문1동 | |
| 구리시 제2선거구          | 안승남 | 새정치민주연합 | 경기도 구리시 교문2동, 경기도 구리시 수택1동, 경기도 구리시 수택2동, 경기도 구리시 수택3동 | |
| 군포시 제1선거구          | 최경신 | 새정치민주연합 | 경기도 군포시 군포1동, 경기도 군포시 군포2동, 경기도 군포시 산본1동, 경기도 군포시 금정동, 경기도 군포시 광정동, 경기도 군포시 대야동 | 12.01.13 19대 총선 군포시 선거구 출마로 인한 사퇴 |
| 군포시 제1선거구          | 최재우 | 새정치민주연합 | 경기도 군포시 군포1동, 경기도 군포시 군포2동, 경기도 군포시 산본1동, 경기도 군포시 금정동, 경기도 군포시 광정동, 경기도 군포시 대야동 | 12.04.11 재·보궐선거 당선 |
| 군포시 제2선거구          | 김주삼 | 새정치민주연합 | 경기도 군포시 산본2동, 경기도 군포시 재궁동, 경기도 군포시 오금동, 경기도 군포시 수리동, 경기도 군포시 궁내동 | |
| 김포시 제1선거구          | 이계원 | 새누리당       | 경기도 김포시 고촌읍, 경기도 김포시 김포1동, 경기도 김포시 김포2동, 경기도 김포시 사우동, 경기도 김포시 풍무동, 경기도 김포시 장기동, 경기도 김포시 구래동 | 14.03.24 6.4 지방선거 김포시장 출마로 인한 사퇴 |
| 김포시 제2선거구          | 안병원 | 새누리당       | 경기도 김포시 통진읍, 경기도 김포시 양촌읍, 경기도 김포시 대곶면, 경기도 김포시 월곶면, 경기도 김포시 하성면 | 14.03.24 6.4 지방선거 김포시장 출마로 인한 사퇴 |
| 남양주시 제1선거구        | 오병열 | 새정치민주연합 | 경기도 남양주시 와부읍, 경기도 남양주시 조안면, 경기도 남양주시 평내동, 경기도 남양주시 금곡동, 경기도 남양주시 양정동 | |
| 남양주시 제2선거구        | 문경희 | 새정치민주연합 | 경기도 남양주시 화도읍, 경기도 남양주시 수동면, 경기도 남양주시 호평동 | |
| 남양주시 제3선거구        | 이용석 | 새정치민주연합 | 경기도 남양주시 진접읍, 경기도 남양주시 오남읍, 경기도 남양주시 별내면, 경기도 남양주시 별내동 | |
| 남양주시 제4선거구        | 이의용 | 새누리당       | 경기도 남양주시 진건읍, 경기도 남양주시 퇴계원면, 경기도 남양주시 도농동, 경기도 남양주시 지금동 | 14.03.13 6.4 지방선거 남양주시장 출마로 인한 사퇴 |
| 동두천시 제1선거구        | 박인범 | 무소속         | 경기도 동두천시 생연2동, 경기도 동두천시 송내동, 경기도 동두천시 상패동 | 14.04.07 6.4 지방선거 동두천시장 출마로 인한 사퇴 |
| 동두천시 제2선거구        | 진성복 | 새누리당       | 경기도 동두천시 생연1동, 경기도 동두천시 중앙동, 경기도 동두천시 보산동, 경기도 동두천시 불현동, 경기도 동두천시 소요동 | 12.05.30 의원직 상실 |
| 동두천시 제2선거구        | 권혁수 | 새누리당       | 경기도 동두천시 생연1동, 경기도 동두천시 중앙동, 경기도 동두천시 보산동, 경기도 동두천시 불현동, 경기도 동두천시 소요동 | 12.12.19 재·보궐선거 당선 |
| 부천시 제1선거구          | 이상훈 | 새정치민주연합 | 경기도 부천시 원미구 원미1동, 경기도 부천시 원미구 역곡1동, 경기도 부천시 원미구 역곡2동, 경기도 부천시 원미구 춘의동, 경기도 부천시 원미구 도당동 | 12.01.13 19대 총선 부천시 원미구 갑 선거구 출마로 인한 사퇴 |
| 부천시 제1선거구          | 염종현 | 새정치민주연합 | 경기도 부천시 원미구 원미1동, 경기도 부천시 원미구 역곡1동, 경기도 부천시 원미구 역곡2동, 경기도 부천시 원미구 춘의동, 경기도 부천시 원미구 도당동 | 12.04.11 재·보궐선거 당선 |
| 부천시 제2선거구          | 신종철 | 새정치민주연합 | 경기도 부천시 원미구 원미2동, 경기도 부천시 원미구 소사동, 경기도 부천시 원미구 심곡1동, 경기도 부천시 원미구 심곡2동, 경기도 부천시 원미구 심곡3동 | |
| 부천시 제3선거구          | 김광회 | 무소속         | 경기도 부천시 원미구 약대동, 경기도 부천시 원미구 중1동, 경기도 부천시 원미구 중2동, 경기도 부천시 원미구 중3동, 경기도 부천시 원미구 중4동 | |
| 부천시 제4선거구          | 서진웅 | 새정치민주연합 | 경기도 부천시 원미구 중동, 경기도 부천시 원미구 상동, 경기도 부천시 원미구 상1동, 경기도 부천시 원미구 상2동, 경기도 부천시 원미구 상3동 | |
| 부천시 제5선거구          | 류재구 | 새정치민주연합 | 경기도 부천시 소사구 심곡본1동, 경기도 부천시 소사구 심곡본동, 경기도 부천시 소사구 송내1동, 경기도 부천시 소사구 송내2동 | |
| 부천시 제6선거구          | 강백수 | 새정치민주연합 | 경기도 부천시 소사구 소사본동, 경기도 부천시 소사구 소사본3동, 경기도 부천시 소사구 범박동, 경기도 부천시 소사구 괴안동, 경기도 부천시 소사구 역곡3동 | 12.01.06 19대 총선 부천시 소사구 선거구 출마로 인한 사퇴 |
| 부천시 제6선거구          | 김종석 | 새정치민주연합 | 경기도 부천시 소사구 소사본동, 경기도 부천시 소사구 소사본3동, 경기도 부천시 소사구 범박동, 경기도 부천시 소사구 괴안동, 경기도 부천시 소사구 역곡3동 | 12.04.11 재·보궐선거 당선 |
| 부천시 제7선거구          | 정상순 | 새정치민주연합 | 경기도 부천시 오정구 성곡동, 경기도 부천시 오정구 고강본동, 경기도 부천시 오정구 고강1동 | |
| 부천시 제8선거구          | 이필구 | 새정치민주연합 | 경기도 부천시 오정구 원종1동, 경기도 부천시 오정구 원종2동, 경기도 부천시 오정구 오정동, 경기도 부천시 오정구 신흥동 | |
| 성남시 제1선거구          | 이효경 | 새정치민주연합 | 경기도 성남시 수정구 신흥1동, 경기도 성남시 수정구 신흥2동, 경기도 성남시 수정구 신흥3동, 경기도 성남시 수정구 수진1동, 경기도 성남시 수정구 수진2동, 경기도 성남시 수정구 단대동 | |
| 성남시 제2선거구          | 허재안 | 새정치국민의당 | 경기도 성남시 수정구 태평1동, 경기도 성남시 수정구 태평2동, 경기도 성남시 수정구 태평3동, 경기도 성남시 수정구 태평4동, 경기도 성남시 수정구 산성동, 경기도 성남시 수정구 양지동, 경기도 성남시 수정구 복정동, 경기도 성남시 수정구 신촌동, 경기도 성남시 수정구 고등동, 경기도 성남시 수정구 시흥동 | 14.03.31 6.4 지방선거 성남시장 출마로 인한 사퇴 |
| 성남시 제3선거구          | 조광주 | 새정치민주연합 | 경기도 성남시 중원구 성남동, 경기도 성남시 중원구 상대원1동, 경기도 성남시 중원구 상대원2동, 경기도 성남시 중원구 상대원3동, 경기도 성남시 중원구 하대원동, 경기도 성남시 중원구 도촌동 | |
| 성남시 제4선거구          | 윤은숙 | 새정치민주연합 | 경기도 성남시 중원구 중앙동, 경기도 성남시 중원구 금광1동, 경기도 성남시 중원구 금광2동, 경기도 성남시 중원구 은행1동, 경기도 성남시 중원구 은행2동 | |
| 성남시 제5선거구          | 장정은 | 새누리당       | 경기도 성남시 분당구 이매1동, 경기도 성남시 분당구 이매2동, 경기도 성남시 분당구 야탑1동, 경기도 성남시 분당구 야탑2동, 경기도 성남시 분당구 야탑3동 | 12.01.13 19대 총선 성남시 분당구 갑 선거구 출마로 인한 사퇴 |
| 성남시 제5선거구          | 지수식 | 새누리당       | 경기도 성남시 분당구 이매1동, 경기도 성남시 분당구 이매2동, 경기도 성남시 분당구 야탑1동, 경기도 성남시 분당구 야탑2동, 경기도 성남시 분당구 야탑3동 | 12.04.11 재·보궐선거 당선 |
| 성남시 제6선거구          | 이태순 | 새누리당       | 경기도 성남시 분당구 수내1동, 경기도 성남시 분당구 수내2동, 경기도 성남시 분당구 서현1동, 경기도 성남시 분당구 서현2동, 경기도 성남시 분당구 판교동, 경기도 성남시 분당구 삼평동, 경기도 성남시 분당구 백현동, 경기도 성남시 분당구 운중동                                                           | |
| 성남시 제7선거구          | 안계일 | 새누리당       | 경기도 성남시 분당구 정자1동, 경기도 성남시 분당구 정자2동, 경기도 성남시 분당구 금곡동, 경기도 성남시 분당구 구미1동 | |
| 성남시 제8선거구          | 정재영 | 새누리당       | 경기도 성남시 분당구 구미동, 경기도 성남시 분당구 정자3동, 경기도 성남시 분당구 분당동, 경기도 성남시 분당구 수내3동 | 12.02.21 6.4 지방선거 성남시장 출마로 인한 사퇴 |
| 수원시 제1선거구          | 김재귀 | 새정치민주연합 | 경기도 수원시 장안구 파장동, 경기도 수원시 장안구 영화동, 경기도 수원시 장안구 송죽동, 경기도 수원시 장안구 조원1동, 경기도 수원시 장안구 조원2동, 경기도 수원시 장안구 연무동 | |
| 수원시 제2선거구          | 김주성 | 새정치민주연합 | 경기도 수원시 장안구 율천동, 경기도 수원시 장안구 정자1동, 경기도 수원시 장안구 정자2동, 경기도 수원시 장안구 정자3동 | |
| 수원시 제3선거구          | 김상회 | 새정치민주연합 | 경기도 수원시 권선구 세류1동, 경기도 수원시 권선구 세류2동, 경기도 수원시 권선구 세류3동, 경기도 수원시 권선구 권선1동, 경기도 수원시 권선구 권선2동, 경기도 수원시 권선구 곡선동 | |
| 수원시 제4선거구          | 박동현 | 새정치민주연합 | 경기도 수원시 권선구 평동, 경기도 수원시 권선구 구운동, 경기도 수원시 권선구 금호동, 경기도 수원시 권선구 입북동, 경기도 수원시 권선구 서둔동 | |
| 수원시 제5선거구          | 이승철 | 새누리당       | 경기도 수원시 팔달구 행궁동, 경기도 수원시 팔달구 지동, 경기도 수원시 팔달구 우만1동, 경기도 수원시 팔달구 우만2동, 경기도 수원시 팔달구 인계동 | |
| 수원시 제6선거구          | 김호겸 | 새정치민주연합 | 경기도 수원시 팔달구 매교동, 경기도 수원시 팔달구 매산동, 경기도 수원시 팔달구 고등동, 경기도 수원시 팔달구 화서1동, 경기도 수원시 팔달구 화서2동 | |
| 수원시 제7선거구          | 오완석 | 새정치민주연합 | 경기도 수원시 영통구 매탄1동, 경기도 수원시 영통구 매탄2동, 경기도 수원시 영통구 매탄3동, 경기도 수원시 영통구 매탄4동, 경기도 수원시 영통구 원천동, 경기도 수원시 영통구 광교동 | |
| 수원시 제8선거구          | 안혜영 | 새정치민주연합 | 경기도 수원시 영통구 영통1동, 경기도 수원시 영통구 영통2동, 경기도 수원시 영통구 태장동 | |
| 시흥시 제1선거구          | 임병택 | 새정치민주연합 | 경기도 시흥시 대야동, 경기도 시흥시 신천동, 경기도 시흥시 은행동, 경기도 시흥시 과림동 | |
| 시흥시 제2선거구          | 김진경 | 새정치민주연합 | 경기도 시흥시 신현동, 경기도 시흥시 매화동, 경기도 시흥시 목감동, 경기도 시흥시 연성동, 경기도 시흥시 능곡동 | |
| 시흥시 제3선거구          | 최재백 | 새정치민주연합 | 경기도 시흥시 군자동, 경기도 시흥시 월곶동, 경기도 시흥시 정왕본동, 경기도 시흥시 정왕1동 | |
| 시흥시 제4선거구          | 이상희 | 새정치민주연합 | 경기도 시흥시 정왕2동, 경기도 시흥시 정왕3동, 경기도 시흥시 정왕4동 | |
| 안산시 제1선거구          | 송한준 | 새정치민주연합 | 경기도 안산시 상록구 사1동, 경기도 안산시 상록구 사2동, 경기도 안산시 상록구 사3동, 경기도 안산시 상록구 본오3동 | |
| 안산시 제2선거구          | 손호성 | 새정치민주연합 | 경기도 안산시 상록구 본오1동, 경기도 안산시 상록구 본오2동, 경기도 안산시 상록구 반월동 | 11.11.21 당선 무효 |
| 안산시 제2선거구          | 홍연아 | 통합진보당     | 경기도 안산시 상록구 본오1동, 경기도 안산시 상록구 본오2동, 경기도 안산시 상록구 반월동 | 12.04.11 재·보궐선거 당선 |
| 안산시 제3선거구          | 장동일 | 새정치민주연합 | 경기도 안산시 상록구 일동, 경기도 안산시 상록구 이동, 경기도 안산시 상록구 성포동 | |
| 안산시 제4선거구          | 이재천 | 새정치민주연합 | 경기도 안산시 상록구 부곡동, 경기도 안산시 상록구 월피동, 경기도 안산시 상록구 안산동 | |
| 안산시 제5선거구          | 윤화섭 | 새정치민주연합 | 경기도 안산시 단원구 원곡본동, 경기도 안산시 단원구 원곡1동, 경기도 안산시 단원구 원곡2동, 경기도 안산시 단원구 선부1동, 경기도 안산시 단원구 선부2동 | |
| 안산시 제6선거구          | 고영인 | 새정치민주연합 | 경기도 안산시 단원구 와동, 경기도 안산시 단원구 선부3동 | 12.01.13 19대 총선 안산시 단원구 갑 선거구 출마로 인한 사퇴 |
| 안산시 제6선거구          | 양근서 | 새정치민주연합 | 경기도 안산시 단원구 와동, 경기도 안산시 단원구 선부3동 | 12.04.11 재·보궐선거 당선 |
| 안산시 제7선거구          | 김현삼 | 새정치민주연합 | 경기도 안산시 단원구 고잔1동, 경기도 안산시 단원구 초지동 | |
| 안산시 제8선거구          | 원미정 | 새정치민주연합 | 경기도 안산시 단원구 고잔2동, 경기도 안산시 단원구 호수동, 경기도 안산시 단원구 대부동 | |
| 안성시 제1선거구          | 천동현 | 새누리당       | 경기도 안성시 공도읍, 경기도 안성시 미양면, 경기도 안성시 대덕면, 경기도 안성시 양성면, 경기도 안성시 원곡면, 경기도 안성시 고삼면, 경기도 안성시 안성3동 | |
| 안성시 제2선거구          | 한이석 | 새누리당       | 경기도 안성시 보개면, 경기도 안성시 금광면, 경기도 안성시 서운면, 경기도 안성시 일죽면, 경기도 안성시 죽산면, 경기도 안성시 삼죽면, 경기도 안성시 안성1동, 경기도 안성시 안성2동 | |
| 안양시 제1선거구          | 최우규 | 새정치민주연합 | 경기도 안양시 만안구 안양1동, 경기도 안양시 만안구 안양3동, 경기도 안양시 만안구 안양4동, 경기도 안양시 만안구 안양5동, 경기도 안양시 만안구 안양6동, 경기도 안양시 만안구 안양7동, 경기도 안양시 만안구 안양8동, 경기도 안양시 만안구 안양9동                                                       | |
| 안양시 제2선거구          | 강득구 | 새정치민주연합 | 경기도 안양시 만안구 안양2동, 경기도 안양시 만안구 석수1동, 경기도 안양시 만안구 석수2동, 경기도 안양시 만안구 석수3동, 경기도 안양시 만안구 박달1동, 경기도 안양시 만안구 박달2동 | |
| 안양시 제3선거구          | 임채호 | 새정치민주연합 | 경기도 안양시 동안구 비산1동, 경기도 안양시 동안구 비산2동, 경기도 안양시 동안구 비산3동, 경기도 안양시 동안구 부흥동 | |
| 안양시 제4선거구          | 정기열 | 새정치민주연합 | 경기도 안양시 동안구 달안동, 경기도 안양시 동안구 관양1동, 경기도 안양시 동안구 관양2동, 경기도 안양시 동안구 부림동 | |
| 안양시 제5선거구          | 박용진 | 새정치민주연합 | 경기도 안양시 동안구 평촌동, 경기도 안양시 동안구 평안동, 경기도 안양시 동안구 귀인동, 경기도 안양시 동안구 범계동, 경기도 안양시 동안구 갈산동 | |
| 안양시 제6선거구          | 송순택 | 새정치민주연합 | 경기도 안양시 동안구 호계1동, 경기도 안양시 동안구 호계2동, 경기도 안양시 동안구 호계3동, 경기도 안양시 동안구 신촌동 | |
| 양주시 제1선거구          | 김영규 | 새누리당       | 경기도 양주시 은현면, 경기도 양주시 남면, 경기도 양주시 회천1동, 경기도 양주시 회천2동, 경기도 양주시 회천3동, 경기도 양주시 회천4동 | |
| 양주시 제2선거구          | 홍범표 | 새누리당       | 경기도 양주시 백석읍, 경기도 양주시 광적면, 경기도 양주시 장흥면, 경기도 양주시 양주1동, 경기도 양주시 양주2동 | |
| 양평군 제1선거구          | 공근식 | 새누리당       | 경기도 양평군 양평읍, 경기도 양평군 양서면, 경기도 양평군 옥천면, 경기도 양평군 서종면 | 13.12.03 의원직 상실 |
| 양평군 제2선거구          | 박종덕 | 새누리당       | 경기도 양평군 강상면, 경기도 양평군 강하면, 경기도 양평군 단월면, 경기도 양평군 청운면, 경기도 양평군 양동면, 경기도 양평군 지평면, 경기도 양평군 용문면, 경기도 양평군 개군면 | |
| 여주시 제1선거구          | 원욱희 | 새누리당       | 경기도 여주시 북내면, 경기도 여주시 강천면, 경기도 여주시 여흥동, 경기도 여주시 중앙동, 경기도 여주시 오학동 | |
| 여주시 제2선거구          | 김진호 | 새누리당       | 경기도 여주시 가남읍, 경기도 여주시 점동면, 경기도 여주시 능서면, 경기도 여주시 흥천면, 경기도 여주시 금사면, 경기도 여주시 산북면, 경기도 여주시 대신면 | |
| 연천군 선거구             | 김광철 | 새누리당       | 경기도 연천군 연천읍, 경기도 연천군 전곡읍, 경기도 연천군 군남면, 경기도 연천군 청산면, 경기도 연천군 백학면, 경기도 연천군 미산면, 경기도 연천군 왕징면, 경기도 연천군 신서면, 경기도 연천군 중면, 경기도 연천군 장남면                                                                             | |
| 오산시 제1선거구          | 송영만 | 새정치민주연합 | 경기도 오산시 중앙동, 경기도 오산시 신장동, 경기도 오산시 세마동 | |
| 오산시 제2선거구          | 박동우 | 새정치민주연합 | 경기도 오산시 대원동, 경기도 오산시 남촌동, 경기도 오산시 초평동 | 14.03.18 6.4 지방선거 오산시장 출마로 인한 사퇴 |
| 용인시 제1선거구          | 오세영 | 새정치민주연합 | 경기도 용인시 처인구 포곡읍, 경기도 용인시 처인구 모현면, 경기도 용인시 처인구 역삼동, 경기도 용인시 처인구 유림동 | |
| 용인시 제2선거구          | 조성욱 | 새누리당       | 경기도 용인시 처인구 남사면, 경기도 용인시 처인구 이동면, 경기도 용인시 처인구 원삼면, 경기도 용인시 처인구 백암면, 경기도 용인시 처인구 양지면, 경기도 용인시 처인구 중앙동, 경기도 용인시 처인구 동부동                                                                                            | |
| 용인시 제3선거구          | 김기선 | 새누리당       | 경기도 용인시 기흥구 마북동, 경기도 용인시 기흥구 구성동, 경기도 용인시 기흥구 보정동 | 14.02.28 6.4 지방선거 용인시장 출마로 인한 사퇴 |
| 용인시 제4선거구          | 심노진 | 새누리당       | 경기도 용인시 기흥구 신갈동, 경기도 용인시 기흥구 영덕동, 경기도 용인시 기흥구 상갈동, 경기도 용인시 기흥구 기흥동, 경기도 용인시 기흥구 서농동 | 14.03.14 6.4 지방선거 용인시장 선거 출마로 인한 사퇴 |
| 용인시 제5선거구          | 권오진 | 새정치민주연합 | 경기도 용인시 기흥구 동백동, 경기도 용인시 기흥구 상하동, 경기도 용인시 기흥구 구갈동 | 14.04.01 6.4 지방선거 용인시장 출마로 인한 사퇴 |
| 용인시 제6선거구          | 임한수 | 새정치민주연합 | 경기도 용인시 수지구 풍덕천1동, 경기도 용인시 수지구 풍덕천2동, 경기도 용인시 수지구 죽전1동, 경기도 용인시 수지구 죽전2동 | |
| 용인시 제7선거구          | 조양민 | 새누리당       | 경기도 용인시 수지구 신봉동, 경기도 용인시 수지구 상현1동, 경기도 용인시 수지구 상현2동, 경기도 용인시 수지구 동천동, 경기도 용인시 수지구 성복동 | 14.03.17 6.4 지방선거 용인시장 선거 출마로 인한 사퇴 |
| 의왕시 제1선거구          | 김종용 | 새정치민주연합 | 경기도 의왕시 고천동, 경기도 의왕시 부곡동, 경기도 의왕시 오전동 | |
| 의왕시 제2선거구          | 장태환 | 새정치민주연합 | 경기도 의왕시 내손1동, 경기도 의왕시 내손2동, 경기도 의왕시 청계동 | |
| 의정부시 제1선거구        | 신광식 | 새누리당       | 경기도 의정부시 의정부1동, 경기도 의정부시 의정부3동, 경기도 의정부시 가능1동, 경기도 의정부시 가능2동, 경기도 의정부시 가능3동, 경기도 의정부시 녹양동 | |
| 의정부시 제2선거구        | 김경호 | 새정치민주연합 | 경기도 의정부시 의정부2동, 경기도 의정부시 호원1동, 경기도 의정부시 호원2동 | |
| 의정부시 제3선거구        | 박세혁 | 새정치민주연합 | 경기도 의정부시 장암동, 경기도 의정부시 신곡1동, 경기도 의정부시 신곡2동 | 12.01.13 19대 총선 의정부시 을 선거구 출마로 인한 사퇴 |
| 의정부시 제3선거구        | 김영민 | 새정치민주연합 | 경기도 의정부시 장암동, 경기도 의정부시 신곡1동, 경기도 의정부시 신곡2동 | 12.04.11 재·보궐선거 당선 |
| 의정부시 제4선거구        | 김시갑 | 새누리당       | 경기도 의정부시 송산1동, 경기도 의정부시 송산2동, 경기도 의정부시 자금동 | 12.01.13 19대 총선 의정부시 을 선거구 출마로 인한 사퇴 |
| 의정부시 제4선거구        | 김원기 | 새정치민주연합 | 경기도 의정부시 송산1동, 경기도 의정부시 송산2동, 경기도 의정부시 자금동 | 12.04.11 재·보궐선거 당선 |
| 이천시 제1선거구          | 오문식 | 새누리당       | 경기도 이천시 신둔면, 경기도 이천시 백사면, 경기도 이천시 호법면, 경기도 이천시 마장면, 경기도 이천시 창전동, 경기도 이천시 증포동, 경기도 이천시 중리동, 경기도 이천시 관고동 | |
| 이천시 제2선거구          | 윤희문 | 새누리당       | 경기도 이천시 장호원읍, 경기도 이천시 부발읍, 경기도 이천시 대월면, 경기도 이천시 모가면, 경기도 이천시 설성면, 경기도 이천시 율면 | |
| 파주시 제1선거구          | 신현석 | 새누리당       | 경기도 파주시 파주읍, 경기도 파주시 월롱면, 경기도 파주시 탄현면, 경기도 파주시 교하동, 경기도 파주시 운정1동, 경기도 파주시 운정2동, 경기도 파주시 운정3동, 경기도 파주시 금촌1동, 경기도 파주시 금촌3동                                                                                            | |
| 파주시 제2선거구          | 김광선 | 새누리당       | 경기도 파주시 문산읍, 경기도 파주시 법원읍, 경기도 파주시 조리읍, 경기도 파주시 적성면, 경기도 파주시 파평면, 경기도 파주시 군내면, 경기도 파주시 진동면, 경기도 파주시 진서면, 경기도 파주시 장단면, 경기도 파주시 금촌2동                                                                          | ※ 경기도 파주시 군내면, 경기도 파주시 진동면, 경기도 파주시 진서면, 경기도 파주시 장단면은 군내면 장단출장소에서 민원을 관할합니다.                                                 |
| 평택시 제1선거구          | 고윤수 | 새정치민주연합 | 경기도 평택시 진위면, 경기도 평택시 서탄면, 경기도 평택시 지산동, 경기도 평택시 송북동, 경기도 평택시 신장1동, 경기도 평택시 신장2동 | 12.01.13 19대 총선 평택시 갑 선거구 출마로 인한 사퇴 |
| 평택시 제1선거구          | 최호   | 새누리당       | 경기도 평택시 진위면, 경기도 평택시 서탄면, 경기도 평택시 지산동, 경기도 평택시 송북동, 경기도 평택시 신장1동, 경기도 평택시 신장2동 | 12.04.11 재·보궐선거 당선 |
| 평택시 제2선거구          | 고인정 | 새정치민주연합 | 경기도 평택시 중앙동, 경기도 평택시 서정동, 경기도 평택시 송탄동, 경기도 평택시 통복동, 경기도 평택시 세교동 | |
| 평택시 제3선거구          | 오세호 | 새정치민주연합 | 경기도 평택시 팽성읍, 경기도 평택시 안중읍, 경기도 평택시 포승읍, 경기도 평택시 고덕면, 경기도 평택시 오성면, 경기도 평택시 청북면, 경기도 평택시 현덕면 | 12.01.13 19대 총선 평택시 을 선거구 출마로 인한 사퇴 |
| 평택시 제3선거구          | 염동식 | 새누리당       | 경기도 평택시 팽성읍, 경기도 평택시 안중읍, 경기도 평택시 포승읍, 경기도 평택시 고덕면, 경기도 평택시 오성면, 경기도 평택시 청북면, 경기도 평택시 현덕면 | 12.04.11 재·보궐선거 당선 |
| 평택시 제4선거구          | 전진규 | 새누리당       | 경기도 평택시 신평동, 경기도 평택시 원평동, 경기도 평택시 비전1동, 경기도 평택시 비전2동 | 12.01.13 19대 총선 평택시 을 선거구 출마로 인한 사퇴 |
| 평택시 제4선거구          | 이동화 | 새누리당       | 경기도 평택시 신평동, 경기도 평택시 원평동, 경기도 평택시 비전1동, 경기도 평택시 비전2동 | 12.04.11 재·보궐선거 당선 |
| 포천시 제1선거구          | 이강림 | 새누리당       | 경기도 포천시 군내면, 경기도 포천시 신북면, 경기도 포천시 창수면, 경기도 포천시 영중면, 경기도 포천시 영북면, 경기도 포천시 관인면, 경기도 포천시 포천동, 경기도 포천시 선단동 | 14.03.02 6.4 지방선거 포천시장 출마로 인한 사퇴 |
| 포천시 제2선거구          | 윤영창 | 새누리당       | 경기도 포천시 소흘읍, 경기도 포천시 내촌면, 경기도 포천시 가산면, 경기도 포천시 일동면, 경기도 포천시 이동면, 경기도 포천시 화현면 | |
| 하남시 제1선거구          | 윤태길 | 새누리당       | 경기도 하남시 천현동, 경기도 하남시 신장1동, 경기도 하남시 신장2동, 경기도 하남시 감북동, 경기도 하남시 춘궁동 | |
| 하남시 제2선거구          | 최철규 | 새누리당       | 경기도 하남시 덕풍1동, 경기도 하남시 덕풍2동, 경기도 하남시 덕풍3동, 경기도 하남시 풍산동, 경기도 하남시 미사1동, 경기도 하남시 미사2동, 경기도 하남시 초이동 | 14.03.13 6.4 지방선거 하남시장 출마로 인한 사퇴 |
| 화성시 제1선거구          | 박윤영 | 새정치민주연합 | 경기도 화성시 봉담읍, 경기도 화성시 향남읍, 경기도 화성시 양감면, 경기도 화성시 정남면 | |
| 화성시 제2선거구          | 금종례 | 새누리당       | 경기도 화성시 우정읍, 경기도 화성시 매송면, 경기도 화성시 비봉면, 경기도 화성시 마도면, 경기도 화성시 송산면, 경기도 화성시 서신면, 경기도 화성시 팔탄면, 경기도 화성시 장안면, 경기도 화성시 남양동                                                                                                 | 14.03.27 6.4 지방선거 화성시장 출마로 인한 사퇴 |
| 화성시 제3선거구          | 권칠승 | 새정치민주연합 | 경기도 화성시 진안동, 경기도 화성시 병점1동, 경기도 화성시 병점2동, 경기도 화성시 반월동, 경기도 화성시 기배동, 경기도 화성시 화산동 | |
| 화성시 제4선거구          | 조광명 | 새정치민주연합 | 경기도 화성시 동탄면, 경기도 화성시 동탄1동, 경기도 화성시 동탄2동, 경기도 화성시 동탄3동 | |
| 경기도 비례대표           | 김진춘 | 새누리당       | 경기도 일원 | ※ 경기도 파주시 군내면, 경기도 파주시 진동면, 경기도 파주시 진서면, 경기도 파주시 장단면은 군내면 장단출장소에서 민원을 관할합니다.                                                 |
| 경기도 비례대표           | 민경원 | 새누리당       | 경기도 일원 | ※ 경기도 파주시 군내면, 경기도 파주시 진동면, 경기도 파주시 진서면, 경기도 파주시 장단면은 군내면 장단출장소에서 민원을 관할합니다.                                                 |
| 경기도 비례대표           | 박남식 | 새누리당       | 경기도 일원 | ※ 경기도 파주시 군내면, 경기도 파주시 진동면, 경기도 파주시 진서면, 경기도 파주시 장단면은 군내면 장단출장소에서 민원을 관할합니다.                                                 |
| 경기도 비례대표           | 심숙보 | 새누리당       | 경기도 일원 | ※ 경기도 파주시 군내면, 경기도 파주시 진동면, 경기도 파주시 진서면, 경기도 파주시 장단면은 군내면 장단출장소에서 민원을 관할합니다.                                                 |
| 경기도 비례대표           | 이라   | 새누리당       | 경기도 일원 | ※ 경기도 파주시 군내면, 경기도 파주시 진동면, 경기도 파주시 진서면, 경기도 파주시 장단면은 군내면 장단출장소에서 민원을 관할합니다.                                                 |
| 경기도 비례대표           | 장호철 | 새누리당       | 경기도 일원 | ※ 경기도 파주시 군내면, 경기도 파주시 진동면, 경기도 파주시 진서면, 경기도 파주시 장단면은 군내면 장단출장소에서 민원을 관할합니다. 14.03.21 6.4 지방선거 평택시장 출마로 인한 사퇴 |
| 경기도 비례대표           | 이삼순 | 새정치민주연합 | 경기도 일원 | ※ 경기도 파주시 군내면, 경기도 파주시 진동면, 경기도 파주시 진서면, 경기도 파주시 장단면은 군내면 장단출장소에서 민원을 관할합니다.                                                 |
| 경기도 비례대표           | 이상기 | 새정치민주연합 | 경기도 일원 | ※ 경기도 파주시 군내면, 경기도 파주시 진동면, 경기도 파주시 진서면, 경기도 파주시 장단면은 군내면 장단출장소에서 민원을 관할합니다.                                                 |
| 경기도 비례대표           | 장현국 | 새정치민주연합 | 경기도 일원 | ※ 경기도 파주시 군내면, 경기도 파주시 진동면, 경기도 파주시 진서면, 경기도 파주시 장단면은 군내면 장단출장소에서 민원을 관할합니다.                                                 |
| 경기도 비례대표           | 천영미 | 새정치민주연합 | 경기도 일원 | ※ 경기도 파주시 군내면, 경기도 파주시 진동면, 경기도 파주시 진서면, 경기도 파주시 장단면은 군내면 장단출장소에서 민원을 관할합니다.                                                 |
| 경기도 비례대표           | 홍정석 | 새정치민주연합 | 경기도 일원 | ※ 경기도 파주시 군내면, 경기도 파주시 진동면, 경기도 파주시 진서면, 경기도 파주시 장단면은 군내면 장단출장소에서 민원을 관할합니다.                                                 |
| 경기도 비례대표           | 유미경 | 정의당         | 경기도 일원 | ※ 경기도 파주시 군내면, 경기도 파주시 진동면, 경기도 파주시 진서면, 경기도 파주시 장단면은 군내면 장단출장소에서 민원을 관할합니다.                                                 |
| 경기도 교육의원 제1선거구 | 최철환 | 무소속         | 경기도 안양시, 경기도 광명시, 경기도 의왕시, 경기도 군포시, 경기도 과천시 | |
| 경기도 교육의원 제2선거구 | 김광래 | 무소속         | 경기도 성남시, 경기도 구리시, 경기도 하남시, 경기도 광주시 | |
| 경기도 교육의원 제3선거구 | 이재삼 | 무소속         | 경기도 남양주시, 경기도 의정부시, 경기도 동두천시, 경기도 포천시, 경기도 가평군 | |
| 경기도 교육의원 제4선거구 | 조평호 | 무소속         | 경기도 부천시, 경기도 안산시, 경기도 시흥시 | |
| 경기도 교육의원 제5선거구 | 강관희 | 무소속         | 경기도 수원시, 경기도 화성시, 경기도 오산시, 경기도 평택시 | |
| 경기도 교육의원 제6선거구 | 최창의 | 무소속         | 경기도 고양시, 경기도 김포시, 경기도 양주시, 경기도 연천군, 경기도 파주시 | ※ 경기도 파주시 군내면, 경기도 파주시 진동면, 경기도 파주시 진서면, 경기도 파주시 장단면은 군내면 장단출장소에서 민원을 관할합니다.                                                 |
| 경기도 교육의원 제7선거구 | 문형호 | 무소속         | 경기도 용인시, 경기도 여주시, 경기도 이천시, 경기도 안성시, 경기도 양평군 | |

### 강원도
| 선거구                    | 이름   | 소속정당       | 관할구역 | 비고 |
| ------------------------- | ------ | -------------- | --- | --- |
| 강릉시 제1선거구          | 최재규 | 새누리당       | 강원도 강릉시 성산면, 강원도 강릉시 왕산면, 강원도 강릉시 구정면, 강원도 강릉시 강동면, 강원도 강릉시 옥계면, 강원도 강릉시 내곡동, 강원도 강릉시 강남동 | 14.03.21 6.4 지방선거 강릉시장 출마로 인한 사퇴 |
| 강릉시 제2선거구          | 오세봉 | 새누리당       | 강원도 강릉시 홍제동, 강원도 강릉시 중앙동, 강원도 강릉시 옥천동, 강원도 강릉시 교1동, 강원도 강릉시 교2동 | |
| 강릉시 제3선거구          | 김동자 | 무소속         | 강원도 강릉시 포남1동, 강원도 강릉시 포남2동, 강원도 강릉시 성덕동 | |
| 강릉시 제4선거구          | 권혁열 | 새누리당       | 강원도 강릉시 주문진읍, 강원도 강릉시 사천면, 강원도 강릉시 연곡면, 강원도 강릉시 초당동, 강원도 강릉시 송정동, 강원도 강릉시 경포동 | |
| 고성군 선거구             | 박효동 | 무소속         | 강원도 고성군 간성읍, 강원도 고성군 거진읍, 강원도 고성군 현내면, 강원도 고성군 죽왕면, 강원도 고성군 토성면, 강원도 고성군 수동면 | ※ 강원도 고성군 수동면은 민간통제선 내의 행정구역이므로 강원도 고성군 간성읍에서 민원을 관할합니다. 14.03.24 6.4 지방선거 고성군수 출마로 인한 사퇴 |
| 동해시 제1선거구          | 김원오 | 무소속         | 강원도 동해시 천곡동 갑 [강원도 동해시 천곡동 11통, 강원도 동해시 천곡동 13통, 강원도 동해시 천곡동 18통, 강원도 동해시 천곡동 23통, 강원도 동해시 천곡동 27통, 강원도 동해시 천곡동 29통, 강원도 동해시 천곡동 30통, 강원도 동해시 천곡동 33통, 강원도 동해시 천곡동 35통, 강원도 동해시 천곡동 36통, 강원도 동해시 천곡동 37통, 강원도 동해시 천곡동 38통, 강원도 동해시 천곡동 39통, 강원도 동해시 천곡동 40통, 강원도 동해시 천곡동 41통, 강원도 동해시 천곡동 42통, 강원도 동해시 천곡동 43통, 강원도 동해시 천곡동 44통, 강원도 동해시 천곡동 45통], 강원도 동해시 송정동, 강원도 동해시 북삼동, 강원도 동해시 북평동, 강원도 동해시 삼화동 | 14.03.12 6.4 지방선거 동해시장 출마로 인한 사퇴 |
| 동해시 제2선거구          | 오원일 | 무소속         | 강원도 동해시 천곡동 을 [강원도 동해시 천곡동 1통, 강원도 동해시 천곡동 2통, 강원도 동해시 천곡동 3통, 강원도 동해시 천곡동 4통, 강원도 동해시 천곡동 5통, 강원도 동해시 천곡동 6통, 강원도 동해시 천곡동 7통, 강원도 동해시 천곡동 8통, 강원도 동해시 천곡동 9통, 강원도 동해시 천곡동 10통, 강원도 동해시 천곡동 12통, 강원도 동해시 천곡동 14통, 강원도 동해시 천곡동 15통, 강원도 동해시 천곡동 16통, 강원도 동해시 천곡동 17통, 강원도 동해시 천곡동 19통, 강원도 동해시 천곡동 20통, 강원도 동해시 천곡동 21통, 강원도 동해시 천곡동 22통, 강원도 동해시 천곡동 24통, 강원도 동해시 천곡동 25통, 강원도 동해시 천곡동 26통, 강원도 동해시 천곡동 28통, 강원도 동해시 천곡동 31통, 강원도 동해시 천곡동 32통, 강원도 동해시 천곡동 34통, 강원도 동해시 천곡동 46통, 강원도 동해시 천곡동 47통, 강원도 동해시 천곡동 48통, 강원도 동해시 천곡동 49통], 강원도 동해시 부곡동, 강원도 동해시 동호동, 강원도 동해시 발한동, 강원도 동해시 망상동, 강원도 동해시 묵호동 | |
| 삼척시 제1선거구          | 김양호 | 무소속         | 강원도 삼척시 도계읍, 강원도 삼척시 하장면, 강원도 삼척시 미로면, 강원도 삼척시 신기면, 강원도 삼척시 남양동, 강원도 삼척시 성내동 | 14.03.12 6.4 지방선거 삼척시장 출마로 인한 사퇴 |
| 삼척시 제2선거구          | 박상수 | 새누리당       | 강원도 삼척시 원덕읍, 강원도 삼척시 근덕면, 강원도 삼척시 노곡면, 강원도 삼척시 가곡면, 강원도 삼척시 교동, 강원도 삼척시 정라동 | 14.04.07 6.4 지방선거 삼척시장 출마로 인한 사퇴 |
| 속초시 제1선거구          | 김성근 | 새누리당       | 강원도 속초시 영랑동, 강원도 속초시 동명동, 강원도 속초시 금호동, 강원도 속초시 교동, 강원도 속초시 청호동 | |
| 속초시 제2선거구          | 김시성 | 새누리당       | 강원도 속초시 노학동, 강원도 속초시 조양동, 강원도 속초시 대포동 | |
| 양구군 선거구             | 조영기 | 새누리당       | 강원도 양구군 양구읍, 강원도 양구군 남면, 강원도 양구군 동면, 강원도 양구군 방산면, 강원도 양구군 해안면 | |
| 양양군 선거구             | 김양수 | 새정치민주연합 | 강원도 양양군 양양읍, 강원도 양양군 서면, 강원도 양양군 손양면, 강원도 양양군 현북면, 강원도 양양군 현남면, 강원도 양양군 강현면 | |
| 영월군 제1선거구          | 고진국 | 새정치민주연합 | 강원도 영월군 영월읍, 강원도 영월군 상동읍, 강원도 영월군 중동면, 강원도 영월군 김삿갓면 | 14.03.21 6.4 지방선거 영월군수 출마로 인한 사퇴 |
| 영월군 제2선거구          | 권석주 | 새누리당       | 강원도 영월군 북면, 강원도 영월군 남면, 강원도 영월군 한반도면, 강원도 영월군 주천면, 강원도 영월군 수주면 | |
| 원주시 제1선거구          | 김미영 | 새정치민주연합 | 강원도 원주시 문막읍, 강원도 원주시 호저면, 강원도 원주시 지정면, 강원도 원주시 부론면, 강원도 원주시 귀래면, 강원도 원주시 단계동, 강원도 원주시 우산동 | |
| 원주시 제2선거구          | 김진희 | 새정치민주연합 | 강원도 원주시 태장1동, 강원도 원주시 태장2동, 강원도 원주시 중앙동, 강원도 원주시 일산동, 강원도 원주시 학성동 | 12.01.10 19대 총선 원주시 갑 선거구 출마로 인한 사퇴 |
| 원주시 제2선거구          | 김기홍 | 새누리당       | 강원도 원주시 태장1동, 강원도 원주시 태장2동, 강원도 원주시 중앙동, 강원도 원주시 일산동, 강원도 원주시 학성동 | 12.04.11 재·보궐선거 당선 |
| 원주시 제3선거구          | 김현   | 새정치민주연합 | 강원도 원주시 원인동, 강원도 원주시 무실동, 강원도 원주시 명륜1동, 강원도 원주시 명륜2동 | |
| 원주시 제4선거구          | 구자열 | 새정치민주연합 | 강원도 원주시 흥업면, 강원도 원주시 판부면, 강원도 원주시 단구동 | |
| 원주시 제5선거구          | 곽도영 | 새정치민주연합 | 강원도 원주시 신림면, 강원도 원주시 소초면, 강원도 원주시 봉산동, 강원도 원주시 행구동, 강원도 원주시 반곡·관설동, 강원도 원주시 개운동 | |
| 인제군 선거구             | 정을권 | 새누리당       | 강원도 인제군 인제읍, 강원도 인제군 남면, 강원도 인제군 북면, 강원도 인제군 기린면, 강원도 인제군 서화면, 강원도 인제군 상남면 | |
| 정선군 제1선거구          | 홍건표 | 무소속         | 강원도 정선군 정선읍, 강원도 정선군 화암면, 강원도 정선군 여량면, 강원도 정선군 북평면, 강원도 정선군 임계면 | |
| 정선군 제2선거구          | 남경문 | 새누리당       | 강원도 정선군 고한읍, 강원도 정선군 사북읍, 강원도 정선군 신동읍, 강원도 정선군 남면 | |
| 철원군 제1선거구          | 김동일 | 새누리당       | 강원도 철원군 철원읍, 강원도 철원군 동송읍 | |
| 철원군 제2선거구          | 한금석 | 새정치민주연합 | 강원도 철원군 김화읍, 강원도 철원군 갈말읍, 강원도 철원군 서면, 강원도 철원군 근남면, 강원도 철원군 근북면, 강원도 철원군 근동면, 강원도 철원군 원남면, 강원도 철원군 원동면, 강원도 철원군 임남면 | ※ 강원도 철원군 근북면, 강원도 철원군 근동면은 강원도 철원군 김화읍에서 민원을 관할합니다. ※ 강원도 철원군 원남면, 강원도 철원군 원동면, 강원도 철원군 임남면은 강원도 철원군 근남면이 민원을 관할합니다. |
| 춘천시 제1선거구          | 정재웅 | 새정치민주연합 | 강원도 춘천시 신동면, 강원도 춘천시 남면, 강원도 춘천시 남산면, 강원도 춘천시 퇴계동, 강원도 춘천시 강남동 | |
| 춘천시 제2선거구          | 남만진 | 새정치민주연합 | 강원도 춘천시 효자1동, 강원도 춘천시 효자2동, 강원도 춘천시 효자3동, 강원도 춘천시 석사동 | |
| 춘천시 제3선거구          | 원태경 | 새정치민주연합 | 강원도 춘천시 동내면, 강원도 춘천시 동면, 강원도 춘천시 동산면, 강원도 춘천시 후평1동, 강원도 춘천시 후평2동, 강원도 춘천시 후평3동 | |
| 춘천시 제4선거구          | 김용주 | 새누리당       | 강원도 춘천시 신북읍, 강원도 춘천시 서면, 강원도 춘천시 사북면, 강원도 춘천시 북산면, 강원도 춘천시 소양동, 강원도 춘천시 교동, 강원도 춘천시 조운동, 강원도 춘천시 약사명동, 강원도 춘천시 근화동, 강원도 춘천시 신사우동 | 14.03.02 6.4 지방선거 춘천시장 출마로 인한 사퇴 |
| 태백시 제1선거구          | 임남규 | 새누리당       | 강원도 태백시 황지동, 강원도 태백시 황연동, 강원도 태백시 삼수동 | |
| 태백시 제2선거구          | 손석암 | 무소속         | 강원도 태백시 상장동, 강원도 태백시 문곡소도동, 강원도 태백시 장성동, 강원도 태백시 구문소동, 강원도 태백시 철암동 | |
| 평창군 제1선거구          | 이영덕 | 새누리당       | 강원도 평창군 평창읍, 강원도 평창군 미탄면, 강원도 평창군 방림면, 강원도 평창군 대화면 | |
| 평창군 제2선거구          | 곽영승 | 새누리당       | 강원도 평창군 봉평면, 강원도 평창군 용평면, 강원도 평창군 진부면, 강원도 평창군 대관령면 | |
| 홍천군 제1선거구          | 고춘석 | 새정치민주연합 | 강원도 홍천군 홍천읍, 강원도 홍천군 북방면 | 14.03.21 6.4 지방선거 홍천군수 출마로 인한 사퇴 |
| 홍천군 제2선거구          | 김기남 | 새누리당       | 강원도 홍천군 화촌면, 강원도 홍천군 두촌면, 강원도 홍천군 내촌면, 강원도 홍천군 내면, 강원도 홍천군 서석면, 강원도 홍천군 동면, 강원도 홍천군 남면, 강원도 홍천군 서면 | |
| 화천군 선거구             | 방승일 | 새누리당       | 강원도 화천군 화천읍, 강원도 화천군 간동면, 강원도 화천군 하남면, 강원도 화천군 상서면, 강원도 화천군 사내면 | |
| 횡성군 제1선거구          | 이관형 | 새정치민주연합 | 강원도 횡성군 횡성읍, 강원도 횡성군 공근면, 강원도 횡성군 서원면 | |
| 횡성군 제2선거구          | 함종국 | 새누리당       | 강원도 횡성군 우천면, 강원도 횡성군 안흥면, 강원도 횡성군 둔내면, 강원도 횡성군 갑천면, 강원도 횡성군 청일면, 강원도 횡성군 강림면 | |
| 강원도 비례대표           | 김금분 | 새누리당       | 강원도 일원 | ※ 강원도 고성군 수동면은 민간통제선 내의 행정구역이므로 강원도 고성군 간성읍에서 민원을 관할합니다. ※ 강원도 철원군 근북면, 강원도 철원군 근동면은 강원도 철원군 김화읍에서 민원을 관할합니다. ※ 강원도 철원군 원남면, 강원도 철원군 원동면, 강원도 철원군 임남면은 강원도 철원군 근남면이 민원을 관할합니다. |
| 강원도 비례대표           | 이숙자 | 새누리당       | 강원도 일원 | ※ 강원도 고성군 수동면은 민간통제선 내의 행정구역이므로 강원도 고성군 간성읍에서 민원을 관할합니다. ※ 강원도 철원군 근북면, 강원도 철원군 근동면은 강원도 철원군 김화읍에서 민원을 관할합니다. ※ 강원도 철원군 원남면, 강원도 철원군 원동면, 강원도 철원군 임남면은 강원도 철원군 근남면이 민원을 관할합니다. |
| 강원도 비례대표           | 윤병길 | 새정치민주연합 | 강원도 일원 | ※ 강원도 고성군 수동면은 민간통제선 내의 행정구역이므로 강원도 고성군 간성읍에서 민원을 관할합니다. ※ 강원도 철원군 근북면, 강원도 철원군 근동면은 강원도 철원군 김화읍에서 민원을 관할합니다. ※ 강원도 철원군 원남면, 강원도 철원군 원동면, 강원도 철원군 임남면은 강원도 철원군 근남면이 민원을 관할합니다. |
| 강원도 비례대표           | 이학년 | 새정치민주연합 | 강원도 일원 | ※ 강원도 고성군 수동면은 민간통제선 내의 행정구역이므로 강원도 고성군 간성읍에서 민원을 관할합니다. ※ 강원도 철원군 근북면, 강원도 철원군 근동면은 강원도 철원군 김화읍에서 민원을 관할합니다. ※ 강원도 철원군 원남면, 강원도 철원군 원동면, 강원도 철원군 임남면은 강원도 철원군 근남면이 민원을 관할합니다. |
| 강원도 교육의원 제1선거구 | 유창옥 | 무소속         | 강원도 춘천시, 강원도 화천군, 강원도 양구군, 강원도 철원군 | ※ 강원도 철원군 근북면, 강원도 철원군 근동면은 강원도 철원군 김화읍에서 민원을 관할합니다. ※ 강원도 철원군 원남면, 강원도 철원군 원동면, 강원도 철원군 임남면은 강원도 철원군 근남면이 민원을 관할합니다. |
| 강원도 교육의원 제2선거구 | 이문희 | 무소속         | 강원도 원주시, 강원도 홍천군, 강원도 횡성군 | 14.02.21 6.4 지방선거 강원도의원 원주시 제3선거구 출마로 인한 사퇴 |
| 강원도 교육의원 제3선거구 | 최돈국 | 무소속         | 강원도 강릉시, 강원도 정선군, 강원도 평창군 | |
| 강원도 교육의원 제4선거구 | 신철수 | 무소속         | 강원도 동해시, 강원도 삼척시, 강원도 태백시, 강원도 영월군 | |
| 강원도 교육의원 제5선거구 | 김세영 | 무소속         | 강원도 속초시, 강원도 고성군, 강원도 양양군, 강원도 인제군 | ※ 강원도 고성군 수동면은 민간통제선 내의 행정구역이므로 강원도 고성군 간성읍에서 민원을 관할합니다. |

### 충청북도
| 선거구                      | 이름   | 소속정당       | 관할구역 | 비고                                                                 |
| --------------------------- | ------ | -------------- | --- | -------------------------------------------------------------------- |
| 괴산군 선거구               | 정헌   | 새정치민주연합 | 충청북도 괴산군 괴산읍, 충청북도 괴산군 감물면, 충청북도 괴산군 장연면, 충청북도 괴산군 연풍면, 충청북도 괴산군 칠성면, 충청북도 괴산군 문광면, 충청북도 괴산군 청천면, 충청북도 괴산군 청안면, 충청북도 괴산군 사리면, 충청북도 괴산군 소수면, 충청북도 괴산군 불정면                                  |                                                                      |
| 단양군 선거구               | 김희수 | 새정치민주연합 | 충청북도 단양군 단양읍, 충청북도 단양군 매포읍, 충청북도 단양군 단성면, 충청북도 단양군 대강면, 충청북도 단양군 가곡면, 충청북도 단양군 영춘면, 충청북도 단양군 어상천면, 충청북도 단양군 적성면 |                                                                      |
| 보은군 선거구               | 유완백 | 새정치민주연합 | 충청북도 보은군 보은읍, 충청북도 보은군 속리산면, 충청북도 보은군 장안면, 충청북도 보은군 마로면, 충청북도 보은군 탄부면, 충청북도 보은군 삼승면, 충청북도 보은군 수한면, 충청북도 보은군 회남면, 충청북도 보은군 회인면, 충청북도 보은군 내북면, 충청북도 보은군 산외면                                |                                                                      |
| 영동군 제1선거구            | 임현   | 새누리당       | 충청북도 영동군 영동읍, 충청북도 영동군 양강면, 충청북도 영동군 학산면 |                                                                      |
| 영동군 제2선거구            | 손문규 | 새정치민주연합 | 충청북도 영동군 용산면, 충청북도 영동군 황간면, 충청북도 영동군 추풍령면, 충청북도 영동군 매곡면, 충청북도 영동군 상촌면, 충청북도 영동군 용화면, 충청북도 영동군 양산면, 충청북도 영동군 심천면 |                                                                      |
| 옥천군 제1선거구            | 김재종 | 새정치민주연합 | 충청북도 옥천군 옥천읍 | 14.03.27 6.4 지방선거 옥천군수 출마로 인한 사퇴                      |
| 옥천군 제2선거구            | 황규철 | 새정치민주연합 | 충청북도 옥천군 동이면, 충청북도 옥천군 안남면, 충청북도 옥천군 안내면, 충청북도 옥천군 청성면, 충청북도 옥천군 청산면, 충청북도 옥천군 이원면, 충청북도 옥천군 군서면, 충청북도 옥천군 군북면 |                                                                      |
| 음성군 제1선거구            | 최병윤 | 새정치민주연합 | 충청북도 음성군 음성읍, 충청북도 음성군 소이면, 충청북도 음성군 원남면, 충청북도 음성군 맹동면 |                                                                      |
| 음성군 제2선거구            | 이광진 | 새정치민주연합 | 충청북도 음성군 금왕읍, 충청북도 음성군 대소면, 충청북도 음성군 삼성면, 충청북도 음성군 생극면, 충청북도 음성군 감곡면 |                                                                      |
| 제천시 제1선거구            | 권기수 | 새정치민주연합 | 충청북도 제천시 봉양읍, 충청북도 제천시 백운면, 충청북도 제천시 송학면, 충청북도 제천시 교동, 충청북도 제천시 의암동, 충청북도 제천시 인성동, 충청북도 제천시 영서동, 충청북도 제천시 용두동, 충청북도 제천시 청전동                                                                                    |                                                                      |
| 제천시 제2선거구            | 박한규 | 새정치민주연합 | 충청북도 제천시 금성면, 충청북도 제천시 청풍면, 충청북도 제천시 수산면, 충청북도 제천시 덕산면, 충청북도 제천시 한수면, 충청북도 제천시 신백동, 충청북도 제천시 남현동, 충청북도 제천시 화산동 | 11.01.05 당선 무효                                                   |
| 제천시 제2선거구            | 강현삼 | 새누리당       | 충청북도 제천시 금성면, 충청북도 제천시 청풍면, 충청북도 제천시 수산면, 충청북도 제천시 덕산면, 충청북도 제천시 한수면, 충청북도 제천시 신백동, 충청북도 제천시 남현동, 충청북도 제천시 화산동 | 11.04.27 재·보궐선거 당선                                            |
| 증평군 선거구               | 김봉회 | 새누리당       | 충청북도 증평군 증평읍, 충청북도 증평군 도안면 |                                                                      |
| 진천군 제1선거구            | 김종필 | 새누리당       | 충청북도 진천군 진천읍, 충청북도 진천군 문백면, 충청북도 진천군 백곡면 | 14.03.24 6.4 지방선거 진천군수 출마로 인한 사퇴                      |
| 진천군 제2선거구            | 이수완 | 새정치민주연합 | 충청북도 진천군 덕산면, 충청북도 진천군 초평면, 충청북도 진천군 이월면, 충청북도 진천군 광혜원면 |                                                                      |
| 청원군 제1선거구            | 박문희 | 새정치민주연합 | 충청북도 청주시 흥덕구 오송읍, 충청북도 청주시 상당구 낭성면, 충청북도 청주시 상당구 미원면, 충청북도 청주시 상당구 가덕면, 충청북도 청주시 상당구 남일면, 충청북도 청주시 서원구 남이면, 충청북도 청주시 상당구 문의면, 충청북도 청주시 서원구 현도면, 충청북도 청주시 흥덕구 강내면                   |                                                                      |
| 청원군 제2선거구            | 김도경 | 통합진보당     | 충청북도 청주시 청원구 내수읍, 충청북도 청주시 청원구 오창읍, 충청북도 청주시 흥덕구 옥산면, 충청북도 청주시 청원구 북이면 |                                                                      |
| 청주시 제1선거구            | 김광수 | 새정치민주연합 | 충청북도 청주시 청원구 우암동, 충청북도 청주시 청원구 내덕1동, 충청북도 청주시 청원구 내덕2동, 충청북도 청주시 청원구 율량.사천동, 충청북도 청주시 청원구 오근장동 |                                                                      |
| 청주시 제2선거구            | 김형근 | 새정치민주연합 | 충청북도 청주시 상당구 중앙동, 충청북도 청주시 상당구 성안동, 충청북도 청주시 상당구 탑.대성동, 충청북도 청주시 상당구 금천동, 충청북도 청주시 상당구 용담.명암.산성동 |                                                                      |
| 청주시 제3선거구            | 장선배 | 새정치민주연합 | 충청북도 청주시 상당구 영운동, 충청북도 청주시 상당구 용암1동, 충청북도 청주시 상당구 용암2동 |                                                                      |
| 청주시 제4선거구            | 최진섭 | 새정치민주연합 | 충청북도 청주시 서원구 사직1동, 충청북도 청주시 서원구 사직2동, 충청북도 청주시 서원구 모충동, 충청북도 청주시 서원구 수곡1동, 충청북도 청주시 흥덕구 수곡2동 |                                                                      |
| 청주시 제5선거구            | 이광희 | 새정치민주연합 | 충청북도 청주시 서원구 산남동, 충청북도 청주시 서원구 분평동 |                                                                      |
| 청주시 제6선거구            | 김영주 | 새정치민주연합 | 충청북도 청주시 서원구 사창동, 충청북도 청주시 서원구 성화·개신·죽림동 |                                                                      |
| 청주시 제7선거구            | 임헌경 | 새정치민주연합 | 충청북도 청주시 흥덕구 복대1동, 충청북도 청주시 흥덕구 복대2동 |                                                                      |
| 청주시 제8선거구            | 박종성 | 무소속         | 충청북도 청주시 흥덕구 가경동, 충청북도 청주시 흥덕구 강서1동 |                                                                      |
| 청주시 제9선거구            | 최미애 | 새정치민주연합 | 충청북도 청주시 흥덕구 봉명1동, 충청북도 청주시 흥덕구 봉명2·송정동, 충청북도 청주시 흥덕구 강서2동 |                                                                      |
| 충주시 제1선거구            | 김동환 | 새정치민주연합 | 충청북도 충주시 주덕읍, 충청북도 충주시 살미면, 충청북도 충주시 수안보면, 충청북도 충주시 대소원면, 충청북도 충주시 신니면, 충청북도 충주시 노은면, 충청북도 충주시 앙성면, 충청북도 충주시 중앙탑면, 충청북도 충주시 용산동, 충청북도 충주시 지현동, 충청북도 충주시 호암.직동, 충청북도 충주시 달천동 |                                                                      |
| 충주시 제2선거구            | 윤성옥 | 새정치민주연합 | 충청북도 충주시 동량면, 충청북도 충주시 산척면, 충청북도 충주시 엄정면, 충청북도 충주시 금가면, 충청북도 충주시 소태면, 충청북도 충주시 목행.용탄동, 충청북도 충주시 성내.충인동, 충청북도 충주시 문화동, 충청북도 충주시 봉방동, 충청북도 충주시 칠금.금릉동                                           |                                                                      |
| 충주시 제3선거구            | 심기보 | 새정치민주연합 | 충청북도 충주시 교현.안림동, 충청북도 충주시 교현2동, 충청북도 충주시 연수동 |                                                                      |
| 충청북도 비례대표           | 김양희 | 새누리당       | 충청북도 일원 |                                                                      |
| 충청북도 비례대표           | 노광기 | 새정치민주연합 | 충청북도 일원 |                                                                      |
| 충청북도 비례대표           | 정지숙 | 새정치민주연합 | 충청북도 일원 |                                                                      |
| 충청북도 교육의원 제1선거구 | 하재성 | 무소속         | 충청북도 청주시 상당구, 충청북도 보은군, 충청북도 영동군, 충청북도 옥천군 |                                                                      |
| 충청북도 교육의원 제2선거구 | 박상필 | 무소속         | 충청북도 청주시 흥덕구 | 12.02.21 6.4 지방선거 충청북도의원 청주시 제7선거구 출마를 위한 사퇴 |
| 충청북도 교육의원 제3선거구 | 전응천 | 무소속         | 충청북도 충주시, 충청북도 제천시, 충청북도 단양군 |                                                                      |
| 충청북도 교육의원 제4선거구 | 장병학 | 무소속         | 충청북도 청원군, 충청북도 음성군, 충청북도 진천군, 충청북도 괴산군, 충청북도 증평군 |                                                                      |

### 충청남도
| 선거구                      | 이름   | 소속정당       | 관할구역 | 비고                                            |
| --------------------------- | ------ | -------------- | --- | ----------------------------------------------- |
| 계룡시 선거구               | 조치연 | 새누리당       | 충청남도 계룡시 두마면, 충청남도 계룡시 엄사면, 충청남도 계룡시 신도안면, 충청남도 계룡시 금암동 |                                                 |
| 공주시 제1선거구            | 윤석우 | 새누리당       | 충청남도 공주시 이인면, 충청남도 공주시 탄천면, 충청남도 공주시 계룡면, 충청남도 공주시 반포면, 충청남도 공주시 중학동, 충청남도 공주시 웅진동, 충청남도 공주시 금학동, 충청남도 공주시 옥룡동                                                                       |                                                 |
| 공주시 제2선거구            | 조길행 | 새누리당       | 충청남도 공주시 유구읍, 충청남도 공주시 의당면, 충청남도 공주시 정안면, 충청남도 공주시 우성면, 충청남도 공주시 사곡면, 충청남도 공주시 신풍면, 충청남도 공주시 신관동, 충청남도 공주시 월송동                                                                       |                                                 |
| 금산군 제1선거구            | 김석곤 | 새누리당       | 충청남도 금산군 금산읍, 충청남도 금산군 부리면, 충청남도 금산군 군북면, 충청남도 금산군 남일면, 충청남도 금산군 남이면 |                                                 |
| 금산군 제2선거구            | 박찬중 | 새정치민주연합 | 충청남도 금산군 금성면, 충청남도 금산군 제원면, 충청남도 금산군 복수면, 충청남도 금산군 진산면, 충청남도 금산군 추부면 |                                                 |
| 논산시 제1선거구            | 송덕빈 | 새누리당       | 충청남도 논산시 성동면, 충청남도 논산시 광석면, 충청남도 논산시 노성면, 충청남도 논산시 상월면, 충청남도 논산시 부적면, 충청남도 논산시 취암동, 충청남도 논산시 부창동                                                                                               |                                                 |
| 논산시 제2선거구            | 박문화 | 새정치민주연합 | 충청남도 논산시 강경읍, 충청남도 논산시 연무읍, 충청남도 논산시 연산면, 충청남도 논산시 벌곡면, 충청남도 논산시 양촌면, 충청남도 논산시 가야곡면, 충청남도 논산시 은진면, 충청남도 논산시 채운면                                                                     |                                                 |
| 당진시 제1선거구            | 김홍장 | 새정치민주연합 | 충청남도 당진시 고대면, 충청남도 당진시 석문면, 충청남도 당진시 대호지면, 충청남도 당진시 송산면, 충청남도 당진시 당진1동, 충청남도 당진시 당진2동, 충청남도 당진시 당진3동                                                                                          | 14.03.03 6.4 지방선거 당진시장 출마로 인한 사퇴 |
| 당진시 제2선거구            | 이종현 | 새누리당       | 충청남도 당진시 합덕읍, 충청남도 당진시 송악읍, 충청남도 당진시 정미면, 충청남도 당진시 면천면, 충청남도 당진시 순성면, 충청남도 당진시 우강면, 충청남도 당진시 신평면                                                                                               | 14.02.28 6.4 지방선거 당진시장 출마로 인한 사퇴 |
| 보령시 제1선거구            | 이준우 | 새누리당       | 충청남도 보령시 웅천읍, 충청남도 보령시 주포면, 충청남도 보령시 주교면, 충청남도 보령시 오천면, 충청남도 보령시 천북면, 충청남도 보령시 청소면, 충청남도 보령시 청라면, 충청남도 보령시 대천1동, 충청남도 보령시 대천2동                                             |                                                 |
| 보령시 제2선거구            | 명성철 | 새누리당       | 충청남도 보령시 남포면, 충청남도 보령시 주산면, 충청남도 보령시 미산면, 충청남도 보령시 성주면, 충청남도 보령시 대천3동, 충청남도 보령시 대천4동, 충청남도 보령시 대천5동                                                                                            |                                                 |
| 부여군 제1선거구            | 유병돈 | 새누리당       | 충청남도 부여군 부여읍, 충청남도 부여군 규암면, 충청남도 부여군 은산면, 충청남도 부여군 석성면, 충청남도 부여군 초촌면 |                                                 |
| 부여군 제2선거구            | 유병기 | 새누리당       | 충청남도 부여군 외산면, 충청남도 부여군 내산면, 충청남도 부여군 구룡면, 충청남도 부여군 홍산면, 충청남도 부여군 옥산면, 충청남도 부여군 남면, 충청남도 부여군 충화면, 충청남도 부여군 양화면, 충청남도 부여군 임천면, 충청남도 부여군 장암면, 충청남도 부여군 세도면 |                                                 |
| 서산시 제1선거구            | 맹정호 | 새정치민주연합 | 충청남도 서산시 대산읍, 충청남도 서산시 인지면, 충청남도 서산시 부석면, 충청남도 서산시 팔봉면, 충청남도 서산시 지곡면, 충청남도 서산시 성연면, 충청남도 서산시 부춘동, 충청남도 서산시 석남동                                                                       |                                                 |
| 서산시 제2선거구            | 박상무 | 새누리당       | 충청남도 서산시 음암면, 충청남도 서산시 운산면, 충청남도 서산시 해미면, 충청남도 서산시 고북면, 충청남도 서산시 동문1동, 충청남도 서산시 동문2동, 충청남도 서산시 수석동                                                                                             | 11.09.14 서산시장 재선거 출마로 인한 사퇴       |
| 서산시 제2선거구            | 이도규 | 새정치민주연합 | 충청남도 서산시 음암면, 충청남도 서산시 운산면, 충청남도 서산시 해미면, 충청남도 서산시 고북면, 충청남도 서산시 동문1동, 충청남도 서산시 동문2동, 충청남도 서산시 수석동                                                                                             | 11.10.26 재·보궐선거 당선                       |
| 서천군 제1선거구            | 서형달 | 새누리당       | 충청남도 서천군 장항읍, 충청남도 서천군 마서면, 충청남도 서천군 화양면, 충청남도 서천군 기산면, 충청남도 서천군 한산면, 충청남도 서천군 마산면 |                                                 |
| 서천군 제2선거구            | 조이환 | 새정치민주연합 | 충청남도 서천군 서천읍, 충청남도 서천군 시초면, 충청남도 서천군 문산면, 충청남도 서천군 판교면, 충청남도 서천군 종천면, 충청남도 서천군 비인면, 충청남도 서천군 서면                                                                                                 |                                                 |
| 아산시 제1선거구            | 이기철 | 새누리당       | 충청남도 아산시 염치읍, 충청남도 아산시 둔포면, 충청남도 아산시 영인면, 충청남도 아산시 인주면, 충청남도 아산시 선장면, 충청남도 아산시 온양1동, 충청남도 아산시 온양2동, 충청남도 아산시 온양3동                                                                    |                                                 |
| 아산시 제2선거구            | 장기승 | 새누리당       | 충청남도 아산시 송악면, 충청남도 아산시 도고면, 충청남도 아산시 신창면, 충청남도 아산시 온양4동, 충청남도 아산시 온양5동, 충청남도 아산시 온양6동 |                                                 |
| 아산시 제3선거구            | 이광열 | 새정치민주연합 | 충청남도 아산시 배방읍, 충청남도 아산시 탕정면, 충청남도 아산시 음봉면 |                                                 |
| 연기군 제1선거구            | 유환준 | 새누리당       | 충청남도 연기군 조치원읍, 충청남도 연기군 동면, 충청남도 연기군 전동면 | 12.07,01 세종특별자치시의회로 편입              |
| 연기군 제2선거구            | 임태수 | 새정치민주연합 | 충청남도 연기군 남면, 충청남도 연기군 금남면, 충청남도 연기군 서면, 충청남도 연기군 전의면, 충청남도 연기군 소정면 | 12.07,01 세종특별자치시의회로 편입              |
| 예산군 제1선거구            | 고남종 | 무소속         | 충청남도 예산군 예산읍, 충청남도 예산군 대술면, 충청남도 예산군 신양면, 충청남도 예산군 광시면 | 14.03.2 6.4 지방선거 예산군수 출마로 인한 사퇴  |
| 예산군 제2선거구            | 김기영 | 새누리당       | 충청남도 예산군 삽교읍, 충청남도 예산군 대흥면, 충청남도 예산군 응봉면, 충청남도 예산군 덕산면, 충청남도 예산군 봉산면, 충청남도 예산군 고덕면, 충청남도 예산군 신암면, 충청남도 예산군 오가면                                                                       |                                                 |
| 천안시 제1선거구            | 김득응 | 새정치민주연합 | 충청남도 천안시 동남구 목천읍, 충청남도 천안시 동남구 북면, 충청남도 천안시 동남구 성남면, 충청남도 천안시 동남구 수신면, 충청남도 천안시 동남구 병천면, 충청남도 천안시 동남구 동면, 충청남도 천안시 동남구 청룡동                                                  |                                                 |
| 천안시 제2선거구            | 윤미숙 | 새정치민주연합 | 충청남도 천안시 동남구 풍세면, 충청남도 천안시 동남구 광덕면, 충청남도 천안시 동남구 봉명동, 충청남도 천안시 동남구 일봉동, 충청남도 천안시 동남구 신방동 |                                                 |
| 천안시 제3선거구            | 유병국 | 새정치민주연합 | 충청남도 천안시 동남구 중앙동, 충청남도 천안시 동남구 문성동, 충청남도 천안시 동남구 원성1동, 충청남도 천안시 동남구 원성2동, 충청남도 천안시 동남구 신안동 |                                                 |
| 천안시 제4선거구            | 권처원 | 새누리당       | 충청남도 천안시 서북구 성환읍, 충청남도 천안시 서북구 성거읍, 충청남도 천안시 서북구 입장면 |                                                 |
| 천안시 제5선거구            | 김문권 | 새정치민주연합 | 충청남도 천안시 서북구 직산읍, 충청남도 천안시 서북구 부성1동, 충청남도 천안시 서북구 부성2동 |                                                 |
| 천안시 제6선거구            | 이진환 | 새누리당       | 충청남도 천안시 서북구 성정1동, 충청남도 천안시 서북구 성정2동, 충청남도 천안시 서북구 백석동, 충청남도 천안시 서북구 불당동 |                                                 |
| 천안시 제7선거구            | 김종문 | 새정치민주연합 | 충청남도 천안시 서북구 쌍용1동, 충청남도 천안시 서북구 쌍용2동, 충청남도 천안시 서북구 쌍용3동 |                                                 |
| 청양군 선거구               | 김홍열 | 새누리당       | 충청남도 청양군 청양읍, 충청남도 청양군 운곡면, 충청남도 청양군 대치면, 충청남도 청양군 정산면, 충청남도 청양군 목면, 충청남도 청양군 청남면, 충청남도 청양군 장평면, 충청남도 청양군 남양면, 충청남도 청양군 화성면, 충청남도 청양군 비봉면                         |                                                 |
| 태안군 제1선거구            | 유익환 | 새누리당       | 충청남도 태안군 태안읍, 충청남도 태안군 소원면, 충청남도 태안군 원북면, 충청남도 태안군 이원면 |                                                 |
| 태안군 제2선거구            | 강철민 | 새누리당       | 충청남도 태안군 안면읍, 충청남도 태안군 고남면, 충청남도 태안군 남면, 충청남도 태안군 근흥면 | 14.04.02 6.4 지방선거 태안군수 출마로 인한 사퇴 |
| 홍성군 제1선거구            | 유기복 | 새누리당       | 충청남도 홍성군 홍성읍, 충청남도 홍성군 홍북면, 충청남도 홍성군 금마면, 충청남도 홍성군 갈산면, 충청남도 홍성군 구항면 |                                                 |
| 홍성군 제2선거구            | 이은태 | 새누리당       | 충청남도 홍성군 광천읍, 충청남도 홍성군 홍동면, 충청남도 홍성군 장곡면, 충청남도 홍성군 은하면, 충청남도 홍성군 결성면, 충청남도 홍성군 서부면 | 12.03.02 의원직 상실                            |
| 홍성군 제2선거구            | 이종화 | 새누리당       | 충청남도 홍성군 광천읍, 충청남도 홍성군 홍동면, 충청남도 홍성군 장곡면, 충청남도 홍성군 은하면, 충청남도 홍성군 결성면, 충청남도 홍성군 서부면 | 12.04.11 재·보궐선거 당선                       |
| 충청남도 비례대표           | 김용필 | 새누리당       | 충청남도 일원 |                                                 |
| 충청남도 비례대표           | 김장옥 | 새누리당       | 충청남도 일원 |                                                 |
| 충청남도 비례대표           | 김정숙 | 새누리당       | 충청남도 일원 |                                                 |
| 충청남도 비례대표           | 박영송 | 새정치민주연합 | 충청남도 일원 | 12.07,01 세종특별자치시의회로 편입              |
| 충청남도 교육의원 제1선거구 | 김지철 | 무소속         | 충청남도 천안시 동남구, 충청남도 천안시 서북구 |                                                 |
| 충청남도 교육의원 제2선거구 | 이은철 | 무소속         | 충청남도 공주시, 충청남도 아산시, 충청남도 연기군(현재 세종특별자치시) |                                                 |
| 충청남도 교육의원 제3선거구 | 임춘근 | 무소속         | 충청남도 보령시, 충청남도 예산군, 충청남도 홍성군, 충청남도 청양군 | 13.02.28 교사 복직                              |
| 충청남도 교육의원 제4선거구 | 명노희 | 무소속         | 충청남도 서산시, 충청남도 당진시, 충청남도 태안군 |                                                 |
| 충청남도 교육의원 제5선거구 | 조남권 | 무소속         | 충청남도 금산군, 충청남도 논산시, 충청남도 계룡시, 충청남도 부여군, 충청남도 서천군 |                                                 |

### 전라북도
| 선거구                      | 이름   | 소속정당       | 관할구역 | 비고                                                                                          |
| --------------------------- | ------ | -------------- | --- | --------------------------------------------------------------------------------------------- |
| 고창군 제1선거구            | 임동규 | 새정치민주연합 | 전라북도 고창군 고창읍, 전라북도 고창군 아산면, 전라북도 고창군 심원면, 전라북도 고창군 흥덕면, 전라북도 고창군 성내면, 전라북도 고창군 신림면, 전라북도 고창군 부안면 |                                                                                               |
| 고창군 제2선거구            | 오균호 | 새정치민주연합 | 전라북도 고창군 고수면, 전라북도 고창군 무장면, 전라북도 고창군 공음면, 전라북도 고창군 상하면, 전라북도 고창군 해리면, 전라북도 고창군 성송면, 전라북도 고창군 대산면 |                                                                                               |
| 군산시 제1선거구            | 문면호 | 새정치민주연합 | 전라북도 군산시 옥구읍, 전라북도 군산시 옥산면, 전라북도 군산시 회현면, 전라북도 군산시 옥도면, 전라북도 군산시 옥서면, 전라북도 군산시 해신동, 전라북도 군산시 소룡동, 전라북도 군산시 미성동 |                                                                                               |
| 군산시 제2선거구            | 김용화 | 새정치민주연합 | 전라북도 군산시 임피면, 전라북도 군산시 서수면, 전라북도 군산시 대야면, 전라북도 군산시 개정면, 전라북도 군산시 성산면, 전라북도 군산시 나포면, 전라북도 군산시 조촌동, 전라북도 군산시 경암동, 전라북도 군산시 구암동, 전라북도 군산시 개정동                                                                                               |                                                                                               |
| 군산시 제3선거구            | 최정태 | 새정치민주연합 | 전라북도 군산시 월명동, 전라북도 군산시 삼학동, 전라북도 군산시 신풍동, 전라북도 군산시 중앙동, 전라북도 군산시 흥남동, 전라북도 군산시 수송동 | 12.02.21 6.4 지방선거 군산시장 출마로 인한 사퇴                                               |
| 군산시 제4선거구            | 이성일 | 새정치민주연합 | 전라북도 군산시 나운1동, 전라북도 군산시 나운2동, 전라북도 군산시 나운3동 |                                                                                               |
| 김제시 제1선거구            | 김현섭 | 새정치민주연합 | 전라북도 김제시 용지면, 전라북도 김제시 백구면, 전라북도 김제시 금구면, 전라북도 김제시 봉남면, 전라북도 김제시 황산면, 전라북도 김제시 금산면, 전라북도 김제시 신풍동, 전라북도 김제시 검산동 |                                                                                               |
| 김제시 제2선거구            | 강병진 | 새정치민주연합 | 전라북도 김제시 만경읍, 전라북도 김제시 죽산면, 전라북도 김제시 부량면, 전라북도 김제시 공덕면, 전라북도 김제시 청하면, 전라북도 김제시 성덕면, 전라북도 김제시 진봉면, 전라북도 김제시 광활면, 전라북도 김제시 백산면, 전라북도 김제시 요촌동, 전라북도 김제시 교월동                                                                       |                                                                                               |
| 남원시 제1선거구            | 이상현 | 새정치민주연합 | 전라북도 남원시 운봉읍, 전라북도 남원시 인월면, 전라북도 남원시 아영면, 전라북도 남원시 산내면, 전라북도 남원시 주천면, 전라북도 남원시 산동면, 전라북도 남원시 이백면, 전라북도 남원시 향교동, 전라북도 남원시 도통동 |                                                                                               |
| 남원시 제2선거구            | 하대식 | 새정치민주연합 | 전라북도 남원시 수지면, 전라북도 남원시 송동면, 전라북도 남원시 주생면, 전라북도 남원시 금지면, 전라북도 남원시 대강면, 전라북도 남원시 대산면, 전라북도 남원시 사매면, 전라북도 남원시 덕과면, 전라북도 남원시 보절면, 전라북도 남원시 동충동, 전라북도 남원시 죽항동, 전라북도 남원시 노암동, 전라북도 남원시 금동, 전라북도 남원시 왕정동 |                                                                                               |
| 무주군 선거구               | 백경태 | 새정치민주연합 | 전라북도 무주군 무주읍, 전라북도 무주군 무풍면, 전라북도 무주군 설천면, 전라북도 무주군 적상면, 전라북도 무주군 안성면, 전라북도 무주군 부남면 |                                                                                               |
| 부안군 제1선거구            | 권익현 | 새정치민주연합 | 전라북도 부안군 부안읍, 전라북도 부안군 주산면, 전라북도 부안군 동진면, 전라북도 부안군 행안면, 전라북도 부안군 백산면 | 14.03.20 6.4 지방선거 부안군수 출마로 인한 사퇴                                               |
| 부안군 제2선거구            | 조병서 | 새정치민주연합 | 전라북도 부안군 계화면, 전라북도 부안군 보안면, 전라북도 부안군 변산면, 전라북도 부안군 진서면, 전라북도 부안군 상서면, 전라북도 부안군 하서면, 전라북도 부안군 줄포면, 전라북도 부안군 위도면 |                                                                                               |
| 순창군 선거구               | 오은미 | 통합진보당     | 전라북도 순창군 순창읍, 전라북도 순창군 인계면, 전라북도 순창군 동계면, 전라북도 순창군 적성면, 전라북도 순창군 유등면, 전라북도 순창군 풍산면, 전라북도 순창군 금과면, 전라북도 순창군 팔덕면, 전라북도 순창군 복흥면, 전라북도 순창군 쌍치면, 전라북도 순창군 구림면                                                                       |                                                                                               |
| 완주군 제1선거구            | 권창환 | 새정치민주연합 | 전라북도 완주군 삼례읍, 전라북도 완주군 상관면, 전라북도 완주군 이서면, 전라북도 완주군 소양면, 전라북도 완주군 구이면 |                                                                                               |
| 완주군 제2선거구            | 소병래 | 새정치민주연합 | 전라북도 완주군 봉동읍, 전라북도 완주군 용진면, 전라북도 완주군 고산면, 전라북도 완주군 비봉면, 전라북도 완주군 운주면, 전라북도 완주군 화산면, 전라북도 완주군 동상면, 전라북도 완주군 경천면 | 14.03.28 6.4 지방선거 완주군수 출마로 인한 사퇴                                               |
| 익산시 제1선거구            | 배승철 | 새정치민주연합 | 전라북도 익산시 오산면, 전라북도 익산시 중앙동, 전라북도 익산시 평화동, 전라북도 익산시 모현동, 전라북도 익산시 송학동, 전라북도 익산시 인화동, 전라북도 익산시 마동 | 12.02.21 6.4 지방선거 익산시장 출마로 인한 사퇴                                               |
| 익산시 제2선거구            | 김영배 | 새정치민주연합 | 전라북도 익산시 함열읍, 전라북도 익산시 황등면, 전라북도 익산시 함라면, 전라북도 익산시 웅포면, 전라북도 익산시 성당면, 전라북도 익산시 용안면, 전라북도 익산시 용동면, 전라북도 익산시 남중동, 전라북도 익산시 신동 |                                                                                               |
| 익산시 제3선거구            | 김상철 | 새정치민주연합 | 전라북도 익산시 낭산면, 전라북도 익산시 망성면, 전라북도 익산시 여산면, 전라북도 익산시 금마면, 전라북도 익산시 왕궁면, 전라북도 익산시 춘포면, 전라북도 익산시 삼기면, 전라북도 익산시 영등2동, 전라북도 익산시 삼성동 |                                                                                               |
| 익산시 제4선거구            | 김병옥 | 새정치민주연합 | 전라북도 익산시 동산동, 전라북도 익산시 영등1동, 전라북도 익산시 어양동, 전라북도 익산시 팔봉동 | 11.07.25 사직                                                                                 |
| 익산시 제4선거구            | 김연근 | 새정치민주연합 | 전라북도 익산시 동산동, 전라북도 익산시 영등1동, 전라북도 익산시 어양동, 전라북도 익산시 팔봉동 | 11.10.26 재·보궐선거 당선                                                                     |
| 임실군 선거구               | 김택성 | 새정치민주연합 | 전라북도 임실군 임실읍, 전라북도 임실군 청웅면, 전라북도 임실군 운암면, 전라북도 임실군 신평면, 전라북도 임실군 성수면, 전라북도 임실군 오수면, 전라북도 임실군 신덕면, 전라북도 임실군 삼계면, 전라북도 임실군 관촌면, 전라북도 임실군 강진면, 전라북도 임실군 덕치면, 전라북도 임실군 지사면                                               | 14.03.20 6.4 지방선거 임실군수 출마로 인한 사퇴                                               |
| 장수군 선거구               | 장영수 | 새정치민주연합 | 전라북도 장수군 장수읍, 전라북도 장수군 산서면, 전라북도 장수군 번암면, 전라북도 장수군 장계면, 전라북도 장수군 천천면, 전라북도 장수군 계남면, 전라북도 장수군 계북면 | 14.03.25 6.4 지방선거 장수군수 출마로 인한 사퇴                                               |
| 전주시 제1선거구            | 유창희 | 새정치민주연합 | 전라북도 전주시 완산구 중앙동, 전라북도 전주시 완산구 풍남동, 전라북도 전주시 완산구 노송동, 전라북도 전주시 완산구 완산동, 전라북도 전주시 완산구 중화산1동, 전라북도 전주시 완산구 중화산2동 | 12.01.11 19대 총선 전주시 완산구 갑 선거구 출마로 인한 사퇴                                   |
| 전주시 제1선거구            | 신치범 | 새정치민주연합 | 전라북도 전주시 완산구 중앙동, 전라북도 전주시 완산구 풍남동, 전라북도 전주시 완산구 노송동, 전라북도 전주시 완산구 완산동, 전라북도 전주시 완산구 중화산1동, 전라북도 전주시 완산구 중화산2동 | 12.04.11 재·보궐선거 당선                                                                     |
| 전주시 제2선거구            | 김광수 | 새정치민주연합 | 전라북도 전주시 완산구 동서학동, 전라북도 전주시 완산구 서서학동, 전라북도 전주시 완산구 평화1동, 전라북도 전주시 완산구 평화2동 |                                                                                               |
| 전주시 제3선거구            | 조계철 | 새정치민주연합 | 전라북도 전주시 완산구 삼천1동, 전라북도 전주시 완산구 삼천2동, 전라북도 전주시 완산구 삼천3동 |                                                                                               |
| 전주시 제4선거구            | 김호서 | 새정치민주연합 | 전라북도 전주시 완산구 서신동 | 12.01.11 19대 총선 전주시 완산구 을 선거구 출마로 인한 사퇴                                   |
| 전주시 제4선거구            | 강영수 | 새정치민주연합 | 전라북도 전주시 완산구 서신동 | 12.04.11 재·보궐선거 당선                                                                     |
| 전주시 제5선거구            | 조형철 | 새정치민주연합 | 전라북도 전주시 완산구 효자1동, 전라북도 전주시 완산구 효자2동, 전라북도 전주시 완산구 효자3동, 전라북도 전주시 완산구 효자4동 |                                                                                               |
| 전주시 제6선거구            | 최진호 | 새정치민주연합 | 전라북도 전주시 덕진구 진북동, 전라북도 전주시 덕진구 인후1동, 전라북도 전주시 덕진구 인후2동, 전라북도 전주시 덕진구 금암1동, 전라북도 전주시 덕진구 금암2동 |                                                                                               |
| 전주시 제7선거구            | 김종철 | 새정치민주연합 | 전라북도 전주시 덕진구 인후3동, 전라북도 전주시 덕진구 우아1동, 전라북도 전주시 덕진구 우아2동 |                                                                                               |
| 전주시 제8선거구            | 김성주 | 새정치민주연합 | 전라북도 전주시 덕진구 덕진동, 전라북도 전주시 덕진구 호성동, 전라북도 전주시 덕진구 송천1동 | 12.01.10 19대 총선 전주시 덕진구 선거구 출마로 인한 사퇴                                      |
| 전주시 제8선거구            | 양용모 | 새정치민주연합 | 전라북도 전주시 덕진구 덕진동, 전라북도 전주시 덕진구 호성동, 전라북도 전주시 덕진구 송천1동 | 12.04.11 재·보궐선거 당선                                                                     |
| 전주시 제9선거구            | 유영국 | 새정치민주연합 | 전라북도 전주시 덕진구 송천2동, 전라북도 전주시 덕진구 조촌동, 전라북도 전주시 덕진구 동산동 | 11.01.18 별세                                                                                 |
| 전주시 제9선거구            | 김종담 | 새정치민주연합 | 전라북도 전주시 덕진구 송천2동, 전라북도 전주시 덕진구 조촌동, 전라북도 전주시 덕진구 동산동 | 11.04.27 재·보궐선거 당선                                                                     |
| 정읍시 제1선거구            | 고영규 | 새정치민주연합 | 전라북도 정읍시 신태인읍, 전라북도 정읍시 북면, 전라북도 정읍시 입암면, 전라북도 정읍시 소성면, 전라북도 정읍시 고부면, 전라북도 정읍시 영원면, 전라북도 정읍시 덕천면, 전라북도 정읍시 이평면, 전라북도 정읍시 정우면, 전라북도 정읍시 감곡면, 전라북도 정읍시 연지동, 전라북도 정읍시 농소동                                               |                                                                                               |
| 정읍시 제2선거구            | 김대중 | 새정치민주연합 | 전라북도 정읍시 태인면, 전라북도 정읍시 옹동면, 전라북도 정읍시 칠보면, 전라북도 정읍시 산내면, 전라북도 정읍시 산외면, 전라북도 정읍시 수성동, 전라북도 정읍시 장명동, 전라북도 정읍시 내장상동, 전라북도 정읍시 시기동, 전라북도 정읍시 초산동, 전라북도 정읍시 상교동                                                                     |                                                                                               |
| 진안군 선거구               | 김대섭 | 새정치민주연합 | 전라북도 진안군 진안읍, 전라북도 진안군 용담면, 전라북도 진안군 안천면, 전라북도 진안군 동향면, 전라북도 진안군 상전면, 전라북도 진안군 백운면, 전라북도 진안군 성수면, 전라북도 진안군 마령면, 전라북도 진안군 부귀면, 전라북도 진안군 정천면, 전라북도 진안군 주천면                                                                       |                                                                                               |
| 전라북도 비례대표           | 이계숙 | 새누리당       | 전라북도 일원 |                                                                                               |
| 전라북도 비례대표           | 노석만 | 새정치민주연합 | 전라북도 일원 |                                                                                               |
| 전라북도 비례대표           | 정진숙 | 새정치민주연합 | 전라북도 일원 |                                                                                               |
| 전라북도 비례대표           | 이현주 | 무소속         | 전라북도 일원 | 14.04.18 통합진보당 탈당 14.04.18 6.4 지방선거 전라북도의원 군산시 제3선거구 출마로 인한 사퇴 |
| 전라북도 교육의원 제1선거구 | 최남렬 | 무소속         | 전라북도 전주시 완산구, 전라북도 완주군 |                                                                                               |
| 전라북도 교육의원 제2선거구 | 유기태 | 무소속         | 전라북도 전주시 덕진구, 전라북도 익산시 |                                                                                               |
| 전라북도 교육의원 제3선거구 | 박용성 | 무소속         | 전라북도 군산시, 전라북도 김제시 |                                                                                               |
| 전라북도 교육의원 제4선거구 | 김규령 | 무소속         | 전라북도 정읍시, 전라북도 고창군, 전라북도 부안군 |                                                                                               |
| 전라북도 교육의원 제5선거구 | 김정호 | 무소속         | 전라북도 남원시, 전라북도 진안군, 전라북도 무주군, 전라북도 장수군, 전라북도 임실군, 전라북도 순창군 |                                                                                               |

### 전라남도
| 선거구                      | 이름   | 소속정당       | 관할구역 | 비고                                                                      |
| --------------------------- | ------ | -------------- | --- | ------------------------------------------------------------------------- |
| 강진군 제1선거구            | 곽영체 | 새정치민주연합 | 전라남도 강진군 강진읍, 전라남도 강진군 도암면, 전라남도 강진군 신전면, 전라남도 강진군 성전면 |                                                                           |
| 강진군 제2선거구            | 윤도현 | 새정치민주연합 | 전라남도 강진군 군동면, 전라남도 강진군 칠량면, 전라남도 강진군 대구면, 전라남도 강진군 마량면, 전라남도 강진군 작천면, 전라남도 강진군 병영면, 전라남도 강진군 옴천면                                                                                               |                                                                           |
| 고흥군 제1선거구            | 송형곤 | 새정치민주연합 | 전라남도 고흥군 고흥읍, 전라남도 고흥군 점암면, 전라남도 고흥군 영남면, 전라남도 고흥군 과역면, 전라남도 고흥군 남양면, 전라남도 고흥군 동강면, 전라남도 고흥군 대서면, 전라남도 고흥군 두원면                                                                       |                                                                           |
| 고흥군 제2선거구            | 함채규 | 새정치민주연합 | 전라남도 고흥군 도양읍, 전라남도 고흥군 풍양면, 전라남도 고흥군 도덕면, 전라남도 고흥군 금산면, 전라남도 고흥군 도화면, 전라남도 고흥군 포두면, 전라남도 고흥군 봉래면, 전라남도 고흥군 동일면                                                                       |                                                                           |
| 곡성군 선거구               | 정환대 | 새정치민주연합 | 전라남도 곡성군 곡성읍, 전라남도 곡성군 오곡면, 전라남도 곡성군 삼기면, 전라남도 곡성군 석곡면, 전라남도 곡성군 목사동면, 전라남도 곡성군 죽곡면, 전라남도 곡성군 고달면, 전라남도 곡성군 옥과면, 전라남도 곡성군 입면, 전라남도 곡성군 겸면, 전라남도 곡성군 오산면 |                                                                           |
| 광양시 제1선거구            | 이용재 | 새정치민주연합 | 전라남도 광양시 광양읍, 전라남도 광양시 봉강면, 전라남도 광양시 옥룡면 |                                                                           |
| 광양시 제2선거구            | 서옥기 | 새정치민주연합 | 전라남도 광양시 골약동, 전라남도 광양시 중마동 |                                                                           |
| 광양시 제3선거구            | 김재무 | 새정치민주연합 | 전라남도 광양시 옥곡면, 전라남도 광양시 진상면, 전라남도 광양시 진월면, 전라남도 광양시 다압면, 전라남도 광양시 광영동, 전라남도 광양시 태인동, 전라남도 광양시 금호동                                                                                               | 14.03.21 6.4 지방선거 광양시장 출마로 인한 사퇴                           |
| 구례군 선거구               | 정정섭 | 무소속         | 전라남도 구례군 구례읍, 전라남도 구례군 문척면, 전라남도 구례군 간전면, 전라남도 구례군 토지면, 전라남도 구례군 마산면, 전라남도 구례군 광의면, 전라남도 구례군 용방면, 전라남도 구례군 산동면                                                                       | 14.03.23 6.4 지방선거 구례군수 출마로 인한 사퇴                           |
| 나주시 제1선거구            | 이기병 | 새정치민주연합 | 전라남도 나주시 남평읍, 전라남도 나주시 다시면, 전라남도 나주시 문평면, 전라남도 나주시 노안면, 전라남도 나주시 금천면, 전라남도 나주시 산포면, 전라남도 나주시 송월동, 전라남도 나주시 금남동, 전라남도 나주시 성북동, 전라남도 나주시 빛가람동                     |                                                                           |
| 나주시 제2선거구            | 김옥기 | 무소속         | 전라남도 나주시 세지면, 전라남도 나주시 왕곡면, 전라남도 나주시 반남면, 전라남도 나주시 공산면, 전라남도 나주시 동강면, 전라남도 나주시 다도면, 전라남도 나주시 봉황면, 전라남도 나주시 영강동, 전라남도 나주시 영산동, 전라남도 나주시 이창동                       |                                                                           |
| 담양군 제1선거구            | 박철홍 | 새정치민주연합 | 전라남도 담양군 담양읍, 전라남도 담양군 무정면, 전라남도 담양군 금성면, 전라남도 담양군 용면, 전라남도 담양군 월산면 |                                                                           |
| 담양군 제2선거구            | 김동주 | 새정치민주연합 | 전라남도 담양군 봉산면, 전라남도 담양군 고서면, 전라남도 담양군 남면, 전라남도 담양군 창평면, 전라남도 담양군 대덕면, 전라남도 담양군 수북면, 전라남도 담양군 대전면                                                                                                 |                                                                           |
| 목포시 제1선거구            | 강성휘 | 새정치민주연합 | 전라남도 목포시 연산동, 전라남도 목포시 원산동, 전라남도 목포시 용해동, 전라남도 목포시 상동 |                                                                           |
| 목포시 제2선거구            | 권욱   | 새정치민주연합 | 전라남도 목포시 산정동, 전라남도 목포시 대성동, 전라남도 목포시 목원동, 전라남도 목포시 동명동, 전라남도 목포시 만호동, 전라남도 목포시 유달동, 전라남도 목포시 죽교동, 전라남도 목포시 북항동                                                                       |                                                                           |
| 목포시 제3선거구            | 이호균 | 새정치민주연합 | 전라남도 목포시 용당1동, 전라남도 목포시 용당2동, 전라남도 목포시 연동, 전라남도 목포시 삼학동, 전라남도 목포시 이로동, 전라남도 목포시 하당동 |                                                                           |
| 목포시 제4선거구            | 김탁   | 새정치민주연합 | 전라남도 목포시 신흥동, 전라남도 목포시 삼향동, 전라남도 목포시 옥암동, 전라남도 목포시 부흥동, 전라남도 목포시 부주동 |                                                                           |
| 무안군 제1선거구            | 양영복 | 새정치민주연합 | 전라남도 무안군 무안읍, 전라남도 무안군 현경면, 전라남도 무안군 망운면, 전라남도 무안군 해제면, 전라남도 무안군 운남면 |                                                                           |
| 무안군 제2선거구            | 정영덕 | 새정치민주연합 | 전라남도 무안군 일로읍, 전라남도 무안군 삼향읍, 전라남도 무안군 몽탄면, 전라남도 무안군 청계면 |                                                                           |
| 보성군 제1선거구            | 이정민 | 통합진보당     | 전라남도 보성군 보성읍, 전라남도 보성군 노동면, 전라남도 보성군 미력면, 전라남도 보성군 득량면, 전라남도 보성군 회천면, 전라남도 보성군 웅치면 |                                                                           |
| 보성군 제2선거구            | 임명규 | 새정치민주연합 | 전라남도 보성군 벌교읍, 전라남도 보성군 겸백면, 전라남도 보성군 율어면, 전라남도 보성군 복내면, 전라남도 보성군 문덕면, 전라남도 보성군 조성면 |                                                                           |
| 순천시 제1선거구            | 정영식 | 새정치민주연합 | 전라남도 순천시 송광면, 전라남도 순천시 외서면, 전라남도 순천시 낙안면, 전라남도 순천시 별량면, 전라남도 순천시 상사면, 전라남도 순천시 해룡면, 전라남도 순천시 도사동                                                                                               |                                                                           |
| 순천시 제2선거구            | 박동수 | 새정치민주연합 | 전라남도 순천시 향동, 전라남도 순천시 매곡동, 전라남도 순천시 풍덕동, 전라남도 순천시 남제동, 전라남도 순천시 저전동, 전라남도 순천시 장천동, 전라남도 순천시 중앙동                                                                                                 |                                                                           |
| 순천시 제3선거구            | 서동욱 | 새정치민주연합 | 전라남도 순천시 조곡동, 전라남도 순천시 덕연동 |                                                                           |
| 순천시 제4선거구            | 기도서 | 새정치민주연합 | 전라남도 순천시 왕조1동, 전라남도 순천시 왕조2동 | 14.03.10 6.4 지방선거 순천시장 출마로 인한 사퇴                           |
| 순천시 제5선거구            | 허강숙 | 새정치민주연합 | 전라남도 순천시 승주읍, 전라남도 순천시 주암면, 전라남도 순천시 서면, 전라남도 순천시 황전면, 전라남도 순천시 월등면, 전라남도 순천시 삼산동 |                                                                           |
| 신안군 제1선거구            | 임흥빈 | 새정치민주연합 | 전라남도 신안군 지도읍, 전라남도 신안군 압해읍, 전라남도 신안군 증도면, 전라남도 신안군 임자면, 전라남도 신안군 자은면, 전라남도 신안군 암태면 |                                                                           |
| 신안군 제2선거구            | 박충기 | 새정치민주연합 | 전라남도 신안군 비금면, 전라남도 신안군 도초면, 전라남도 신안군 흑산면, 전라남도 신안군 하의면, 전라남도 신안군 신의면, 전라남도 신안군 장산면, 전라남도 신안군 안좌면, 전라남도 신안군 팔금면                                                                       |                                                                           |
| 여수시 제1선거구            | 이광일 | 새정치민주연합 | 전라남도 여수시 돌산읍, 전라남도 여수시 남면, 전라남도 여수시 삼산면, 전라남도 여수시 대교동, 전라남도 여수시 국동, 전라남도 여수시 월호동 |                                                                           |
| 여수시 제2선거구            | 송대수 | 새정치민주연합 | 전라남도 여수시 여서동, 전라남도 여수시 문수동 | 14.03.10 6.4 지방선거 여수시장 출마로 인한 사퇴                           |
| 여수시 제3선거구            | 성해석 | 새정치민주연합 | 전라남도 여수시 동문동, 전라남도 여수시 한려동, 전라남도 여수시 중앙동, 전라남도 여수시 충무동, 전라남도 여수시 광림동, 전라남도 여수시 서강동 | 11.11.29 의원직 상실                                                      |
| 여수시 제3선거구            | 서정한 | 새정치민주연합 | 전라남도 여수시 동문동, 전라남도 여수시 한려동, 전라남도 여수시 중앙동, 전라남도 여수시 충무동, 전라남도 여수시 광림동, 전라남도 여수시 서강동 | 12.04.11 재·보궐선거 당선                                                 |
| 여수시 제4선거구            | 정빈근 | 새정치민주연합 | 전라남도 여수시 소라면, 전라남도 여수시 율촌면, 전라남도 여수시 화양면, 전라남도 여수시 화정면, 전라남도 여수시 여천동 | 11.11.29 의원직 상실                                                      |
| 여수시 제4선거구            | 김상배 | 새정치민주연합 | 전라남도 여수시 소라면, 전라남도 여수시 율촌면, 전라남도 여수시 화양면, 전라남도 여수시 화정면, 전라남도 여수시 여천동 | 12.04.11 재·보궐선거 당선                                                 |
| 여수시 제5선거구            | 서현곤 | 새정치민주연합 | 전라남도 여수시 쌍봉동, 전라남도 여수시 주삼동, 전라남도 여수시 삼일동, 전라남도 여수시 묘도동 | 11.11.29 의원직 상실                                                      |
| 여수시 제5선거구            | 김민곤 | 새정치민주연합 | 전라남도 여수시 쌍봉동, 전라남도 여수시 주삼동, 전라남도 여수시 삼일동, 전라남도 여수시 묘도동 | 12.04.11 재·보궐선거 당선                                                 |
| 여수시 제6선거구            | 최철훈 | 새정치민주연합 | 전라남도 여수시 미평동, 전라남도 여수시 둔덕동, 전라남도 여수시 만덕동, 전라남도 여수시 시전동 | 11.11.29 의원직 상실                                                      |
| 여수시 제6선거구            | 천중근 | 새정치민주연합 | 전라남도 여수시 미평동, 전라남도 여수시 둔덕동, 전라남도 여수시 만덕동, 전라남도 여수시 시전동 | 12.04.11 재·보궐선거 당선                                                 |
| 영광군 제1선거구            | 이동권 | 새정치민주연합 | 전라남도 영광군 영광읍, 전라남도 영광군 대마면, 전라남도 영광군 묘량면, 전라남도 영광군 불갑면, 전라남도 영광군 군서면, 전라남도 영광군 군남면 |                                                                           |
| 영광군 제2선거구            | 이장석 | 새정치민주연합 | 전라남도 영광군 백수읍, 전라남도 영광군 홍농읍, 전라남도 영광군 염산면, 전라남도 영광군 법성면, 전라남도 영광군 낙월면 |                                                                           |
| 영암군 제1선거구            | 손태열 | 새정치민주연합 | 전라남도 영암군 영암읍, 전라남도 영암군 덕진면, 전라남도 영암군 금정면, 전라남도 영암군 신북면, 전라남도 영암군 시종면, 전라남도 영암군 도포면 |                                                                           |
| 영암군 제2선거구            | 강우석 | 새정치민주연합 | 전라남도 영암군 삼호읍, 전라남도 영암군 군서면, 전라남도 영암군 서호면, 전라남도 영암군 학산면, 전라남도 영암군 미암면 |                                                                           |
| 완도군 제1선거구            | 서정창 | 새정치민주연합 | 전라남도 완도군 완도읍, 전라남도 완도군 노화읍, 전라남도 완도군 소안면, 전라남도 완도군 보길면 |                                                                           |
| 완도군 제2선거구            | 송주호 | 새정치민주연합 | 전라남도 완도군 금일읍, 전라남도 완도군 군외면, 전라남도 완도군 신지면, 전라남도 완도군 고금면, 전라남도 완도군 약산면, 전라남도 완도군 청산면, 전라남도 완도군 금당면, 전라남도 완도군 생일면                                                                       | 14.03.23 6.4 지방선거 완도군수 출마로 인한 사퇴                           |
| 장성군 제1선거구            | 윤시석 | 새정치민주연합 | 전라남도 장성군 장성읍, 전라남도 장성군 서삼면, 전라남도 장성군 북일면, 전라남도 장성군 북이면, 전라남도 장성군 북하면 |                                                                           |
| 장성군 제2선거구            | 김한종 | 새정치민주연합 | 전라남도 장성군 진원면, 전라남도 장성군 남면, 전라남도 장성군 동화면, 전라남도 장성군 삼서면, 전라남도 장성군 삼계면, 전라남도 장성군 황룡면 | 11.05.04 당선 무효                                                        |
| 장성군 제2선거구            | 이준호 | 새정치민주연합 | 전라남도 장성군 진원면, 전라남도 장성군 남면, 전라남도 장성군 동화면, 전라남도 장성군 삼서면, 전라남도 장성군 삼계면, 전라남도 장성군 황룡면 | 11.10.26 재·보궐선거 당선                                                 |
| 장흥군 제1선거구            | 최경석 | 무소속         | 전라남도 장흥군 장흥읍, 전라남도 장흥군 장동면, 전라남도 장흥군 장평면, 전라남도 장흥군 유치면, 전라남도 장흥군 부산면 | 14.03.23 6.4 지방선거 장흥군수 출마로 인한 사퇴                           |
| 장흥군 제2선거구            | 정우태 | 통합진보당     | 전라남도 장흥군 관산읍, 전라남도 장흥군 대덕읍, 전라남도 장흥군 용산면, 전라남도 장흥군 안양면, 전라남도 장흥군 회진면 |                                                                           |
| 진도군 선거구               | 장일   | 새정치민주연합 | 전라남도 진도군 진도읍, 전라남도 진도군 군내면, 전라남도 진도군 고군면, 전라남도 진도군 의신면, 전라남도 진도군 임회면, 전라남도 진도군 지산면, 전라남도 진도군 조도면                                                                                               |                                                                           |
| 함평군 제1선거구            | 박동주 | 무소속         | 전라남도 함평군 함평읍, 전라남도 함평군 손불면, 전라남도 함평군 신광면, 전라남도 함평군 엄다면 | 11.09.29 당선 무효                                                        |
| 함평군 제1선거구            | 옥부호 | 새정치민주연합 | 전라남도 함평군 함평읍, 전라남도 함평군 손불면, 전라남도 함평군 신광면, 전라남도 함평군 엄다면 | 11.10.26 재·보궐선거 당선                                                 |
| 함평군 제2선거구            | 노종석 | 새정치민주연합 | 전라남도 함평군 학교면, 전라남도 함평군 대동면, 전라남도 함평군 나산면, 전라남도 함평군 해보면, 전라남도 함평군 월야면 |                                                                           |
| 해남군 제1선거구            | 명현관 | 새정치민주연합 | 전라남도 해남군 해남읍, 전라남도 해남군 마산면, 전라남도 해남군 황산면, 전라남도 해남군 산이면, 전라남도 해남군 문내면, 전라남도 해남군 화원면 |                                                                           |
| 해남군 제2선거구            | 김효남 | 새정치민주연합 | 전라남도 해남군 삼산면, 전라남도 해남군 화산면, 전라남도 해남군 현산면, 전라남도 해남군 송지면, 전라남도 해남군 북평면, 전라남도 해남군 북일면, 전라남도 해남군 옥천면, 전라남도 해남군 계곡면                                                                       |                                                                           |
| 화순군 제1선거구            | 양경수 | 새정치민주연합 | 전라남도 화순군 화순읍, 전라남도 화순군 도곡면, 전라남도 화순군 도암면, 전라남도 화순군 이서면, 전라남도 화순군 북면 |                                                                           |
| 화순군 제2선거구            | 홍이식 | 새정치민주연합 | 전라남도 화순군 한천면, 전라남도 화순군 춘양면, 전라남도 화순군 청풍면, 전라남도 화순군 이양면, 전라남도 화순군 능주면, 전라남도 화순군 동복면, 전라남도 화순군 남면, 전라남도 화순군 동면                                                                           | 11.03.28 화순군수 재선거 출마로 인한 사퇴                                 |
| 화순군 제2선거구            | 구복규 | 무소속         | 전라남도 화순군 한천면, 전라남도 화순군 춘양면, 전라남도 화순군 청풍면, 전라남도 화순군 이양면, 전라남도 화순군 능주면, 전라남도 화순군 동복면, 전라남도 화순군 남면, 전라남도 화순군 동면                                                                           | 11.04.27 재·보궐선거 당선 14.03.25 6.4 지방선거 화순군수 출마로 인한 사퇴 |
| 전라남도 비례대표           | 김인숙 | 새누리당       | 전라남도 일원 |                                                                           |
| 전라남도 비례대표           | 김소영 | 새정치민주연합 | 전라남도 일원 |                                                                           |
| 전라남도 비례대표           | 유근기 | 새정치민주연합 | 전라남도 일원 | 14.03.23 6.4 지방선거 곡성군수 출마로 인한 사퇴                           |
| 전라남도 비례대표           | 조재근 | 새정치민주연합 | 전라남도 일원 |                                                                           |
| 전라남도 비례대표           | 한승주 | 새정치민주연합 | 전라남도 일원 | 14.03.23 6.4 지방선거 진도군의원 진도군 가선거구 출마로 인한 사퇴         |
| 전라남도 비례대표           | 유현주 | 통합진보당     | 전라남도 일원 | 12.01.12 19대 총선 광양시·구례군 선거구 출마로 인한 사퇴                  |
| 전라남도 비례대표           | 안주용 | 통합진보당     | 전라남도 일원 | 12.01.30 의원직 승계                                                      |
| 전라남도 교육의원 제1선거구 | 박병학 | 무소속         | 전라남도 목포시, 전라남도 완도군, 전라남도 해남군, 전라남도 진도군, 전라남도 신안군 |                                                                           |
| 전라남도 교육의원 제2선거구 | 윤문칠 | 무소속         | 전라남도 여수시 | 14.04.07 6.4 지방선거 전라남도의원 여수시 제1선거구 출마로 인한 사퇴      |
| 전라남도 교육의원 제3선거구 | 김동철 | 무소속         | 전라남도 순천시, 전라남도 고흥군, 전라남도 보성군 |                                                                           |
| 전라남도 교육의원 제4선거구 | 나승옥 | 무소속         | 전라남도 나주시, 전라남도 장흥군, 전라남도 강진군, 전라남도 영암군, 전라남도 무안군, 전라남도 영광군, 전라남도 함평군 |                                                                           |
| 전라남도 교육의원 제5선거구 | 배병채 | 무소속         | 전라남도 광양시, 전라남도 장성군, 전라남도 담양군, 전라남도 곡성군, 전라남도 구례군, 전라남도 화순군 | 14.04.07 6.4 지방선거 곡성군수 출마로 인한 사퇴                           |

### 경상북도
| 선거구                      | 이름   | 소속정당       | 관할구역 | 비고                                                                 |
| --------------------------- | ------ | -------------- | --- | -------------------------------------------------------------------- |
| 경산시 제1선거구            | 김영식 | 새누리당       | 경상북도 경산시 서부1동, 경상북도 경산시 서부2동, 경상북도 경산시 북부동, 경상북도 경산시 중방동 |                                                                      |
| 경산시 제2선거구            | 황상조 | 무소속         | 경상북도 경산시 하양읍, 경상북도 경산시 진량읍, 경상북도 경산시 와촌면, 경상북도 경산시 압량면 | 13.04.24 경산시장 보궐선거 출마로 인한 사퇴                          |
| 경산시 제2선거구            | 배한철 | 새누리당       | 경상북도 경산시 하양읍, 경상북도 경산시 진량읍, 경상북도 경산시 와촌면, 경상북도 경산시 압량면 | 13.04.24 재·보궐선거 당선                                            |
| 경산시 제3선거구            | 윤성규 | 새누리당       | 경상북도 경산시 남천면, 경상북도 경산시 자인면, 경상북도 경산시 용성면, 경상북도 경산시 남산면, 경상북도 경산시 남부동, 경상북도 경산시 중앙동, 경상북도 경산시 동부동 |                                                                      |
| 경주시 제1선거구            | 박병훈 | 새누리당       | 경상북도 경주시 중부동, 경상북도 경주시 성건동, 경상북도 경주시 용강동, 경상북도 경주시 황성동 | 14.02.17 6.4 지방선거 경주시장 선거 출마로 인한 사퇴                 |
| 경주시 제2선거구            | 이상효 | 새누리당       | 경상북도 경주시 감포읍, 경상북도 경주시 외동읍, 경상북도 경주시 양북면, 경상북도 경주시 양남면, 경상북도 경주시 동천동, 경상북도 경주시 불국동, 경상북도 경주시 보덕동 |                                                                      |
| 경주시 제3선거구            | 최학철 | 무소속         | 경상북도 경주시 안강읍, 경상북도 경주시 현곡면, 경상북도 경주시 강동면, 경상북도 경주시 천북면 | 14.03.05 6.4 지방선거 경주시장 선거 출마로 인한 사퇴                 |
| 경주시 제4선거구            | 이달   | 무소속         | 경상북도 경주시 건천읍, 경상북도 경주시 내남면, 경상북도 경주시 산내면, 경상북도 경주시 서면, 경상북도 경주시 황오동, 경상북도 경주시 월성동, 경상북도 경주시 선도동, 경상북도 경주시 황남동 |                                                                      |
| 고령군 선거구               | 곽광섭 | 새누리당       | 경상북도 고령군 고령읍, 경상북도 고령군 덕곡면, 경상북도 고령군 운수면, 경상북도 고령군 성산면, 경상북도 고령군 다산면, 경상북도 고령군 개진면, 경상북도 고령군 우곡면, 경상북도 고령군 쌍림면 |                                                                      |
| 구미시 제1선거구            | 전인철 | 무소속         | 경상북도 구미시 도량동, 경상북도 구미시 선주·원남동 | 11.12.30 19대 총선 구미시 갑 선거구 출마로 인한 사퇴                 |
| 구미시 제1선거구            | 이태식 | 새누리당       | 경상북도 구미시 도량동, 경상북도 구미시 선주·원남동 | 12.04.11 재·보궐선거 당선                                            |
| 구미시 제2선거구            | 윤창욱 | 새누리당       | 경상북도 구미시 송정동, 경상북도 구미시 원평1동, 경상북도 구미시 원평2동, 경상북도 구미시 지산동, 경상북도 구미시 형곡1동, 경상북도 구미시 형곡2동 |                                                                      |
| 구미시 제3선거구            | 구자근 | 새누리당       | 경상북도 구미시 공단1동, 경상북도 구미시 공단2동, 경상북도 구미시 광평동, 경상북도 구미시 상모·사곡동, 경상북도 구미시 임오동, 경상북도 구미시 신평1동, 경상북도 구미시 신평2동, 경상북도 구미시 비산동 |                                                                      |
| 구미시 제4선거구            | 장영석 | 새누리당       | 경상북도 구미시 인동동, 경상북도 구미시 진미동 |                                                                      |
| 구미시 제5선거구            | 변우정 | 새누리당       | 경상북도 구미시 도개면, 경상북도 구미시 해평면, 경상북도 구미시 산동면, 경상북도 구미시 장천면, 경상북도 구미시 양포동 |                                                                      |
| 구미시 제6선거구            | 김대호 | 무소속         | 경상북도 구미시 선산읍, 경상북도 구미시 고아읍, 경상북도 구미시 무을면, 경상북도 구미시 옥성면 | 11.12.30 19대 총선 구미시 을 선거구 출마로 인한 사퇴                 |
| 구미시 제6선거구            | 김봉교 | 새누리당       | 경상북도 구미시 선산읍, 경상북도 구미시 고아읍, 경상북도 구미시 무을면, 경상북도 구미시 옥성면 | 12.04.11 재·보궐선거 당선                                            |
| 군위군 선거구               | 홍진규 | 새누리당       | 경상북도 군위군 군위읍, 경상북도 군위군 소보면, 경상북도 군위군 효령면, 경상북도 군위군 부계면, 경상북도 군위군 우보면, 경상북도 군위군 의흥면, 경상북도 군위군 산성면, 경상북도 군위군 고로면 |                                                                      |
| 김천시 제1선거구            | 나기보 | 새누리당       | 경상북도 김천시 아포읍, 경상북도 김천시 농소면, 경상북도 김천시 남면, 경상북도 김천시 개령면, 경상북도 김천시 감문면, 경상북도 김천시 어모면, 경상북도 김천시 자산동, 경상북도 김천시 대신동, 경상북도 김천시 지좌동, 경상북도 김천시 율곡동                                                                           |                                                                      |
| 김천시 제2선거구            | 배수향 | 새누리당       | 경상북도 김천시 봉산면, 경상북도 김천시 대항면, 경상북도 김천시 감천면, 경상북도 김천시 조마면, 경상북도 김천시 구성면, 경상북도 김천시 지례면, 경상북도 김천시 부항면, 경상북도 김천시 대덕면, 경상북도 김천시 증산면, 경상북도 김천시 평화남산동, 경상북도 김천시 양금동, 경상북도 김천시 대곡동                     |                                                                      |
| 문경시 제1선거구            | 이시하 | 새누리당       | 경상북도 문경시 문경읍, 경상북도 문경시 가은읍, 경상북도 문경시 마성면, 경상북도 문경시 농암면, 경상북도 문경시 점촌2동, 경상북도 문경시 점촌4동, 경상북도 문경시 점촌5동 |                                                                      |
| 문경시 제2선거구            | 고우현 | 새누리당       | 경상북도 문경시 영순면, 경상북도 문경시 산양면, 경상북도 문경시 호계면, 경상북도 문경시 산북면, 경상북도 문경시 동로면, 경상북도 문경시 점촌1동, 경상북도 문경시 점촌3동 |                                                                      |
| 봉화군 선거구               | 권영만 | 새누리당       | 경상북도 봉화군 봉화읍, 경상북도 봉화군 물야면, 경상북도 봉화군 봉성면, 경상북도 봉화군 법전면, 경상북도 봉화군 춘양면, 경상북도 봉화군 소천면, 경상북도 봉화군 석포면, 경상북도 봉화군 재산면, 경상북도 봉화군 명호면, 경상북도 봉화군 상운면                                                                         |                                                                      |
| 상주시 제1선거구            | 한재석 | 새누리당       | 경상북도 상주시 함창읍, 경상북도 상주시 사벌면, 경상북도 상주시 중동면, 경상북도 상주시 낙동면, 경상북도 상주시 외서면, 경상북도 상주시 은척면, 경상북도 상주시 공검면, 경상북도 상주시 이안면, 경상북도 상주시 북문동, 경상북도 상주시 계림동, 경상북도 상주시 동문동                                                 |                                                                      |
| 상주시 제2선거구            | 강영석 | 새누리당       | 경상북도 상주시 청리면, 경상북도 상주시 공성면, 경상북도 상주시 외남면, 경상북도 상주시 내서면, 경상북도 상주시 모동면, 경상북도 상주시 모서면, 경상북도 상주시 화동면, 경상북도 상주시 화서면, 경상북도 상주시 화북면, 경상북도 상주시 화남면, 경상북도 상주시 남원동, 경상북도 상주시 동성동, 경상북도 상주시 신흥동 |                                                                      |
| 성주군 제1선거구            | 정영길 | 새누리당       | 경상북도 성주군 성주읍,경상북도 성주군 선남면,경상북도 성주군 월항면 |                                                                      |
| 성주군 제2선거구            | 박기진 | 새누리당       | 경상북도 성주군 용암면, 경상북도 성주군 수륜면, 경상북도 성주군 가천면, 경상북도 성주군 금수면, 경상북도 성주군 대가면, 경상북도 성주군 벽진면, 경상북도 성주군 초전면 |                                                                      |
| 안동시 제1선거구            | 이영식 | 새누리당       | 경상북도 안동시 풍산읍, 경상북도 안동시 북후면, 경상북도 안동시 서후면, 경상북도 안동시 풍천면, 경상북도 안동시 일직면, 경상북도 안동시 남후면, 경상북도 안동시 태화동, 경상북도 안동시 평화동, 경상북도 안동시 안기동, 경상북도 안동시 옥동, 경상북도 안동시 송하동                                                   |                                                                      |
| 안동시 제2선거구            | 김명호 | 새누리당       | 경상북도 안동시 와룡면, 경상북도 안동시 남선면, 경상북도 안동시 임하면, 경상북도 안동시 길안면, 경상북도 안동시 임동면, 경상북도 안동시 예안면, 경상북도 안동시 도산면, 경상북도 안동시 녹전면, 경상북도 안동시 중구동, 경상북도 안동시 명륜동, 경상북도 안동시 용상동, 경상북도 안동시 서구동, 경상북도 안동시 강남동 |                                                                      |
| 영덕군 제1선거구            | 김기홍 | 새누리당       | 경상북도 영덕군 영덕읍, 경상북도 영덕군 강구면, 경상북도 영덕군 남정면, 경상북도 영덕군 달산면 |                                                                      |
| 영덕군 제2선거구            | 박진현 | 새누리당       | 경상북도 영덕군 지품면, 경상북도 영덕군 축산면, 경상북도 영덕군 영해면, 경상북도 영덕군 병곡면, 경상북도 영덕군 창수면 |                                                                      |
| 영양군 선거구               | 이상용 | 새누리당       | 경상북도 영양군 영양읍, 경상북도 영양군 입암면, 경상북도 영양군 청기면, 경상북도 영양군 일월면, 경상북도 영양군 수비면, 경상북도 영양군 석보면 | 14.03.20 6.4 지방선거 영양군수 선거 출마로 인한 사퇴                 |
| 영주시 제1선거구            | 김종천 | 새누리당       | 경상북도 영주시 풍기읍, 경상북도 영주시 순흥면, 경상북도 영주시 단산면, 경상북도 영주시 부석면, 경상북도 영주시 상망동, 경상북도 영주시 하망동, 경상북도 영주시 영주1동, 경상북도 영주시 영주2동, 경상북도 영주시 가흥2동                                                                                              |                                                                      |
| 영주시 제2선거구            | 박성만 | 무소속         | 경상북도 영주시 이산면, 경상북도 영주시 평은면, 경상북도 영주시 문수면, 경상북도 영주시 장수면, 경상북도 영주시 안정면, 경상북도 영주시 봉현면, 경상북도 영주시 휴천1동, 경상북도 영주시 휴천2동, 경상북도 영주시 휴천3동, 경상북도 영주시 가흥1동                                                                     |                                                                      |
| 영천시 제1선거구            | 한혜련 | 새누리당       | 경상북도 영천시 금호읍, 경상북도 영천시 청통면, 경상북도 영천시 신녕면, 경상북도 영천시 화산면, 경상북도 영천시 북안면, 경상북도 영천시 대창면, 경상북도 영천시 서부동, 경상북도 영천시 완산동, 경상북도 영천시 남부동                                                                                                 |                                                                      |
| 영천시 제2선거구            | 김수용 | 새누리당       | 경상북도 영천시 화북면, 경상북도 영천시 화남면, 경상북도 영천시 자양면, 경상북도 영천시 임고면, 경상북도 영천시 고경면, 경상북도 영천시 동부동, 경상북도 영천시 중앙동 |                                                                      |
| 예천군 제1선거구            | 도기욱 | 새누리당       | 경상북도 예천군 예천읍, 경상북도 예천군 상리면, 경상북도 예천군 하리면, 경상북도 예천군 감천면, 경상북도 예천군 보문면 |                                                                      |
| 예천군 제2선거구            | 정상진 | 새누리당       | 경상북도 예천군 용문면, 경상북도 예천군 호명면, 경상북도 예천군 유천면, 경상북도 예천군 용궁면, 경상북도 예천군 개포면, 경상북도 예천군 지보면, 경상북도 예천군 풍양면 |                                                                      |
| 울릉군 선거구               | 이용진 | 새누리당       | 경상북도 울릉군 울릉읍, 경상북도 울릉군 서면, 경상북도 울릉군 북면 |                                                                      |
| 울진군 제1선거구            | 전찬걸 | 무소속         | 경상북도 울진군 울진읍, 경상북도 울진군 북면, 경상북도 울진군 서면, 경상북도 울진군 죽변면 | 14.03.20 6.4 지방선거 울진군수 선거 출마로 인한 사퇴                 |
| 울진군 제2선거구            | 황이주 | 새누리당       | 경상북도 울진군 평해읍, 경상북도 울진군 근남면, 경상북도 울진군 원남면, 경상북도 울진군 기성면, 경상북도 울진군 온정면, 경상북도 울진군 후포면 |                                                                      |
| 의성군 제1선거구            | 이왕식 | 무소속         | 경상북도 의성군 의성읍, 경상북도 의성군 단촌면, 경상북도 의성군 점곡면, 경상북도 의성군 옥산면, 경상북도 의성군 사곡면, 경상북도 의성군 춘산면, 경상북도 의성군 가음면, 경상북도 의성군 금성면 |                                                                      |
| 의성군 제2선거구            | 나현아 | 새누리당       | 경상북도 의성군 봉양면, 경상북도 의성군 비안면, 경상북도 의성군 구천면, 경상북도 의성군 단밀면, 경상북도 의성군 단북면, 경상북도 의성군 안계면, 경상북도 의성군 다인면, 경상북도 의성군 신평면, 경상북도 의성군 안평면, 경상북도 의성군 안사면                                                                         |                                                                      |
| 청도군 제1선거구            | 김하수 | 무소속         | 경상북도 청도군 청도읍, 경상북도 청도군 운문면, 경상북도 청도군 금천면, 경상북도 청도군 매전면 | 14.04.03 6.4 지방선거 청도군수 출마로 인한 사퇴                      |
| 청도군 제2선거구            | 박권현 | 새누리당       | 경상북도 청도군 화양읍, 경상북도 청도군 각남면, 경상북도 청도군 풍각면, 경상북도 청도군 각북면, 경상북도 청도군 이서면 |                                                                      |
| 청송군 선거구               | 김영기 | 새누리당       | 경상북도 청송군 청송읍, 경상북도 청송군 부동면, 경상북도 청송군 부남면, 경상북도 청송군 현동면, 경상북도 청송군 현서면, 경상북도 청송군 안덕면, 경상북도 청송군 파천면, 경상북도 청송군 진보면 |                                                                      |
| 칠곡군 제1선거구            | 송필각 | 새누리당       | 경상북도 칠곡군 왜관읍, 경상북도 칠곡군 지천면, 경상북도 칠곡군 동명면, 경상북도 칠곡군 가산면 | 14.04.03 6.4 지방선거 칠곡군수 출마로 인한 사퇴                      |
| 칠곡군 제2선거구            | 김희원 | 무소속         | 경상북도 칠곡군 북삼읍, 경상북도 칠곡군 석적읍, 경상북도 칠곡군 약목면, 경상북도 칠곡군 기산면 |                                                                      |
| 포항시 제1선거구            | 한창화 | 새누리당       | 경상북도 포항시 북구 흥해읍, 경상북도 포항시 북구 신광면, 경상북도 포항시 북구 청하면, 경상북도 포항시 북구 송라면, 경상북도 포항시 북구 기계면, 경상북도 포항시 북구 죽장면, 경상북도 포항시 북구 기북면 |                                                                      |
| 포항시 제2선거구            | 김희수 | 새누리당       | 경상북도 포항시 북구 양학동, 경상북도 포항시 북구 용흥동 |                                                                      |
| 포항시 제3선거구            | 장두욱 | 새누리당       | 경상북도 포항시 북구 중앙동, 경상북도 포항시 북구 죽도동, 경상북도 포항시 북구 두호동 |                                                                      |
| 포항시 제4선거구            | 장세헌 | 새누리당       | 경상북도 포항시 북구 우창동, 경상북도 포항시 북구 장량동, 경상북도 포항시 북구 환여동 |                                                                      |
| 포항시 제5선거구            | 장경식 | 새누리당       | 경상북도 포항시 남구 상대동, 경상북도 포항시 남구 해도동, 경상북도 포항시 남구 송도동, 경상북도 포항시 남구 청림동, 경상북도 포항시 남구 제철동 |                                                                      |
| 포항시 제6선거구            | 채옥주 | 무소속         | 경상북도 포항시 남구 연일읍, 경상북도 포항시 남구 대송면, 경상북도 포항시 남구 효곡동, 경상북도 포항시 남구 대이동 |                                                                      |
| 포항시 제7선거구            | 이정호 | 새누리당       | 경상북도 포항시 남구 구룡포읍, 경상북도 포항시 남구 오천읍, 경상북도 포항시 남구 동해면, 경상북도 포항시 남구 장기면, 경상북도 포항시 남구 호미곶면 |                                                                      |
| 경상북도 비례대표           | 김말분 | 새누리당       | 경상북도 일원 |                                                                      |
| 경상북도 비례대표           | 김세호 | 새누리당       | 경상북도 일원 |                                                                      |
| 경상북도 비례대표           | 서정숙 | 새누리당       | 경상북도 일원 |                                                                      |
| 경상북도 비례대표           | 심정규 | 새누리당       | 경상북도 일원 |                                                                      |
| 경상북도 비례대표           | 이경임 | 새누리당       | 경상북도 일원 |                                                                      |
| 경상북도 비례대표           | 김창숙 | 새정치민주연합 | 경상북도 일원 |                                                                      |
| 경상북도 교육의원 제1선거구 | 김원석 | 무소속         | 경상북도 포항시 북구, 경상북도 포항시 남구, 경상북도 울릉군, 경상북도 영덕군 |                                                                      |
| 경상북도 교육의원 제2선거구 | 최우섭 | 무소속         | 경상북도 경주시, 경상북도 영천시, 경상북도 경산시, 경상북도 청도군 |                                                                      |
| 경상북도 교육의원 제3선거구 | 추재천 | 무소속         | 경상북도 김천시, 경상북도 상주시, 경상북도 고령군, 경상북도 성주군, 경상북도 칠곡군 | 14.03.11 6.4 지방선거 경상북도의원 칠곡군 제1선거구 출마로 인한 사퇴 |
| 경상북도 교육의원 제4선거구 | 홍광중 | 무소속         | 경상북도 안동시, 경상북도 영주시, 경상북도 문경시, 경상북도 예천군, 경상북도 청송군, 경상북도 영양군, 경상북도 봉화군, 경상북도 울진군 |                                                                      |
| 경상북도 교육의원 제5선거구 | 박태환 | 무소속         | 경상북도 구미시, 경상북도 군위군, 경상북도 의성군 |                                                                      |

### 경상남도
| 선거구                      | 이름   | 소속정당       | 관할구역 | 비고                                                                                         |
| --------------------------- | ------ | -------------- | --- | -------------------------------------------------------------------------------------------- |
| 거제시 제1선거구            | 김일곤 | 새누리당       | 경상남도 거제시 장평동, 경상남도 거제시 고현동, 경상남도 거제시 상문동, 경상남도 거제시 수양동 | 11.03.04 의원직 상실                                                                         |
| 거제시 제1선거구            | 이길종 | 통합진보당     | 경상남도 거제시 장평동, 경상남도 거제시 고현동, 경상남도 거제시 상문동, 경상남도 거제시 수양동 | 11.04.27 재·보궐선거 당선                                                                    |
| 거제시 제2선거구            | 김해연 | 무소속         | 경상남도 거제시 연초면, 경상남도 거제시 하청면, 경상남도 거제시 장목면, 경상남도 거제시 옥포1동, 경상남도 거제시 옥포2동 | 13.01.28 의원직 사직                                                                         |
| 거제시 제2선거구            | 김창규 | 새누리당       | 경상남도 거제시 연초면, 경상남도 거제시 하청면, 경상남도 거제시 장목면, 경상남도 거제시 옥포1동, 경상남도 거제시 옥포2동 | 13.04.24 재·보궐선거 당선                                                                    |
| 거제시 제3선거구            | 김선기 | 새누리당       | 경상남도 거제시 일운면, 경상남도 거제시 동부면, 경상남도 거제시 남부면, 경상남도 거제시 거제면, 경상남도 거제시 둔덕면, 경상남도 거제시 사등면, 경상남도 거제시 장승포동, 경상남도 거제시 마전동, 경상남도 거제시 능포동, 경상남도 거제시 아주동 |                                                                                              |
| 거창군 제1선거구            | 백신종 | 무소속         | 경상남도 거창군 거창읍, 경상남도 거창군 북상면, 경상남도 거창군 위천면, 경상남도 거창군 마리면 | 14.03.23 6.4 지방선거 거창군수 출마로 인한 사퇴                                              |
| 거창군 제2선거구            | 신주범 | 새누리당       | 경상남도 거창군 주상면, 경상남도 거창군 웅양면, 경상남도 거창군 고제면, 경상남도 거창군 남상면, 경상남도 거창군 남하면, 경상남도 거창군 신원면, 경상남도 거창군 가조면, 경상남도 거창군 가북면 | 10.08.12 별세                                                                                |
| 거창군 제2선거구            | 변현성 | 새누리당       | 경상남도 거창군 주상면, 경상남도 거창군 웅양면, 경상남도 거창군 고제면, 경상남도 거창군 남상면, 경상남도 거창군 남하면, 경상남도 거창군 신원면, 경상남도 거창군 가조면, 경상남도 거창군 가북면 | 10.10.27 재·보궐선거 당선                                                                    |
| 고성군 제1선거구            | 김대겸 | 무소속         | 경상남도 고성군 고성읍, 경상남도 고성군 삼산면, 경상남도 고성군 하일면 | 14.06.19 별세                                                                                |
| 고성군 제2선거구            | 하학열 | 새누리당       | 경상남도 고성군 하이면, 경상남도 고성군 상리면, 경상남도 고성군 대가면, 경상남도 고성군 영현면, 경상남도 고성군 영오면, 경상남도 고성군 개천면, 경상남도 고성군 구만면, 경상남도 고성군 회화면, 경상남도 고성군 마암면, 경상남도 고성군 동해면, 경상남도 고성군 거류면 | 14.03.24 6.4 지방선거 고성군수 출마로 인한 사퇴                                              |
| 김해시 제1선거구            | 김국권 | 새정치민주연합 | 경상남도 김해시 생림면, 경상남도 김해시 상동면, 경상남도 김해시 동상동, 경상남도 김해시 부원동, 경상남도 김해시 북부동 | 12.01.11 19대 총선 김해시 갑 선거구 출마로 인한 사퇴                                         |
| 김해시 제1선거구            | 최학범 | 새누리당       | 경상남도 김해시 생림면, 경상남도 김해시 상동면, 경상남도 김해시 동상동, 경상남도 김해시 부원동, 경상남도 김해시 북부동 | 12.04.11 재·보궐선거 당선                                                                    |
| 김해시 제2선거구            | 허좌영 | 새누리당       | 경상남도 김해시 대동면, 경상남도 김해시 활천동, 경상남도 김해시 삼안동, 경상남도 김해시 불암동 |                                                                                              |
| 김해시 제3선거구            | 공윤권 | 새정치민주연합 | 경상남도 김해시 진영읍, 경상남도 김해시 주촌면, 경상남도 김해시 진례면, 경상남도 김해시 한림면 |                                                                                              |
| 김해시 제4선거구            | 명희진 | 새정치민주연합 | 경상남도 김해시 장유1동 갑 [경상남도 김해시 부곡동, 경상남도 김해시 유하동], 경상남도 김해시 장유2동 |                                                                                              |
| 김해시 제5선거구            | 김성규 | 새누리당       | 경상남도 김해시 장유1동 을 [경상남도 김해시 내덕동, 경상남도 김해시 무계동, 경상남도 김해시 신문동], 경상남도 김해시 장유3동, 경상남도 김해시 회현동, 경상남도 김해시 칠산·서부동 | 14.02.23 6.4 지방선거 김해시장 선거 출마로 인한 사퇴                                         |
| 김해시 제6선거구            | 이천기 | 통합진보당     | 경상남도 김해시 내외동 |                                                                                              |
| 남해군 선거구               | 이재열 | 무소속         | 경상남도 남해군 남해읍, 경상남도 남해군 이동면, 경상남도 남해군 상주면, 경상남도 남해군 삼동면, 경상남도 남해군 미조면, 경상남도 남해군 남면, 경상남도 남해군 서면, 경상남도 남해군 고현면, 경상남도 남해군 설천면, 경상남도 남해군 창선면 | 14.03.25 6.4 지방선거 남해군수 출마로 인한 사퇴                                              |
| 밀양시 제1선거구            | 김영기 | 무소속         | 경상남도 밀양시 부북면, 경상남도 밀양시 상동면, 경상남도 밀양시 산외면, 경상남도 밀양시 산내면, 경상남도 밀양시 단장면, 경상남도 밀양시 내일동, 경상남도 밀양시 내이동, 경상남도 밀양시 교동, 경상남도 밀양시 삼문동 | 14.03.05 6.4 지방선거 밀양시장 선거 출마로 인한 사퇴                                         |
| 밀양시 제2선거구            | 김갑   | 새누리당       | 경상남도 밀양시 삼랑진읍, 경상남도 밀양시 하남읍, 경상남도 밀양시 상남면, 경상남도 밀양시 초동면, 경상남도 밀양시 무안면, 경상남도 밀양시 청도면, 경상남도 밀양시 가곡동 |                                                                                              |
| 사천시 제1선거구            | 조근도 | 새누리당       | 경상남도 사천시 사천읍, 경상남도 사천시 정동면, 경상남도 사천시 사남면, 경상남도 사천시 용현면, 경상남도 사천시 축동면, 경상남도 사천시 곤양면, 경상남도 사천시 곤명면, 경상남도 사천시 서포면 |                                                                                              |
| 사천시 제2선거구            | 박동식 | 무소속         | 경상남도 사천시 동서동, 경상남도 사천시 선구동, 경상남도 사천시 동서금동, 경상남도 사천시 벌용동, 경상남도 사천시 향촌동, 경상남도 사천시 남양동 |                                                                                              |
| 산청군 선거구               | 허기도 | 새누리당       | 경상남도 산청군 산청읍, 경상남도 산청군 차황면, 경상남도 산청군 오부면, 경상남도 산청군 생초면, 경상남도 산청군 금서면, 경상남도 산청군 삼장면, 경상남도 산청군 시천면, 경상남도 산청군 단성면, 경상남도 산청군 신안면, 경상남도 산청군 생비량면, 경상남도 산청군 신등면 | 14.03.23 6.4 지방선거 산청군수 출마로 인한 사퇴                                              |
| 양산시 제1선거구            | 홍순경 | 새누리당       | 경상남도 양산시 물금읍, 경상남도 양산시 원동면, 경상남도 양산시 상북면, 경상남도 양산시 하북면, 경상남도 양산시 강서동 | 14.04.03 6.4 지방선거 양산시장 출마로 인한 사퇴                                              |
| 양산시 제2선거구            | 정재환 | 새누리당       | 경상남도 양산시 동면, 경상남도 양산시 중앙동, 경상남도 양산시 양주동, 경상남도 양산시 삼성동 |                                                                                              |
| 양산시 제3선거구            | 성계관 | 새누리당       | 경상남도 양산시 서창동, 경상남도 양산시 소주동, 경상남도 양산시 평산동, 경상남도 양산시 덕계동 |                                                                                              |
| 의령군 선거구               | 서진식 | 무소속         | 경상남도 의령군 의령읍, 경상남도 의령군 가례면, 경상남도 의령군 칠곡면, 경상남도 의령군 대의면, 경상남도 의령군 화정면, 경상남도 의령군 용덕면, 경상남도 의령군 정곡면, 경상남도 의령군 지정면, 경상남도 의령군 낙서면, 경상남도 의령군 부림면, 경상남도 의령군 봉수면, 경상남도 의령군 궁류면, 경상남도 의령군 유곡면                                                                                                 | 14.04.02 6.4 지방선거 의령군수 출마로 인한 사퇴                                              |
| 진주시 제1선거구            | 공영윤 | 새누리당       | 경상남도 진주시 문산읍, 경상남도 진주시 내동면, 경상남도 진주시 정촌면, 경상남도 진주시 금곡면, 경상남도 진주시 천전동, 경상남도 진주시 성북동, 경상남도 진주시 가호동, 경상남도 진주시 충무공동 | 12.09.14 의원직 상실                                                                         |
| 진주시 제1선거구            | 양해영 | 새누리당       | 경상남도 진주시 문산읍, 경상남도 진주시 내동면, 경상남도 진주시 정촌면, 경상남도 진주시 금곡면, 경상남도 진주시 천전동, 경상남도 진주시 성북동, 경상남도 진주시 가호동, 경상남도 진주시 충무공동 | 12.12.19 재·보궐선거 당선                                                                    |
| 진주시 제2선거구            | 윤용근 | 새누리당       | 경상남도 진주시 명석면, 경상남도 진주시 대평면, 경상남도 진주시 수곡면, 경상남도 진주시 평거동, 경상남도 진주시 신안동, 경상남도 진주시 이현동, 경상남도 진주시 판문동 | 12.01.11 19대 총선 진주시 갑 선거구 출마로 인한 사퇴                                         |
| 진주시 제2선거구            | 정인태 | 새누리당       | 경상남도 진주시 명석면, 경상남도 진주시 대평면, 경상남도 진주시 수곡면, 경상남도 진주시 평거동, 경상남도 진주시 신안동, 경상남도 진주시 이현동, 경상남도 진주시 판문동 | 12.04.11 재·보궐선거 당선 14.04.21 6.4 지방선거 진주시의원 진주시 라 선거구 출마로 인한 사퇴 |
| 진주시 제3선거구            | 김백용 | 무소속         | 경상남도 진주시 진성면, 경상남도 진주시 일반성면, 경상남도 진주시 이반성면, 경상남도 진주시 사봉면, 경상남도 진주시 지수면, 경상남도 진주시 상대1동, 경상남도 진주시 상대2동, 경상남도 진주시 하대1동, 경상남도 진주시 하대2동, 경상남도 진주시 상평동 |                                                                                              |
| 진주시 제4선거구            | 심규환 | 새누리당       | 경상남도 진주시 대곡면, 경상남도 진주시 금산면, 경상남도 진주시 집현면, 경상남도 진주시 미천면, 경상남도 진주시 중앙동, 경상남도 진주시 상봉동, 경상남도 진주시 초장동 |                                                                                              |
| 창녕군 제1선거구            | 김부영 | 새누리당       | 경상남도 창녕군 창녕읍, 경상남도 창녕군 고암면, 경상남도 창녕군 성산면, 경상남도 창녕군 대합면, 경상남도 창녕군 이방면, 경상남도 창녕군 유어면, 경상남도 창녕군 대지면 |                                                                                              |
| 창녕군 제2선거구            | 권유관 | 새누리당       | 경상남도 창녕군 남지읍, 경상남도 창녕군 계성면, 경상남도 창녕군 영산면, 경상남도 창녕군 장마면, 경상남도 창녕군 도천면, 경상남도 창녕군 길곡면, 경상남도 창녕군 부곡면 |                                                                                              |
| 창원시 제1선거구            | 강종기 | 새누리당       | 경상남도 창원시 의창구 동읍, 경상남도 창원시 의창구 북면, 경상남도 창원시 의창구 대산면, 경상남도 창원시 의창동 | 13.04.01 사퇴                                                                                |
| 창원시 제2선거구            | 강성훈 | 통합진보당     | 경상남도 창원시 의창구 팔용동, 경상남도 창원시 의창구 명곡동 |                                                                                              |
| 창원시 제3선거구            | 정연희 | 새누리당       | 경상남도 창원시 의창구 봉림동, 경상남도 창원시 의창구 용지동 |                                                                                              |
| 창원시 제4선거구            | 석영철 | 통합진보당     | 경상남도 창원시 성산구 반송동, 경상남도 창원시 성산구 중앙동, 경상남도 창원시 성산구 웅남동 |                                                                                              |
| 창원시 제5선거구            | 여영국 | 노동당         | 경상남도 창원시 성산구 상남동, 경상남도 창원시 성산구 사파동 |                                                                                              |
| 창원시 제6선거구            | 손석형 | 통합진보당     | 경상남도 창원시 성산구 가음정동, 경상남도 창원시 성산구 성주동 | 12.01.13 19대 총선 창원시 성산구 선거구 출마로 인한 사퇴                                     |
| 창원시 제6선거구            | 한영애 | 새누리당       | 경상남도 창원시 성산구 가음정동, 경상남도 창원시 성산구 성주동 | 12.04.11 재·보궐선거 당선                                                                    |
| 창원시 제7선거구            | 임경숙 | 새누리당       | 경상남도 창원시 마산합포구 구산면, 경상남도 창원시 마산합포구 진동면, 경상남도 창원시 마산합포구 진북면, 경상남도 창원시 마산합포구 진전면, 경상남도 창원시 마산합포구 현동, 경상남도 창원시 마산합포구 가포동, 경상남도 창원시 마산합포구 월영동, 경상남도 창원시 마산합포구 문화동, 경상남도 창원시 마산합포구 반월동, 경상남도 창원시 마산합포구 중앙동                                                             |                                                                                              |
| 창원시 제8선거구            | 김오영 | 새누리당       | 경상남도 창원시 마산합포구 완월동, 경상남도 창원시 마산합포구 자산동, 경상남도 창원시 마산합포구 동서동, 경상남도 창원시 마산합포구 성호동, 경상남도 창원시 마산합포구 교방동, 경상남도 창원시 마산합포구 노산동, 경상남도 창원시 마산합포구 오동동, 경상남도 창원시 마산합포구 합포동, 경상남도 창원시 마산합포구 산호동                                                                                              |                                                                                              |
| 창원시 제9선거구            | 이흥범 | 새누리당       | 경상남도 창원시 마산회원구 내서읍 |                                                                                              |
| 창원시 제10선거구           | 황태수 | 새누리당       | 경상남도 창원시 마산회원구 회원1동, 경상남도 창원시 마산회원구 회원2동, 경상남도 창원시 마산회원구 석전1동, 경상남도 창원시 마산회원구 석전2동, 경상남도 창원시 마산회원구 회성동, 경상남도 창원시 마산회원구 합성1동 |                                                                                              |
| 창원시 제11선거구           | 조우성 | 새누리당       | 경상남도 창원시 마산회원구 양덕1동, 경상남도 창원시 마산회원구 양덕2동, 경상남도 창원시 마산회원구 합성2동, 경상남도 창원시 마산회원구 구암1동, 경상남도 창원시 마산회원구 구암2동, 경상남도 창원시 마산회원구 봉암동 |                                                                                              |
| 창원시 제12선거구           | 정판용 | 새누리당       | 경상남도 창원시 진해구 중앙동, 경상남도 창원시 진해구 태평동, 경상남도 창원시 진해구 충무동, 경상남도 창원시 진해구 여좌동, 경상남도 창원시 진해구 태백동, 경상남도 창원시 진해구 경화동, 경상남도 창원시 진해구 병암동, 경상남도 창원시 진해구 석동 |                                                                                              |
| 창원시 제13선거구           | 배종량 | 새누리당       | 경상남도 창원시 진해구 이동, 경상남도 창원시 진해구 자은동, 경상남도 창원시 진해구 덕산동, 경상남도 창원시 진해구 풍호동, 경상남도 창원시 진해구 웅천동, 경상남도 창원시 진해구 웅동1동, 경상남도 창원시 진해구 웅동2동 |                                                                                              |
| 통영시 제1선거구            | 김윤근 | 새누리당       | 경상남도 통영시 산양읍, 경상남도 통영시 용남면, 경상남도 통영시 도산면, 경상남도 통영시 광도면, 경상남도 통영시 욕지면, 경상남도 통영시 한산면, 경상남도 통영시 사량면, 경상남도 통영시 미수동, 경상남도 통영시 봉평동 |                                                                                              |
| 통영시 제2선거구            | 강석주 | 새누리당       | 경상남도 통영시 도천동, 경상남도 통영시 명정동, 경상남도 통영시 중앙동, 경상남도 통영시 정량동, 경상남도 통영시 북신동, 경상남도 통영시 무전동 | 14.02.18 6.4 지방선거 통영시장 선거 출마로 인한 사퇴                                         |
| 하동군 선거구               | 황종원 | 새누리당       | 경상남도 하동군 하동읍, 경상남도 하동군 화개면, 경상남도 하동군 악양면, 경상남도 하동군 적량면, 경상남도 하동군 횡천면, 경상남도 하동군 고전면, 경상남도 하동군 금남면, 경상남도 하동군 금성면, 경상남도 하동군 진교면, 경상남도 하동군 양보면, 경상남도 하동군 북천면, 경상남도 하동군 청암면, 경상남도 하동군 옥종면                                                                                                 | 14.03.23 6.4 지방선거 하동군수 출마로 인한 사퇴                                              |
| 함안군 제1선거구            | 조근제 | 새누리당       | 경상남도 함안군 가야읍, 경상남도 함안군 함안면, 경상남도 함안군 군북면, 경상남도 함안군 법수면, 경상남도 함안군 여항면 | 14.03.23 6.4 지방선거 함안군수 출마로 인한 사퇴                                              |
| 함안군 제2선거구            | 이성용 | 새누리당       | 경상남도 함안군 대산면, 경상남도 함안군 칠서면, 경상남도 함안군 칠북면, 경상남도 함안군 칠원면, 경상남도 함안군 산인면 |                                                                                              |
| 함양군 선거구               | 서춘수 | 무소속         | 경상남도 함양군 함양읍, 경상남도 함양군 마천면, 경상남도 함양군 휴천면, 경상남도 함양군 유림면, 경상남도 함양군 수동면, 경상남도 함양군 지곡면, 경상남도 함양군 안의면, 경상남도 함양군 서하면, 경상남도 함양군 서상면, 경상남도 함양군 백전면, 경상남도 함양군 병곡면 | 11.09.05 함양군수 재선거 출마로 인한 사퇴                                                    |
| 함양군 선거구               | 이영재 | 새누리당       | 경상남도 함양군 함양읍, 경상남도 함양군 마천면, 경상남도 함양군 휴천면, 경상남도 함양군 유림면, 경상남도 함양군 수동면, 경상남도 함양군 지곡면, 경상남도 함양군 안의면, 경상남도 함양군 서하면, 경상남도 함양군 서상면, 경상남도 함양군 백전면, 경상남도 함양군 병곡면 | 11.10.26 재·보궐선거 당선                                                                    |
| 합천군 선거구               | 문준희 | 새누리당       | 경상남도 합천군 합천읍, 경상남도 합천군 봉산면, 경상남도 합천군 묘산면, 경상남도 합천군 가야면, 경상남도 합천군 야로면, 경상남도 합천군 율곡면, 경상남도 합천군 초계면, 경상남도 합천군 쌍책면, 경상남도 합천군 덕곡면, 경상남도 합천군 청덕면, 경상남도 합천군 적중면, 경상남도 합천군 대양면, 경상남도 합천군 쌍백면, 경상남도 합천군 삼가면, 경상남도 합천군 가회면, 경상남도 합천군 대병면, 경상남도 합천군 용주면 | 14.03.23 6.4 지방선거 합천군수 출마로 인한 사퇴                                              |
| 경상남도 비례대표           | 김정자 | 새누리당       | 경상남도 일원 |                                                                                              |
| 경상남도 비례대표           | 원경숙 | 새누리당       | 경상남도 일원 |                                                                                              |
| 경상남도 비례대표           | 최해경 | 새누리당       | 경상남도 일원 |                                                                                              |
| 경상남도 비례대표           | 김경숙 | 무소속         | 경상남도 일원 | 14.03.13 6.4 지방선거 사천시의원 사천시 라선거구 출마로 인한 사퇴                            |
| 경상남도 비례대표           | 이종엽 | 통합진보당     | 경상남도 일원 |                                                                                              |
| 경상남도 교육의원 제1선거구 | 조형래 | 무소속         | 경상남도 창원시 의창구, 경상남도 창원시 성산구, 경상남도 밀양시, 경상남도 창녕군 |                                                                                              |
| 경상남도 교육의원 제2선거구 | 김종수 | 무소속         | 경상남도 창원시 마산합포구, 경상남도 창원시 마산회원구, 경상남도 의령군, 경상남도 함안군 |                                                                                              |
| 경상남도 교육의원 제3선거구 | 조재규 | 무소속         | 경상남도 진주시, 경상남도 거창군, 경상남도 산청군, 경상남도 함양군, 경상남도 합천군 |                                                                                              |
| 경상남도 교육의원 제4선거구 | 성경호 | 무소속         | 경상남도 창원시 진해구, 경상남도 김해시, 경상남도 양산시 | 14.04.15 6.4 지방선거 경상남도의원 양산시 제1선거구 출마로 인한 사퇴                         |
| 경상남도 교육의원 제5선거구 | 정동한 | 무소속         | 경상남도 통영시, 경상남도 거제시, 경상남도 사천시, 경상남도 고성군, 경상남도 하동군, 경상남도 남해군 |                                                                                              |

### 제주특별자치도
| 선거구                            | 이름   | 소속정당       | 관할구역 | 비고 |
| --------------------------------- | ------ | -------------- | --- | --- |
| 제주특별자치도 제1선거구          | 신관홍 | 새누리당       | 제주특별자치도 제주시 일도1동, 제주특별자치도 제주시 이도1동, 제주특별자치도 제주시 건입동 | |
| 제주특별자치도 제2선거구          | 오영훈 | 새정치민주연합 | 제주특별자치도 제주시 일도2동 갑 [제주특별자치도 제주시 일도2동 1통, 제주특별자치도 제주시 일도2동 2통, 제주특별자치도 제주시 일도2동 3통, 제주특별자치도 제주시 일도2동 4통, 제주특별자치도 제주시 일도2동 5통, 제주특별자치도 제주시 일도2동 6통, 제주특별자치도 제주시 일도2동 7통, 제주특별자치도 제주시 일도2동 8통, 제주특별자치도 제주시 일도2동 9통, 제주특별자치도 제주시 일도2동 10통, 제주특별자치도 제주시 일도2동 11통, 제주특별자치도 제주시 일도2동 12통, 제주특별자치도 제주시 일도2동 13통, 제주특별자치도 제주시 일도2동 14통, 제주특별자치도 제주시 일도2동 15통, 제주특별자치도 제주시 일도2동 16통, 제주특별자치도 제주시 일도2동 17통, 제주특별자치도 제주시 일도2동 18통, 제주특별자치도 제주시 일도2동 19통, 제주특별자치도 제주시 일도2동 20통, 제주특별자치도 제주시 일도2동 21통, 제주특별자치도 제주시 일도2동 22통, 제주특별자치도 제주시 일도2동 23통, 제주특별자치도 제주시 일도2동 24통] | 11.12.22 19대 총선 제주시 을 선거구 출마로 인한 사퇴                                                                     |
| 제주특별자치도 제2선거구          | 고정식 | 새누리당       | 제주특별자치도 제주시 일도2동 갑 [제주특별자치도 제주시 일도2동 1통, 제주특별자치도 제주시 일도2동 2통, 제주특별자치도 제주시 일도2동 3통, 제주특별자치도 제주시 일도2동 4통, 제주특별자치도 제주시 일도2동 5통, 제주특별자치도 제주시 일도2동 6통, 제주특별자치도 제주시 일도2동 7통, 제주특별자치도 제주시 일도2동 8통, 제주특별자치도 제주시 일도2동 9통, 제주특별자치도 제주시 일도2동 10통, 제주특별자치도 제주시 일도2동 11통, 제주특별자치도 제주시 일도2동 12통, 제주특별자치도 제주시 일도2동 13통, 제주특별자치도 제주시 일도2동 14통, 제주특별자치도 제주시 일도2동 15통, 제주특별자치도 제주시 일도2동 16통, 제주특별자치도 제주시 일도2동 17통, 제주특별자치도 제주시 일도2동 18통, 제주특별자치도 제주시 일도2동 19통, 제주특별자치도 제주시 일도2동 20통, 제주특별자치도 제주시 일도2동 21통, 제주특별자치도 제주시 일도2동 22통, 제주특별자치도 제주시 일도2동 23통, 제주특별자치도 제주시 일도2동 24통] | 12.04.11 재·보궐선거 당선                                                                                                |
| 제주특별자치도 제3선거구          | 김희현 | 새정치민주연합 | 제주특별자치도 제주시 일도2동 을 [제주특별자치도 제주시 일도2동 25통, 제주특별자치도 제주시 일도2동 26통, 제주특별자치도 제주시 일도2동 27통, 제주특별자치도 제주시 일도2동 28통, 제주특별자치도 제주시 일도2동 29통, 제주특별자치도 제주시 일도2동 30통, 제주특별자치도 제주시 일도2동 31통, 제주특별자치도 제주시 일도2동 32통, 제주특별자치도 제주시 일도2동 33통, 제주특별자치도 제주시 일도2동 34통, 제주특별자치도 제주시 일도2동 35통, 제주특별자치도 제주시 일도2동 36통, 제주특별자치도 제주시 일도2동 37통, 제주특별자치도 제주시 일도2동 38통, 제주특별자치도 제주시 일도2동 39통, 제주특별자치도 제주시 일도2동 40통, 제주특별자치도 제주시 일도2동 41통, 제주특별자치도 제주시 일도2동 42통, 제주특별자치도 제주시 일도2동 43통, 제주특별자치도 제주시 일도2동 44통, 제주특별자치도 제주시 일도2동 45통, 제주특별자치도 제주시 일도2동 46통, 제주특별자치도 제주시 일도2동 47통, 제주특별자치도 제주시 일도2동 48통] | |
| 제주특별자치도 제4선거구          | 강경식 | 무소속         | 제주특별자치도 제주시 이도2동 갑 [제주특별자치도 제주시 이도2동 1통, 제주특별자치도 제주시 이도2동 2통, 제주특별자치도 제주시 이도2동 3통, 제주특별자치도 제주시 이도2동 4통, 제주특별자치도 제주시 이도2동 5통, 제주특별자치도 제주시 이도2동 6통, 제주특별자치도 제주시 이도2동 7통, 제주특별자치도 제주시 이도2동 8통, 제주특별자치도 제주시 이도2동 9통, 제주특별자치도 제주시 이도2동 10통, 제주특별자치도 제주시 이도2동 11통, 제주특별자치도 제주시 이도2동 12통, 제주특별자치도 제주시 이도2동 13통, 제주특별자치도 제주시 이도2동 14통, 제주특별자치도 제주시 이도2동 15통, 제주특별자치도 제주시 이도2동 16통, 제주특별자치도 제주시 이도2동 17통, 제주특별자치도 제주시 이도2동 18통, 제주특별자치도 제주시 이도2동 19통, 제주특별자치도 제주시 이도2동 20통, 제주특별자치도 제주시 이도2동 48통, 제주특별자치도 제주시 이도2동 49통] | |
| 제주특별자치도 제5선거구          | 김명만 | 새정치민주연합 | 제주특별자치도 제주시 이도2동 을 [제주특별자치도 제주시 이도2동 21통, 제주특별자치도 제주시 이도2동 22통, 제주특별자치도 제주시 이도2동 23통, 제주특별자치도 제주시 이도2동 24통, 제주특별자치도 제주시 이도2동 25통, 제주특별자치도 제주시 이도2동 26통, 제주특별자치도 제주시 이도2동 27통, 제주특별자치도 제주시 이도2동 28통, 제주특별자치도 제주시 이도2동 29통, 제주특별자치도 제주시 이도2동 30통, 제주특별자치도 제주시 이도2동 31통, 제주특별자치도 제주시 이도2동 32통, 제주특별자치도 제주시 이도2동 33통, 제주특별자치도 제주시 이도2동 34통, 제주특별자치도 제주시 이도2동 35통, 제주특별자치도 제주시 이도2동 36통, 제주특별자치도 제주시 이도2동 37통, 제주특별자치도 제주시 이도2동 38통, 제주특별자치도 제주시 이도2동 39통, 제주특별자치도 제주시 이도2동 40통, 제주특별자치도 제주시 이도2동 41통, 제주특별자치도 제주시 이도2동 42통, 제주특별자치도 제주시 이도2동 43통, 제주특별자치도 제주시 이도2동 44통, 제주특별자치도 제주시 이도2동 45통, 제주특별자치도 제주시 이도2동 46통, 제주특별자치도 제주시 이도2동 47통] | |
| 제주특별자치도 제6선거구          | 박희수 | 새정치민주연합 | 제주특별자치도 제주시 삼도1동, 제주특별자치도 제주시 삼도2동, 제주특별자치도 제주시 오라동 | |
| 제주특별자치도 제7선거구          | 소원옥 | 새정치민주연합 | 제주특별자치도 제주시 용담1동, 제주특별자치도 제주시 용담2동 | |
| 제주특별자치도 제8선거구          | 신영근 | 새누리당       | 제주특별자치도 제주시 화북동 | |
| 제주특별자치도 제9선거구          | 안창남 | 새정치민주연합 | 제주특별자치도 제주시 삼양동, 제주특별자치도 제주시 봉개동, 제주특별자치도 제주시 아라동 | |
| 제주특별자치도 제10선거구         | 고충홍 | 새누리당       | 제주특별자치도 제주시 연동 갑 [제주특별자치도 제주시 연동 1통, 제주특별자치도 제주시 연동 2통, 제주특별자치도 제주시 연동 3통, 제주특별자치도 제주시 연동 4통, 제주특별자치도 제주시 연동 5통, 제주특별자치도 제주시 연동 6통, 제주특별자치도 제주시 연동 7통, 제주특별자치도 제주시 연동 8통, 제주특별자치도 제주시 연동 9통, 제주특별자치도 제주시 연동 10통, 제주특별자치도 제주시 연동 11통, 제주특별자치도 제주시 연동 12통, 제주특별자치도 제주시 연동 13통, 제주특별자치도 제주시 연동 14통, 제주특별자치도 제주시 연동 15통, 제주특별자치도 제주시 연동 16통, 제주특별자치도 제주시 연동 17통, 제주특별자치도 제주시 연동 18통, 제주특별자치도 제주시 연동 19통, 제주특별자치도 제주시 연동 20통, 제주특별자치도 제주시 연동 21통, 제주특별자치도 제주시 연동 37통] | |
| 제주특별자치도 제11선거구         | 하민철 | 새누리당       | 제주특별자치도 제주시 연동 을 [제주특별자치도 제주시 연동 22통, 제주특별자치도 제주시 연동 23통, 제주특별자치도 제주시 연동 24통, 제주특별자치도 제주시 연동 25통, 제주특별자치도 제주시 연동 26통, 제주특별자치도 제주시 연동 27통, 제주특별자치도 제주시 연동 28통, 제주특별자치도 제주시 연동 29통, 제주특별자치도 제주시 연동 30통, 제주특별자치도 제주시 연동 31통, 제주특별자치도 제주시 연동 32통, 제주특별자치도 제주시 연동 33통, 제주특별자치도 제주시 연동 34통, 제주특별자치도 제주시 연동 35통, 제주특별자치도 제주시 연동 36통, 제주특별자치도 제주시 연동 38통, 제주특별자치도 제주시 연동 39통, 제주특별자치도 제주시 연동 40통, 제주특별자치도 제주시 연동 41통] | |
| 제주특별자치도 제12선거구         | 김태석 | 새정치민주연합 | 제주특별자치도 제주시 노형동 갑 [제주특별자치도 제주시 노형동 1통, 제주특별자치도 제주시 노형동 2통, 제주특별자치도 제주시 노형동 3통, 제주특별자치도 제주시 노형동 4통, 제주특별자치도 제주시 노형동 5통, 제주특별자치도 제주시 노형동 6통, 제주특별자치도 제주시 노형동 7통, 제주특별자치도 제주시 노형동 8통, 제주특별자치도 제주시 노형동 9통, 제주특별자치도 제주시 노형동 10통, 제주특별자치도 제주시 노형동 11통, 제주특별자치도 제주시 노형동 12통, 제주특별자치도 제주시 노형동 13통, 제주특별자치도 제주시 노형동 14통, 제주특별자치도 제주시 노형동 30통, 제주특별자치도 제주시 노형동 31통, 제주특별자치도 제주시 노형동 32통, 제주특별자치도 제주시 노형동 33통, 제주특별자치도 제주시 노형동 34통, 제주특별자치도 제주시 노형동 35통, 제주특별자치도 제주시 노형동 36통, 제주특별자치도 제주시 노형동 37통, 제주특별자치도 제주시 노형동 38통, 제주특별자치도 제주시 노형동 39통, 제주특별자치도 제주시 노형동 40통, 제주특별자치도 제주시 노형동 41통, 제주특별자치도 제주시 노형동 42통, 제주특별자치도 제주시 노형동 43통]   | |
| 제주특별자치도 제13선거구         | 장동훈 | 새누리당       | 제주특별자치도 제주시 노형동 을 [제주특별자치도 제주시 노형동 15통, 제주특별자치도 제주시 노형동 16통, 제주특별자치도 제주시 노형동 17통, 제주특별자치도 제주시 노형동 18통, 제주특별자치도 제주시 노형동 19통, 제주특별자치도 제주시 노형동 20통, 제주특별자치도 제주시 노형동 21통, 제주특별자치도 제주시 노형동 22통, 제주특별자치도 제주시 노형동 23통, 제주특별자치도 제주시 노형동 24통, 제주특별자치도 제주시 노형동 25통, 제주특별자치도 제주시 노형동 26통, 제주특별자치도 제주시 노형동 27통, 제주특별자치도 제주시 노형동 28통, 제주특별자치도 제주시 노형동 29통, 제주특별자치도 제주시 노형동 44통, 제주특별자치도 제주시 노형동 45통, 제주특별자치도 제주시 노형동 46통, 제주특별자치도 제주시 노형동 47통, 제주특별자치도 제주시 노형동 48통, 제주특별자치도 제주시 노형동 49통, 제주특별자치도 제주시 노형동 50통] | 11.12.28 19대 총선 제주시 갑 선거구 출마로 인한 사퇴                                                                     |
| 제주특별자치도 제13선거구         | 김승하 | 새누리당       | 제주특별자치도 제주시 노형동 을 [제주특별자치도 제주시 노형동 15통, 제주특별자치도 제주시 노형동 16통, 제주특별자치도 제주시 노형동 17통, 제주특별자치도 제주시 노형동 18통, 제주특별자치도 제주시 노형동 19통, 제주특별자치도 제주시 노형동 20통, 제주특별자치도 제주시 노형동 21통, 제주특별자치도 제주시 노형동 22통, 제주특별자치도 제주시 노형동 23통, 제주특별자치도 제주시 노형동 24통, 제주특별자치도 제주시 노형동 25통, 제주특별자치도 제주시 노형동 26통, 제주특별자치도 제주시 노형동 27통, 제주특별자치도 제주시 노형동 28통, 제주특별자치도 제주시 노형동 29통, 제주특별자치도 제주시 노형동 44통, 제주특별자치도 제주시 노형동 45통, 제주특별자치도 제주시 노형동 46통, 제주특별자치도 제주시 노형동 47통, 제주특별자치도 제주시 노형동 48통, 제주특별자치도 제주시 노형동 49통, 제주특별자치도 제주시 노형동 50통] | 12.04.11 재·보궐선거 당선                                                                                                |
| 제주특별자치도 제14선거구         | 김진덕 | 새정치민주연합 | 제주특별자치도 제주시 외도동, 제주특별자치도 제주시 이호동, 제주특별자치도 제주시 도두동 | |
| 제주특별자치도 제15선거구         | 박원철 | 새정치민주연합 | 제주특별자치도 제주시 한림읍 | |
| 제주특별자치도 제16선거구         | 박규헌 | 새정치민주연합 | 제주특별자치도 제주시 애월읍 | |
| 제주특별자치도 제17선거구         | 안동우 | 새정치민주연합 | 제주특별자치도 제주시 구좌읍, 제주특별자치도 제주시 우도면 | |
| 제주특별자치도 제18선거구         | 손유원 | 새누리당       | 제주특별자치도 제주시 조천읍 | |
| 제주특별자치도 제19선거구         | 좌남수 | 새정치민주연합 | 제주특별자치도 제주시 한경면, 제주특별자치도 제주시 추자면 | 11.07.06 의원직 상실 |
| 제주특별자치도 제19선거구         | 서대길 | 새누리당       | 제주특별자치도 제주시 한경면, 제주특별자치도 제주시 추자면 | 11.10.26 재·보궐선거 당선 13.12.26 의원직 상실                                                                           |
| 제주특별자치도 제20선거구         | 허진영 | 새누리당       | 제주특별자치도 서귀포시 송산동, 제주특별자치도 서귀포시 영천동, 제주특별자치도 서귀포시 효돈동 | |
| 제주특별자치도 제21선거구         | 김용범 | 새정치민주연합 | 제주특별자치도 서귀포시 정방동, 제주특별자치도 서귀포시 중앙동, 제주특별자치도 서귀포시 천지동 | |
| 제주특별자치도 제22선거구         | 위성곤 | 새정치민주연합 | 제주특별자치도 서귀포시 동홍동 | |
| 제주특별자치도 제23선거구         | 오충진 | 새정치민주연합 | 제주특별자치도 서귀포시 대륜동, 제주특별자치도 서귀포시 서홍동 | |
| 제주특별자치도 제24선거구         | 김경진 | 새정치민주연합 | 제주특별자치도 서귀포시 예래동, 제주특별자치도 서귀포시 중문동, 제주특별자치도 서귀포시 대천동 | |
| 제주특별자치도 제25선거구         | 문대림 | 새정치민주연합 | 제주특별자치도 서귀포시 대정읍 | 12.01.04 19대 총선 서귀포시 선거구 출마로 인한 사퇴                                                                      |
| 제주특별자치도 제25선거구         | 허창옥 | 무소속         | 제주특별자치도 서귀포시 대정읍 | 12.04.11 재·보궐선거 당선                                                                                                |
| 제주특별자치도 제26선거구         | 현우범 | 새정치민주연합 | 제주특별자치도 서귀포시 남원읍 | |
| 제주특별자치도 제27선거구         | 한영호 | 새누리당       | 제주특별자치도 서귀포시 성산읍 | |
| 제주특별자치도 제28선거구         | 구성지 | 새누리당       | 제주특별자치도 서귀포시 안덕면 | |
| 제주특별자치도 제29선거구         | 김도웅 | 새정치민주연합 | 제주특별자치도 서귀포시 표선면 | |
| 제주특별자치도 비례대표           | 강창수 | 새누리당       | 제주특별자치도 일원 | |
| 제주특별자치도 비례대표           | 이선화 | 새누리당       | 제주특별자치도 일원 | |
| 제주특별자치도 비례대표           | 현정화 | 새누리당       | 제주특별자치도 일원 | |
| 제주특별자치도 비례대표           | 방문추 | 새정치민주연합 | 제주특별자치도 일원 | |
| 제주특별자치도 비례대표           | 윤춘광 | 새정치민주연합 | 제주특별자치도 일원 | |
| 제주특별자치도 비례대표           | 김영심 | 무소속         | 제주특별자치도 일원 | 14.03.04 통합진보당 탈당 14.03.04 6.4 지방선거 제주특별자치도의원 제주시 제7선거구 출마로 인한 사퇴 14.03.04 의원직 상실 |
| 제주특별자치도 비례대표           | 박주희 | 무소속         | 제주특별자치도 일원 | |
| 제주특별자치도 교육의원 제1선거구 | 윤두호 | 무소속         | 제주특별자치도 제주시 구좌읍, 제주특별자치도 제주시 조천읍, 제주특별자치도 제주시 우도면, 제주특별자치도 제주시 일도2동, 제주특별자치도 제주시 화북동, 제주특별자치도 제주시 삼양동, 제주특별자치도 제주시 봉개동, 제주특별자치도 제주시 아라동 | |
| 제주특별자치도 교육의원 제2선거구 | 이석문 | 무소속         | 제주특별자치도 제주시 일도1동, 제주특별자치도 제주시 이도1동, 제주특별자치도 제주시 이도2동, 제주특별자치도 제주시 삼도1동, 제주특별자치도 제주시 삼도2동, 제주특별자치도 제주시 오라동, 제주특별자치도 제주시 건입동, 제주특별자치도 제주시 용담1동, 제주특별자치도 제주시 용담2동 | |
| 제주특별자치도 교육의원 제3선거구 | 강경찬 | 무소속         | 제주특별자치도 제주시 한림읍, 제주특별자치도 제주시 애월읍, 제주특별자치도 제주시 한경면, 제주특별자치도 제주시 추자면, 제주특별자치도 제주시 외도동, 제주특별자치도 제주시 이호동, 제주특별자치도 제주시 도두동, 제주특별자치도 제주시 연동, 제주특별자치도 제주시 노형동 | |
| 제주특별자치도 교육의원 제4선거구 | 오대익 | 무소속         | 제주특별자치도 서귀포시 성산읍, 제주특별자치도 서귀포시 남원읍, 제주특별자치도 서귀포시 표선면, 제주특별자치도 서귀포시 송산동, 제주특별자치도 서귀포시 영천동, 제주특별자치도 서귀포시 효돈동, 제주특별자치도 서귀포시 동홍동 | |
| 제주특별자치도 교육의원 제5선거구 | 문석호 | 무소속         | 제주특별자치도 서귀포시 대정읍, 제주특별자치도 서귀포시 안덕면, 제주특별자치도 서귀포시 정방동, 제주특별자치도 서귀포시 중앙동, 제주특별자치도 서귀포시 천지동, 제주특별자치도 서귀포시 대륜동, 제주특별자치도 서귀포시 서홍동, 제주특별자치도 서귀포시 예래동, 제주특별자치도 서귀포시 중문동, 제주특별자치도 서귀포시 대천동 | |